# Basilique Saint-Denis
Pour la station de métro, voir Basilique de Saint-Denis (métro de Paris).
La basilique Saint-Denis de Saint-Denis est une église de style gothique située au centre de la ville de Saint-Denis.
Fondée à l'origine en tant qu'abbatiale, elle a le statut de cathédrale du diocèse de Saint-Denis depuis 1966.
À ses origines, l'ancienne abbaye royale de Saint-Denis est associée à l'histoire des Francs. L'église abbatiale a été dénommée « basilique » dès l'époque mérovingienne (comme beaucoup d'autres églises). Elle s'élève sur l'emplacement d'un cimetière gallo-romain, lieu de sépulture de saint Denis de Paris martyrisé vers 250. Le transept de l'église abbatiale, d'une ampleur exceptionnelle, était destiné à accueillir les tombeaux royaux. Elle est ainsi la nécropole royale des rois de France depuis les robertiens et Capétiens directs, même si plusieurs rois mérovingiens puis carolingiens avaient choisi d'y reposer avant eux.
La basilique Saint-Denis est classée au titre des monuments historiques par liste de 1862. Le jardin Pierre-de-Montreuil qui l'entoure est classé au titre des monuments historiques par arrêté du 19 août 1926.
La basilique est desservie à 400 mètres par la ligne 1 du tramway et par la ligne 13 du métro à la station Basilique de Saint-Denis.

## Histoire de la basilique

### Christianisation de la Gaule

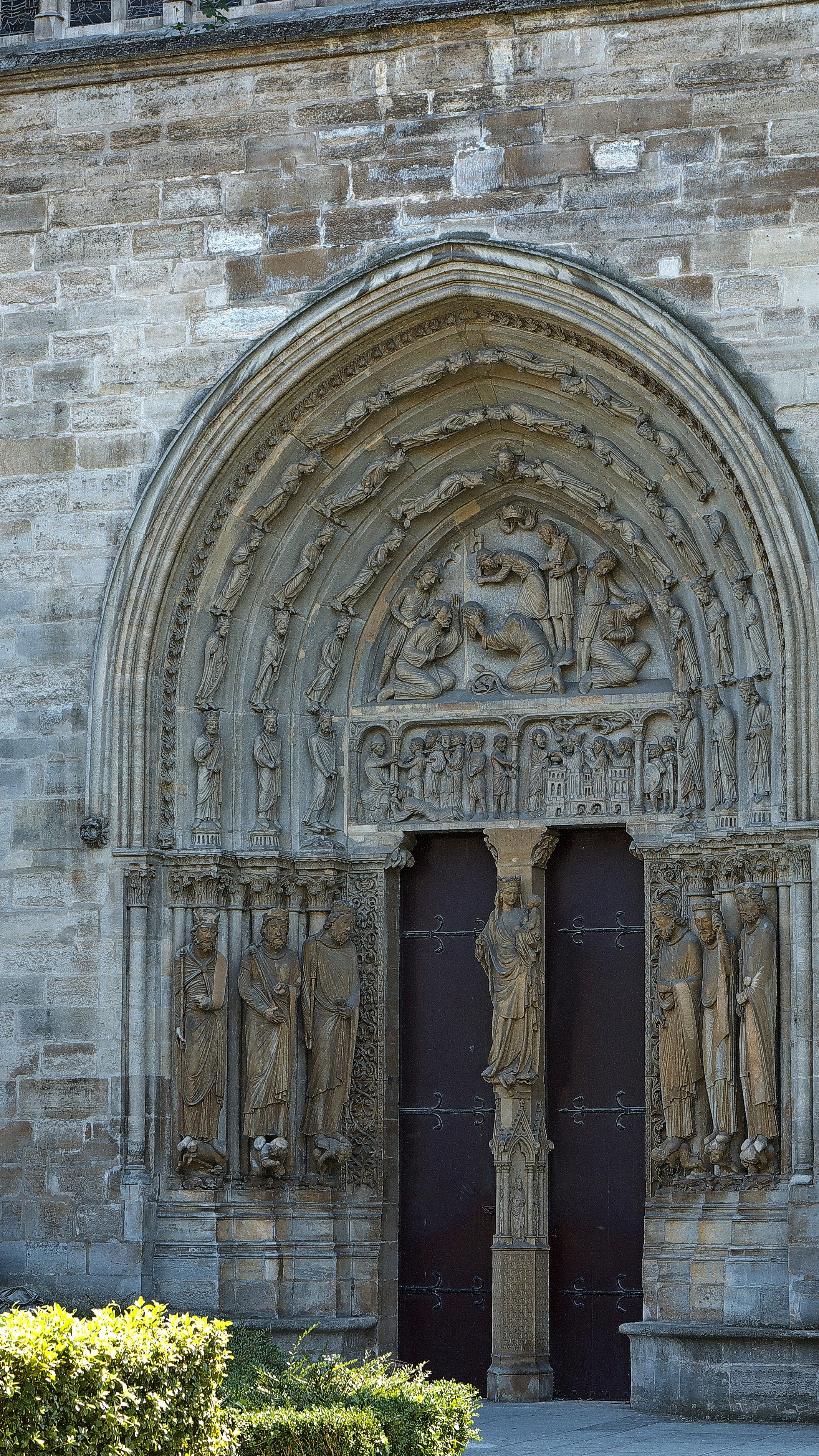
La décapitation de saint Denis, au tympan du portail nord (« porte des Valois ») de la basilique qui a conservé ses statues-colonnes.

Dès le Bas-Empire romain, une nécropole gallo-romaine est attestée sur le site de Saint-Denis par différentes campagnes archéologiques. Selon une tradition peu solide, Denis, saint légendaire, aurait été martyrisé sur l'emplacement de l'actuelle église Saint-Denys de la Chapelle. Une première Passion de saint Denis, un récit du début du VIe siècle, raconte qu'une chrétienne nommée Catulla aurait inhumé son corps dans un champ lui appartenant. Puis, certainement après l'édit de Milan, aurait été élevé un mausolée qui serait rapidement l'objet d'un culte, comme le suggère la présence voisine de plusieurs sarcophages en pierre ou en plâtre d'aristocrates francs. D'après la Vie de sainte Geneviève (source hagiographique rédigée vers 520 et qu'il faut manier avec précaution), la sainte patronne de Paris ayant visité le tombeau du martyr, aurait trouvé qu'il était indigne d'un personnage aussi glorieux. Sainte Geneviève obtient du clergé parisien d'acheter des terres sur le « vicus Catulliacus » et y fait édifier une chapelle gallo-romaine entre 450 et 475,.
Ces traditions incertaines sont reprises dans La Légende dorée de Jacques de Voragine qui popularise le mythe de saint Denis céphalophore qui, après sa décollation, se serait relevé et aurait marché, la tête dans les mains, jusqu'au lieu où il voulait être enterré, dans le cimetière gallo-romain de Catolacus qu'aurait retrouvé sainte Geneviève. Quoi qu'il en soit, il reste difficile pour la recherche actuelle de démêler la vérité historique et les traditions légendaires.

### Sous les Mérovingiens et les Carolingiens

#### L'église sous les Mérovingiens

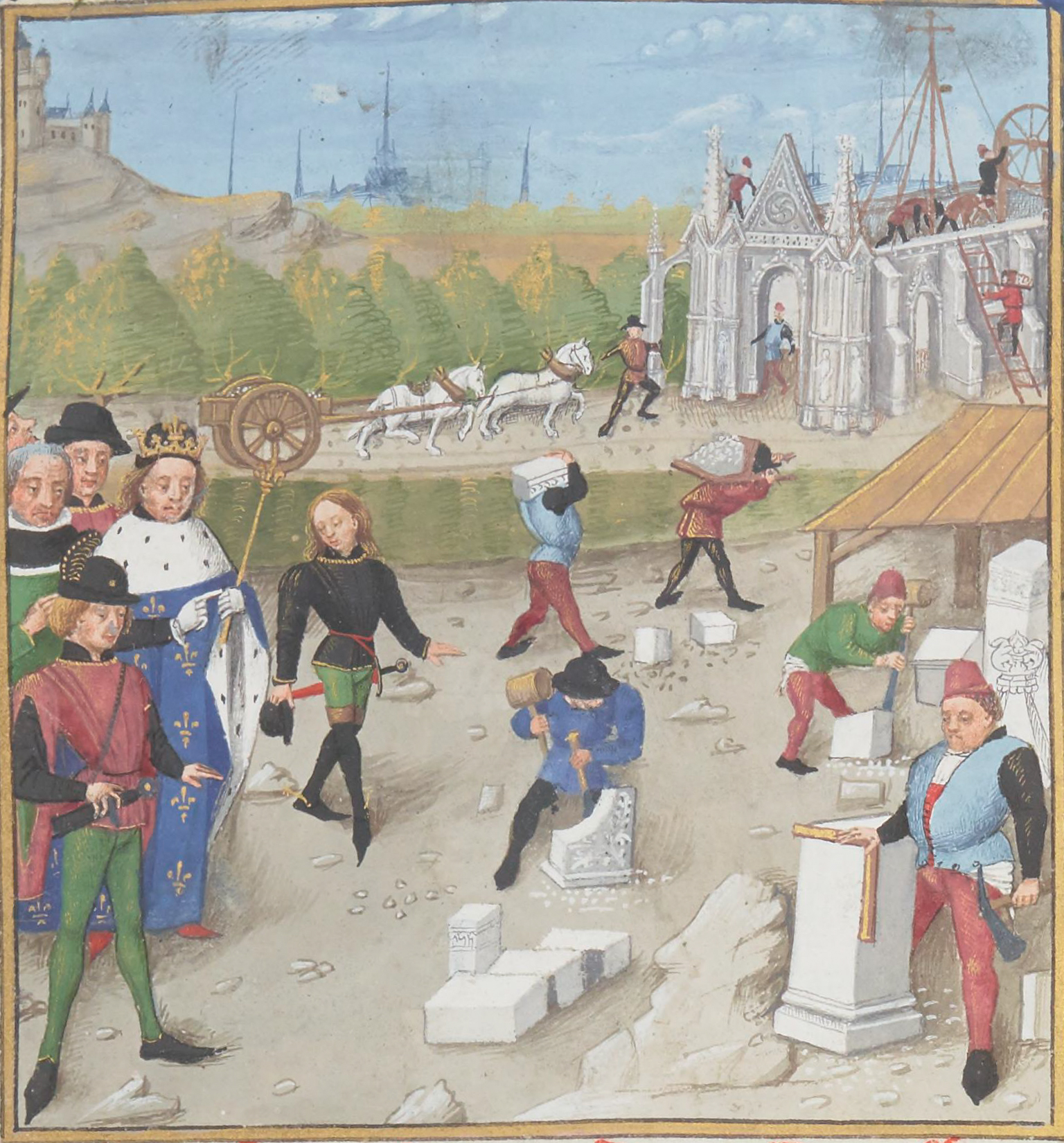
Dagobert visitant le chantier de la construction de Saint-Denis. L'enluminure de Robinet Testard dans les Grandes Chroniques de France au XVe siècle, représente de manière anachronique une cathédrale gothique.

Un premier agrandissement de la chapelle dans le cimetière gallo-romain de Catolacus apporte une prolongation de 11 mètres à l'ouest. Alors que Michel Fleury le situait entre 540 et 550, soit sous le règne de Childebert Ier, Patrick Périn l'a récemment estimé aux années 451–459, proposant d'y reconnaître la chapelle de sainte Geneviève.
De fait, le lieu a à cette époque un grand prestige comme en témoigne la découverte en 1959 du sarcophage de la reine Arégonde, 3e épouse de Clotaire Ier et bru de Clovis, morte entre 572 et 583, première personne royale qui y est enterrée. La pratique de l'inhumation ad sanctos (« près des Saints ») inaugurée par Clovis a donc été rapidement imitée par l'aristocratie. Le développement d'une vaste nécropole ad sanctos sur au moins 8 000 m2 au nord du sanctuaire est la conséquence la plus directe de la promotion du culte de Denis.
Les Gesta Dagoberti, rédigés autour de 835 probablement par le jeune Hincmar de Reims, alors moine et élève d'Hilduin de Saint-Denis, racontent la découverte miraculeuse du tombeau des trois martyrs (Denis de Paris et ses deux compagnons, le prêtre Rustique de Paris et le diacre Éleuthère) par Dagobert Ier et embellissent la tradition selon laquelle le roi des Francs aurait fait transférer leurs reliques vers la basilique actuelle et aurait fondé un monastère bénédictin. Il y aurait fait placer vers l'an 630 les corps des trois martyrs mais il est plus vraisemblable que leurs corps aient été déplacés sous les règnes précédents, voire qu'ils aient toujours été à cet emplacement.
Selon Dom Doublet, auteur de l'Histoire de l'abbaye de Saint-Denys en France, la construction de la nouvelle chapelle aurait débuté en 632 et la dédicace le 24 février 636. Dagobert est le premier roi des Francs à être inhumé en l'église de Saint-Denis. Sous les Mérovingiens et les Carolingiens, cette nécropole royale partage ce privilège avec d'autres églises. C'est probablement à partir du VIIe siècle, sous l'impulsion des rois mérovingiens, que la communauté desservant la basilique adopte le mode de vie monastique, celle-ci comptant tout au long du Moyen Âge, environ cent cinquante religieux. Vers 650, est construit le monastère et au nord de la chapelle une série de sanctuaires secondaires dédiés à saint Barthélemy, saint Paul et saint Pierre.

#### L'église sous la dynastie des Carolingiens

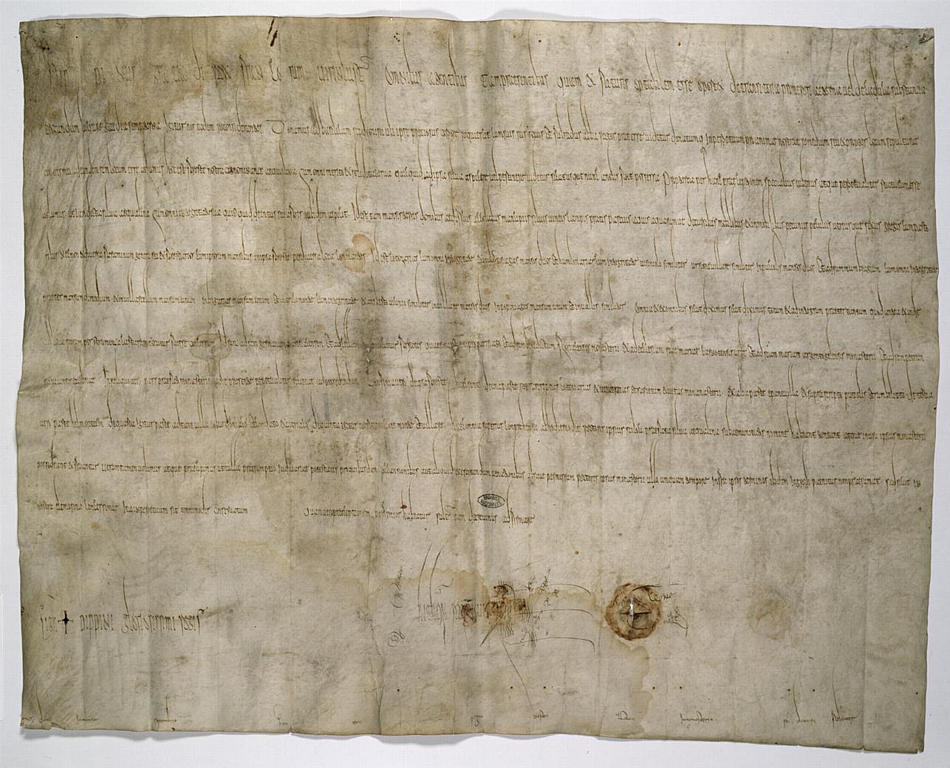
Donation de Pépin le Bref à l'abbaye de Saint-Denis en 768.

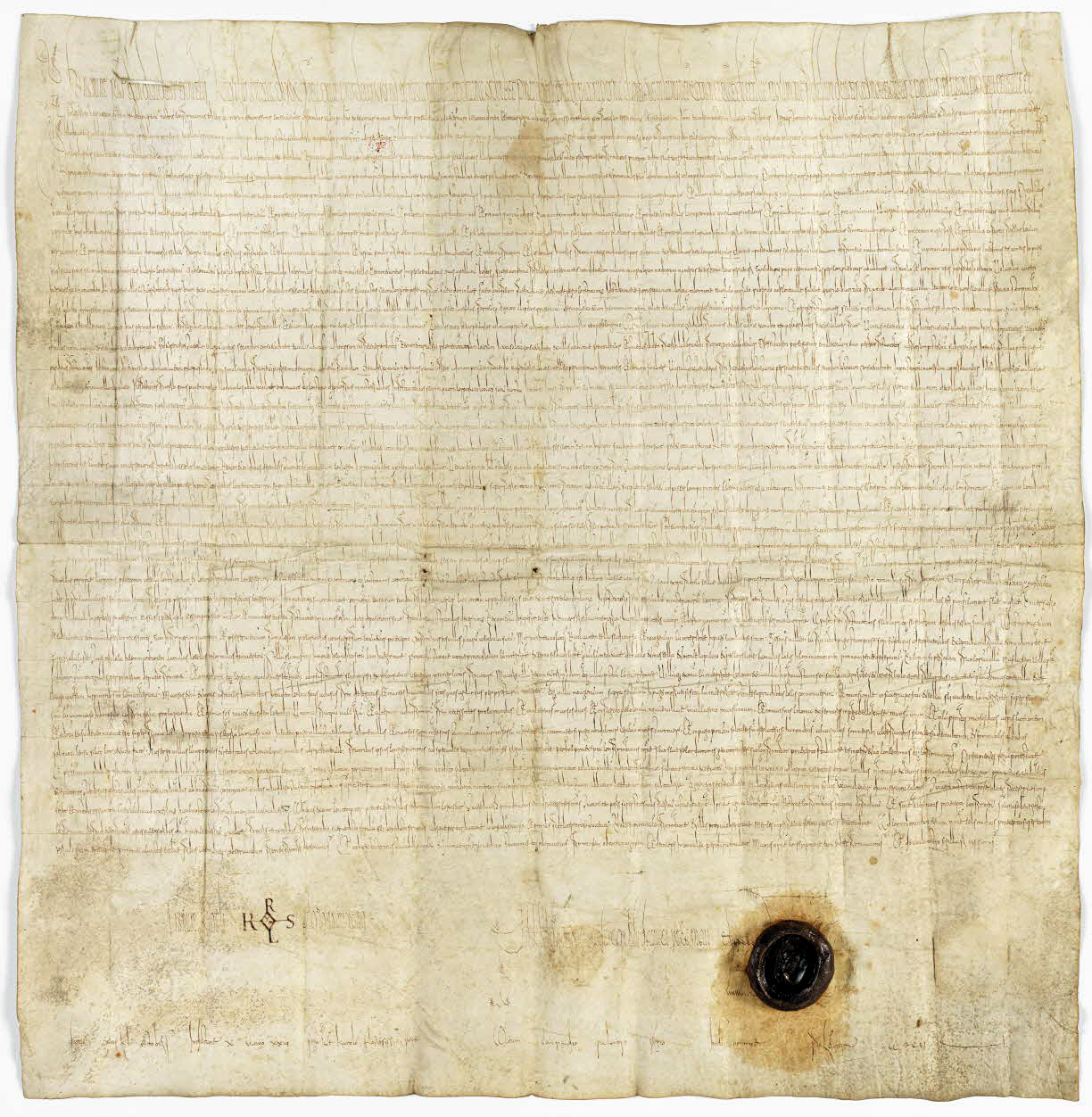
Confirmation par Charles II le Chauve du partage des biens de l'abbaye de Saint-Denis entre l'abbé et les religieux. Fait à Compiègne le 19 septembre 863, Archives nationales de France.

Les liens privilégiés que l'abbaye de Saint-Denis entretient avec la royauté mérovingienne se renforcent sous les Carolingiens qui font des abbés les archi-chapelains du roi, puis de l'empereur, grade le plus élevé de tous les hauts fonctionnaires de cette dynastie. De cette époque naît « la vocation de l'abbaye comme historiographe et gardienne des traditions chrétiennes franques ».
Charles Martel confie l'éducation de ses fils aux moines sandionysiens et ses funérailles en 741 inaugurent une deuxième série d'inhumations royales dans la basilique.
Il semble qu'à l'occasion de son second sacre à Saint-Denis, en 754, Pépin le Bref fasse vœu de bâtir à neuf l'antique basilique. L'abbé Fulrad, en tant que représentant de Pépin, a effectué plusieurs voyages à Rome d'où il tire son inspiration pour reconstruire Saint-Denis, notamment en prenant comme modèles les basiliques romaines de Saint-Pierre-aux-Liens et Saint-Paul-hors-les-Murs. Les travaux ne débutent qu'après sa mort, vers 768–769, et la consécration a lieu en présence de Charlemagne le 24 février 775. Cette nouvelle église, toujours dédiée à saint Pierre, longue de près de 80 mètres, est de plan basilical à trois nefs.
Elle comprend un transept faiblement débordant et ouvrant à l'est sur une abside semi-circulaire. La nef présente deux files de colonnes, neuf travées et mesure intérieurement 20.70 mètres de large. Certains fûts de colonnes torsadées sont prélevés dans des monuments antiques d'Italie, notamment plusieurs fragments de marbre de Synnada (Anatolie). Sous l'abside, une crypte annulaire, bâtie à la manière de celles de Rome, permet aux pèlerins d'accéder à une confession dans laquelle sont exposées les reliques de saint Denis et de ses deux compagnons, l'archiprêtre saint Rustique et l'archidiacre saint Eleuthère. On peut encore voir dans la crypte actuelle les vestiges de ce corridor qui longeait l'intérieur de l'abside.
Vers 800, sont aménagés un baptistère dédié à saint Jean Baptiste ou saint Jean-le-Rond, et une chapelle dédiée à la Vierge en 832 qui devient le caveau royal au XIXe siècle.
En 832, l'abbé Hilduin de Saint-Denis agrandit la crypte vers l'est. Il fait édifier une chapelle à trois vaisseaux dédiée à la Sainte Vierge, à saint Jean et à tous les saints. Les murs de la partie centrale conservaient les reliques de la Passion du Christ et étaient décorés de pierres dorées. Il y avait aussi un puits aux eaux réputées curatives.
En 857, le monastère de Saint-Denis subit plusieurs rapines de la part des Vikings qui assiègent Paris depuis décembre 856. Le Vendredi Saint 3 avril 858, deux bandes normandes partent de Jeufosse à cheval en se dirigeant, l'une vers l'abbaye de Saint-Denis, l'autre vers l'abbaye de Saint-Germain-des-Prés, pour capturer leurs abbés et demander une forte rançon. À Saint-Denis plusieurs hommes d'Église sont enlevés dont l'abbé et son demi-frère Gauzlin de Fleury (834–886), évêque de Paris. De façon générale, le IXe siècle est marqué par de nombreux troubles causés par les raids des Vikings remontant par la Seine jusqu'à Paris et ses alentours. L'abbaye est dévastée par les Normands à la fin du IXe siècle.
En 867, l'implication dans la vie politique et le prestige des abbés est tel que Charles II le Chauve s'approprie le titre d'abbé de Saint-Denis.
En 869, Charles II le Chauve devant la menace des invasions des Vikings fortifie le monastère.
Seuls quelques colonnes et des chapiteaux de marbre, aujourd'hui dans la crypte de l'abside ou dans les magasins de l'église, subsistent des constructions de Dagobert et de Charlemagne.

### Reconstruction de la nécropole royale des Capétiens

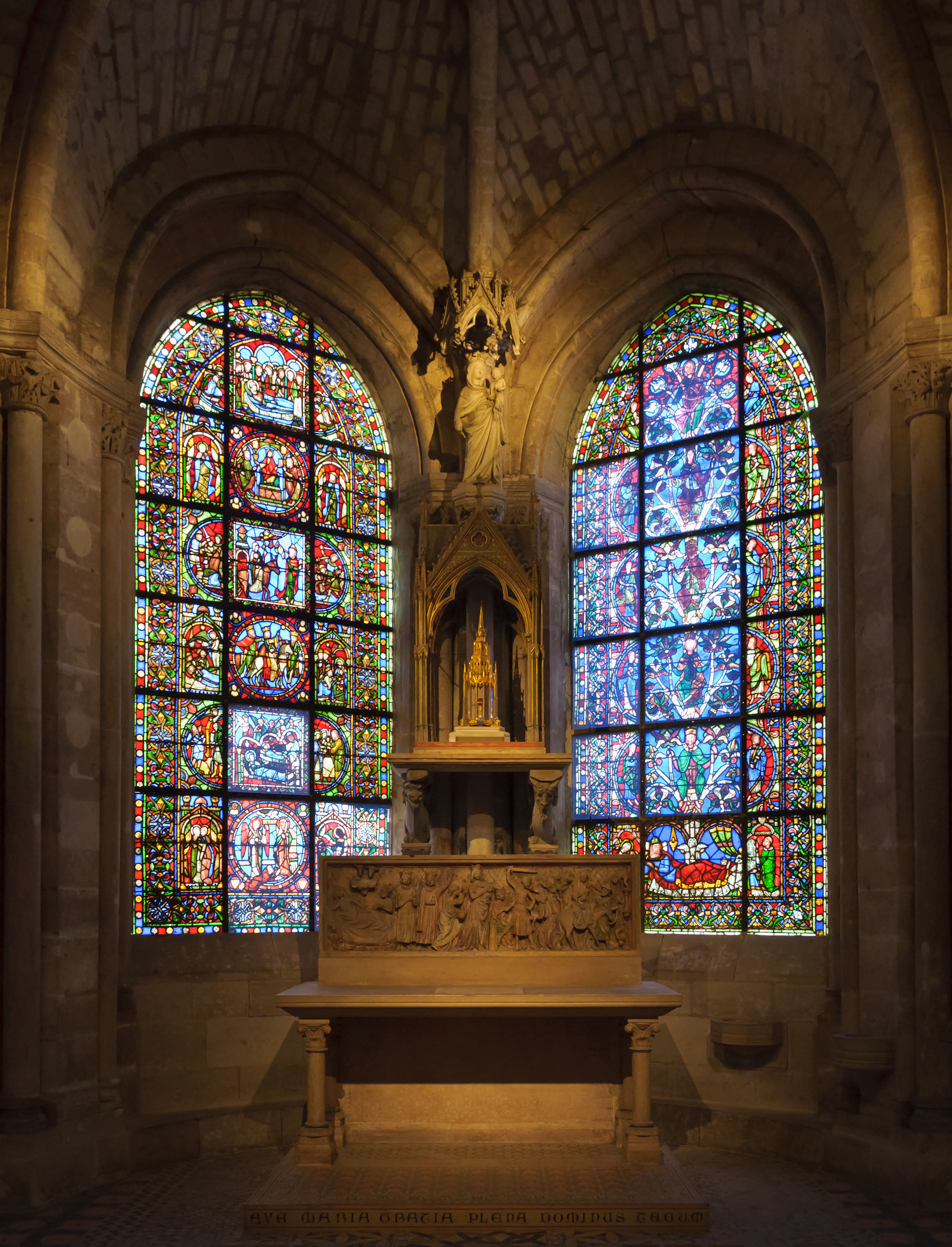
La chapelle de la Vierge et ses baies jumelles à vitraux.

#### XIesiècle
Robert II le Pieux, qui prenait part aux offices des religieux, a certainement tenté de restaurer l'église en ruine. L'architecture de la partie centrale de la crypte avec des arcs en plein-cintre, des colonnes courtes, des chapiteaux à personnages datent de la première moitié du XIe siècle.

#### XIIesiècle
Dans la première moitié du XIIe siècle, entre 1135 environ et 1144, l'abbé Suger, conseiller des rois Louis VI et Louis VII et abbé de Saint-Denis de 1122 à 1151, souhaite rénover la vieille église carolingienne afin de mettre en valeur les reliques de saint Denis dans un nouveau chœur et accueillir les pèlerins de plus en plus nombreux à venir aux tombeaux des martyrs. Il décide de la reconstruction de l'église avec une élévation importante et des baies qui laissent pénétrer la lumière. Il s'inspire entre autres du prieuré voisin de Saint-Martin-des-Champs à Paris.
En 1135, il fait édifier un nouveau massif occidental, en s'inspirant de la façade harmonique, de style normand de l'âge roman comme celle de l'abbatiale Saint-Étienne de Caen. Il agrandit l'abbatiale en remaniant le narthex d'une façade dotée pour la première fois d'une rose et de trois portails de grandes dimensions. Dédicacée le 9 juin 1140, cette façade est flanquée de deux tours réunies par un parapet crénelé évoquant la Jérusalem céleste.
Il modifie aussi le chœur en lui ajoutant des chapelles rayonnantes. Reprenant le principe du déambulatoire à chapelles rayonnantes mais en le doublant, Suger innove en prenant le parti de juxtaposer les chapelles autrefois isolées en les séparant par un simple contrefort. Chacune des chapelles comporte de vastes baies jumelles munies de vitraux filtrant la lumière. La voûte adopte la technique de la croisée d'ogives qui permet de mieux répartir les forces vers les piliers. Toujours par les soins de Suger, qui surveille lui-même l'extraction des pierres, le choix des bois de charpente et la confection des vitraux, l'autel reçoit une décoration en laques d'or historiées ; le chœur et le trésor se meublent de châsses, de croix et d'objets précieux. Il compose en distiques latins les inscriptions à graver sur le métal ou à tracer autour des compartiments des verrières.
Une double dédicace a lieu en 1140 et en 1144 ; le chevet est consacré le 11 juin 1144. L'église inaugure le francigenum opus, appelé plus tard l'art gothique. L'abbaye bénédictine de Saint-Denis devient dès lors un établissement prestigieux et riche. Dans la deuxième moitié du siècle, des tours sont ajoutées sur la façade ; la tour sud existe jusqu'à aujourd'hui. C'est à partir du règne de Louis VI le Gros que les rois de France se rendent à l'église pour lever l'oriflamme de Saint-Denis avant de partir en guerre ou en croisade.

#### XIIIesiècle

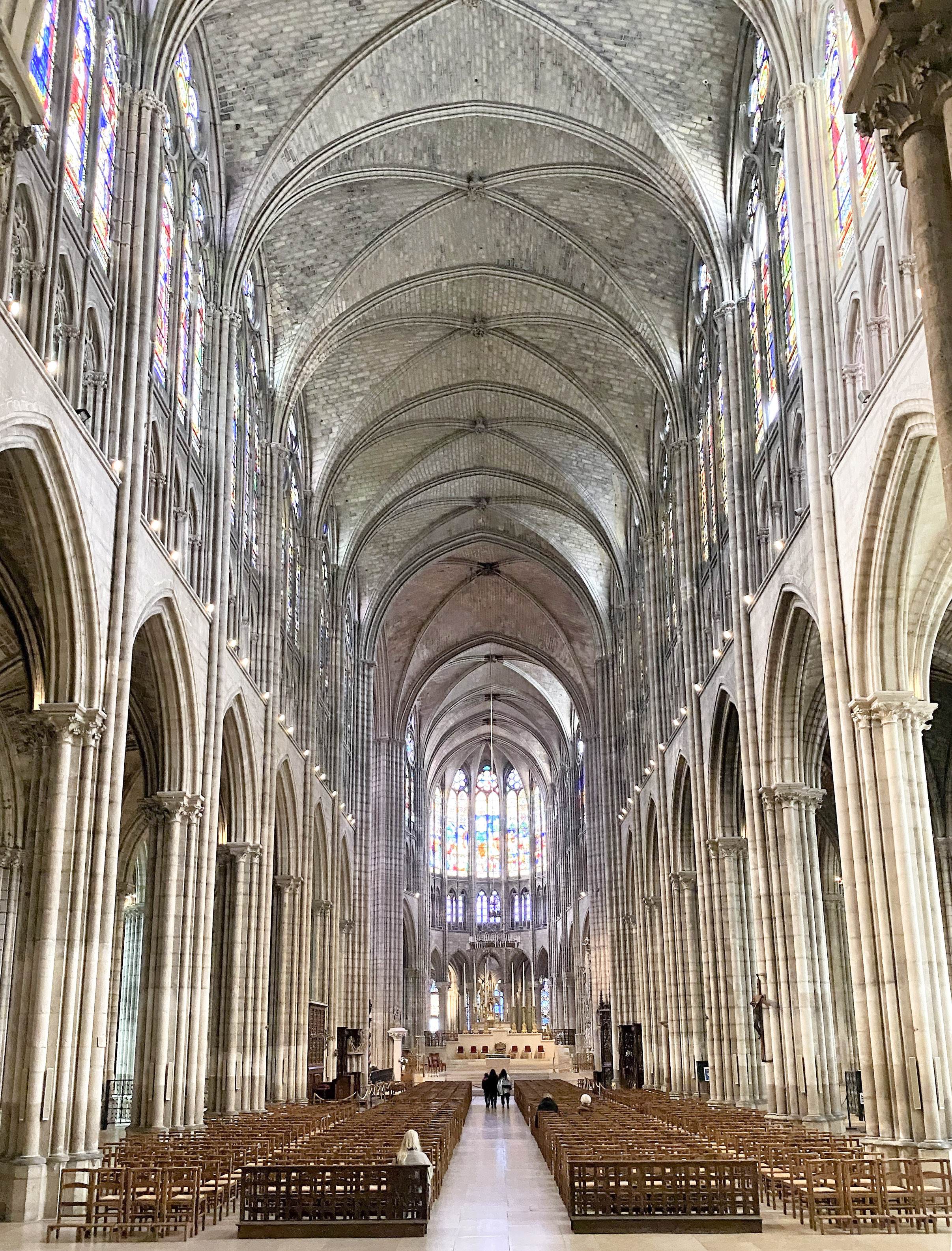
La nef de la basilique, reconstruite au XIIIe siècle.

Au XIIIe siècle, le besoin d'espace pour la nécropole royale impose la reprise des travaux de reconstruction là où Suger les a arrêtés. L'église présentait jusqu'ici une nef carolingienne, vétuste, coincée entre l'avant-corps et le chevet de Suger. Elle n'a été reconstruite au XIIe siècle qu'à ses deux extrémités. On entreprend donc la reconstruction de la nef (dont la voûte s'élève à 30 mètres de hauteur) et d'un vaste transept, ainsi que le rehaussement du chœur de Suger et la reconstruction des deux tours de la façade, dont la flèche nord élevée en 1190–1230 qui culminait à 85 ou 86 mètres de hauteur (ou 90 avec sa croix et qui avait été conçue ainsi pour dépasser celle de la cathédrale Notre-Dame de Paris. Cette flèche est attaquée par la foudre en 1837 puis déstabilisée en 1845 ou 1846 par une tornade dite « Trombe de Gonesse » qui fait également choir douze clochers de la région. La flèche est alors démontée pierre par pierre par Viollet-le-Duc, qui était alors en conflit avec François Debret qui l'avait restaurée.
De l'église du XIIe siècle, on ne conserve donc que la façade harmonique et la partie basse du chevet. Des travaux de grande ampleur sont menés de 1231 à 1281, soit en moins de cinquante ans. La reconstruction est entreprise grâce à l'association de trois figures d'exception : le jeune roi Louis IX, sa mère Blanche de Castille, régente durant la minorité de Louis et durant sa première croisade, et l'abbé de Saint-Denis, Eudes Clément (1228–1245).
Le maître d'œuvre décide de conserver la façade occidentale et les tours, le porche intérieur, la porte du croisillon nord et le déambulatoire de Suger et les chapelles rayonnantes mais fait détruire les parties hautes du chœur de Suger. L'abbé Eudes Clément veut que le nouveau plan puisse s'ajuster à la hauteur de la façade de Suger, avec un chœur et un transept plus hauts. Ainsi, les colonnes de Suger sont enlevées et remplacées par des supports plus lourds composés d'une série de tambours horizontaux avec des fûts en saillie orientés vers l'autel. La croisée du transept, plus large que le chœur, entraîne un évasement de la première travée du chœur vers le transept à l'ouest, aussi bien du côté nord que du côté sud.
L'idée du nouvel architecte est de raccorder les constructions conservées de l'église de Suger, abside et narthex, avec le plan plus large du nouvel édifice. La jonction du transept et de la nouvelle nef à l'ancien chevet aboutit d'ailleurs à une astuce de l'architecte : les arcs des arcades s'élèvent au fur et à mesure que l'on se dirige vers l'ouest. En outre, la base du triforium monte aussi dans chaque travée en direction des piliers de la croisée. Les dimensions changent donc graduellement depuis les volumes intimes du chœur de Suger, jusqu'au projet monumental et définitif du transept et de la nef. Ce changement est accompli avec une grande subtilité pour que la transition ne puisse pas se voir.
Après l'achèvement du grand transept et de la nef dans les années 1260 par Mathieu de Vendôme, le nouveau programme des monuments funéraires royaux vise à faire apparaître la continuité des trois races royales franques. En 1267, Louis IX inaugure le nouvel ensemble sépulcral. La disposition a été conçue pour illustrer visuellement l'explication des liens entre les trois dynasties royales décrite par un érudit dominicain, proche de la famille royale, Vincent de Beauvais. Vincent affirme le « retour du royaume des Francs à la race de l'empereur Charlemagne » en la personne de Louis VIII, père de Louis IX, dont le sang carolingien lui avait été transmis par sa mère Isabelle de Hainaut. Les monuments de Philippe II Auguste et de Louis VIII le Lion situés au centre de l'édifice témoignent donc de l'union en leur personne des lignages mérovingien et carolingien d'une part (dont les rois ont leurs tombeaux au sud) et capétien d'autre part (dont les rois ont leurs tombeaux au nord). Le transept aux tombeaux royaux fait ainsi le lien entre le haut chœur où se trouvaient les reliques à l'est, et le chœur des moines à l'ouest où retentissaient quotidiennement les prières au saint patron de la monarchie.
Le 22 août 1291, une bulle du pape Nicolas IV, datée d'Orvieto, confirmant elle-même une bulle de Célestin III, accorde aux religieux de Saint-Denis le privilège de n'être soumis à aucune sanction canonique, émanée de qui que ce fût, hormis de leurs abbés, sans une licence spéciale du souverain pontife.
Des chapelles latérales sont élevées au nord de la nef dans le cours du XIVe siècle. D'après le plan primitif du XIIIe siècle, les collatéraux de la nef sont décorés d'une arcature aveugle ; des chapelles longues de deux travées existent à la jonction de la nef avec le transept, au nord celle de saint Hippolyte de Rome et au sud celle de Saint Michel

### Du

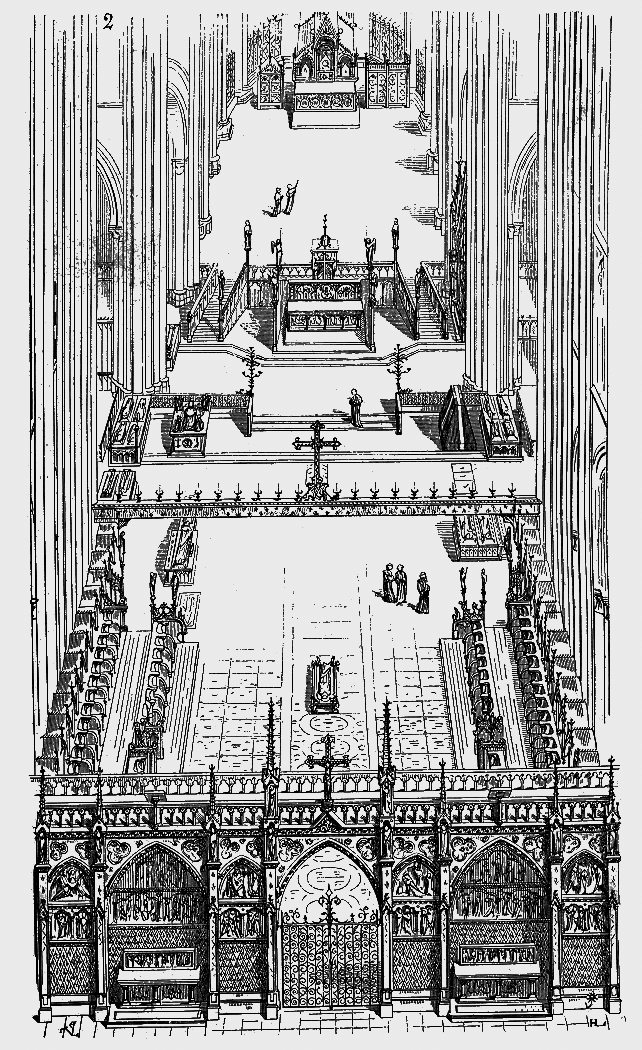
Le chœur de la basilique d'après Dom Félibien (dessin d'Eugène Viollet-le-Duc).

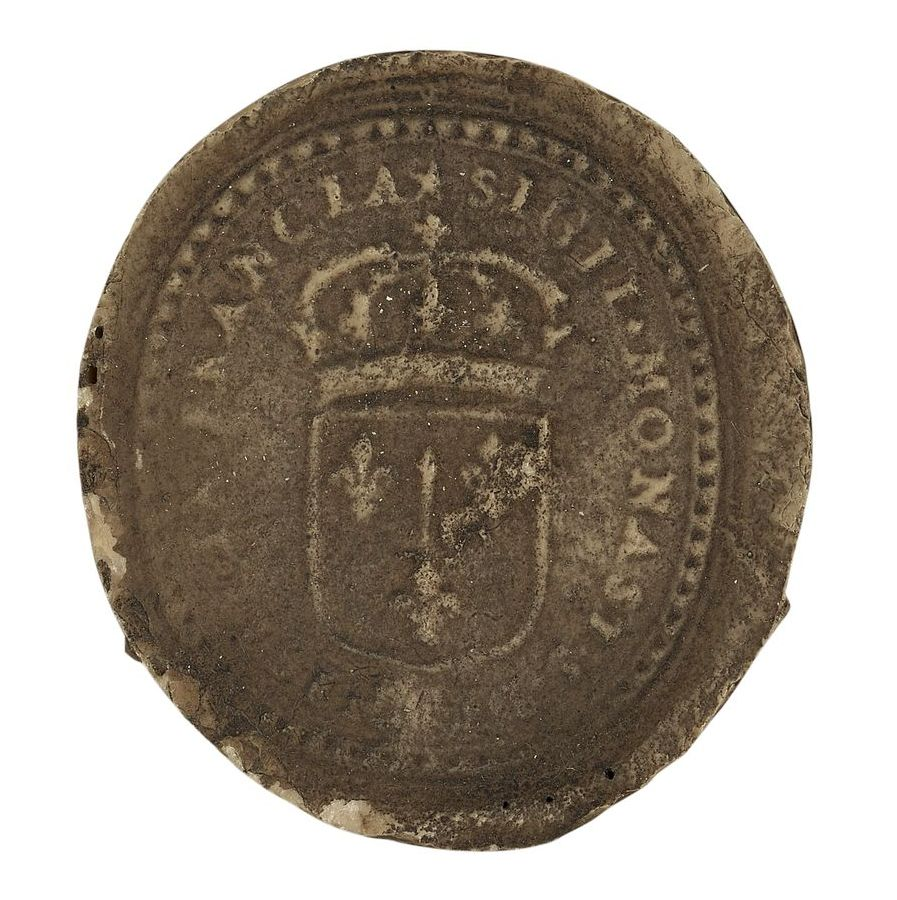
Sceau de l'abbaye de Saint-Denis, 1783, Archives nationales, cote SC/S/1442.

### DuXIVeauXVIIIesiècle
En 1378, Charles IV, empereur du Saint-Empire romain germanique, s'arrête à l'abbaye pour se faire présenter les reliques et joyaux du trésor ; celui-ci jouit auprès des amateurs d'art d'un prestige croissant.
Le 10 novembre 1567, pendant les guerres de Religion (France), les protestants et les catholiques s'y livrent une furieuse bataille. En 1568, les travaux de la rotonde des Valois débutent, chapelle dont la construction est décidée par Catherine de Médicis et dont la vocation est d'accueillir les sépultures des souverains et prince de la maison de Valois, attribuée à Philibert Delorme, jamais achevée et démolie en 1719. En 1593, Henri IV y abjure le protestantisme.
En 1633, la réforme de la Congrégation de Saint-Maur est imposée à l'abbaye de Saint-Denis par une sentence du Conseil d'État royal rendue le 21 juillet. Dès le mois d'août, les moines de la nouvelle congrégation prennent possession des lieux.
En 1665, Jean-Baptiste Colbert demande à François Mansart de concevoir un projet de chapelle funéraire pour les Bourbons. Commandée un an avant la mort de l'architecte, cette chapelle n'est jamais édifiée. Son projet pour la chapelle des Bourbons aurait abouti à l'édification d'une vaste composition à plan central coiffée d'un dôme à l'extrémité est de la basilique qui en possédait déjà un, celui de la chapelle inachevée des Valois. Un certain nombre de chapelles à dôme, pour abriter les tombeaux, se seraient groupées autour de cet espace central circulaire qui devait être recouvert d'un dôme tronqué complexe, éclairé à l'intérieur par des fenêtres invisibles. Jules Hardouin-Mansart, qui fut formé tout jeune par son grand-oncle, s'inspire souvent des dessins de celui-ci. En particulier, son plan pour la chapelle à dôme des Invalides doit beaucoup au projet non exécuté pour une chapelle des Bourbons à la basilique Saint-Denis.
En 1691, Louis XIV supprime le titre d'abbé. À partir de cette époque, les supérieurs de l'abbaye prennent le titre de grands prieurs. Les revenus de l'abbaye sont confiés à la Maison royale de Saint-Louis.
En 1698, Dom Pierre Arnould de Loo, grand prieur de 1696 à 1702 et de 1708 à 1711, s'adresse à Robert de Cotte, pour dresser les plans de nouveaux bâtiments conventuels. Ce projet, qui entraîne la destruction de tous les bâtiments anciens, à l'exception de la porte de Suger et de l'enceinte ouest, est approuvé par le chapitre général de la congrégation. Le plan publié en 1727 par Jean Mariette présente un grand quadrilatère se développant autour d'un cloître, avec deux ailes en retour au sud. Dans les angles formés par ces ailes, l'architecte place, comme Jules Hardouin-Mansart aux Invalides, deux pavillons hors-œuvre, contenant à l'est le grand escalier monumental conduisant au dortoir et à l'ouest les cuisines. Il établit à l'est un parterre. Ce dessin est conforme à l'esprit classique par sa régularité et à la tradition monastique par la disposition des bâtiments. Par son ampleur, il traduit la double fonction du lieu, abbaye et palais.
En 1737, Dom Joseph Castel fait reprendre les travaux interrompus douze ans plus tôt et modifie le projet pour l'aile ouest. Il souhaite la mettre au goût du jour en l'agrémentant d'un avant-corps central et l'ouvrir vers la ville en supprimant l'enceinte et la porte de Suger, qu'il veut remplacer par une grille « comme aux Invalides ». Mais le dessin de Robert de Cotte est conservé pour le reste des élévations. En 1752, frère René Laneau, supérieur général de la congrégation de Saint-Maur à Saint-Germain-des-Prés, approuve « le plan du rez-de-chaussée de ce qui [restait] à faire à l'abbaye royale de Saint-Denis pour fermer le cloître et ouvrir les communications avec l'église ». Le cloître est ainsi doté de ses quatre galeries.
En 1771, le trumeau et une partie du tympan de la porte centrale de la façade occidentale sont démolis pour faciliter le passage du dais des processions. Des colonnes latérales à motifs géométriques remplacent les vingt statues-colonnes des ébrasements des trois portes de la façade,.
En 1774, Dom François Boudier s'adresse aux architectes Nicolas Lenoir, François Franque et Charles De Wailly pour dresser le plan de la nouvelle cour d'entrée. Le projet de Charles De Wailly est retenu. Il reprend le parti déjà utilisé par lui au château de Montmusard : un portail monumental en arc de triomphe avec porte-cochère entre deux portes piétonnes, donnant accès à une cour d'honneur en hémicycle. Cette cour, bordée de bâtiments à un étage, est rythmée par des arcades en plein cintre semblables à celles qui règnent dans l'ensemble du bâtiment. Ainsi, malgré quatre-vingts ans de travaux, l'abbaye de Saint-Denis présente un décor architectural d'une grande homogénéité.

### Fin de l'abbaye
La nationalisation des biens ecclésiastiques est décidée le 2 novembre 1789. La suppression des ordres monastiques est décrétée le 13 février 1790 et ne devient définitive que le 17 août 1792. Le dernier office monastique est célébré dans l'abbatiale de Saint-Denis le 14 septembre 1792. L'abbatiale devient église paroissiale le 6 septembre. En 1790, l'abbaye est supprimée et il est décidé de créer un dépôt de farines dans l'édifice. En 1791, le Directoire du département décide aussi de s'installer dans les bâtiments monastiques.

### Profanation de la basilique en 1793
Suite de la profanation des tombes de la basilique Saint-Denis pendant la Terreur, en août, septembre et octobre 1793, les révolutionnaires jettent les cendres de quarante-deux rois, trente-deux reines, soixante-trois princes, dix serviteurs du royaume, ainsi que d'une trentaine d'abbés et de religieux divers, « entre des lits de chaux », dans des fosses communes de l'ancien cimetière des moines alors situé au nord de la basilique.
Le trésor de la basilique est enlevé et porté à Paris ; une partie est transformée en monnaie. Quant aux gisants, chefs-d'œuvre de l'art funéraire remontant au Moyen Âge tardif pour les plus anciens, ils sont en grande partie détériorés. Celui de Charles V le Sage perd son sceptre, et celui de son épouse Jeanne de Bourbon quant à lui disparaît. Son gisant d'entrailles (sépulture contenant les viscères) provenant de l'église des Célestins de Paris est installé à sa place au XIXe siècle.
L'église sert de temple de la Raison jusqu'en avril 1794. L'église est si dévastée que le nouveau culte est transféré dans l'ancienne chapelle des Carmélites. En 1796, un projet prévoit de détruire une grande partie de l'édifice pour installer des boutiques pour le temps des foires sur les bas côtés et les chapelles, et à faire passer une rue entre les deux tours, sur l'emplacement de la nef et de l'abside. Après un pèlerinage aux ruines de Saint-Denis, François-René de Chateaubriand dit dans les Mémoires d'outre-tombe que l'église est découverte, que la pluie pénètre dans les nefs et qu'il n'y a plus de tombeaux.

### NapoléonIer
En 1805, Napoléon Ier fixe le nouveau destin de l'édifice avec l'établissement du Chapitre de Saint-Denis : symbole de la continuité du pouvoir monarchique, il doit devenir le mémorial des quatre dynasties ayant régné sur la France. Le 20 février 1806, il demande qu'on lui fasse connaître l'état de l'abbatiale et, deux jours plus tard, que le ministère de l'Intérieur procède à sa restauration. En 1805, Jacques-Guillaume Legrand reçoit la charge de restaurer l'ancienne église abbatiale de Saint-Denis. Son premier travail est de rétablir la couverture de l'abbatiale qui a été supprimée en 1794 pour récupérer le plomb et les vitraux. Il découvre durant les travaux deux corridors de la crypte carolingienne. Il dirige les travaux jusqu'à sa mort et doit être remplacé par Jacques Cellerier. Un devis de 247 830 francs est dressé, la toiture entreprise, le dallage du sol commencé (l'église était entièrement décarrelée), la crypte et les caveaux déblayés. L'empereur précise sa pensée en demandant que :
- trois autels expiatoires, « en mémoire des trois races de rois dont les mânes ont été dispersées » soient dressés ;
- l'église de Saint-Denis soit consacrée à la sépulture des empereurs ;
- l'église soit dotée d'un chapitre de dix chanoines dont les membres soient choisis parmi d'anciens évêques âgés de plus de soixante ans ;
- le grand aumônier de l'Empire soit le chef de ce chapitre ;
- quatre chapelles soient érigées dans l'église, dont « trois dans l'emplacement qu'avaient occupé les tombeaux des rois des trois races » et la quatrième pour la quatrième dynastie dans l'emplacement destiné à la sépulture des empereurs ;
- l'ancien caveau des Bourbons (chapelle d'Hilduin) soit transformé en caveau impérial : la brèche des violeurs de tombe soit remplacée par une porte de bronze[Note 3].

Le 22 juin 1807, Napoléon Ier écrit depuis Tilsit à Jean-Jacques-Régis de Cambacérès pour accélérer les travaux de rénovation de la basilique. En effet, il vient de perdre son neveu et héritier putatif, Napoléon-Charles, fils aîné de son frère Louis, roi de Hollande, et souhaite placer son corps dans la basilique. La dépouille, déposée en attendant dans une chapelle de la cathédrale Notre-Dame de Paris, n'ira finalement pas à Saint-Denis, le retour des Bourbons en 1814–1815 plaçant les préoccupations funéraires pour d'autres défunts. Napoléon-Charles Bonaparte repose à l'église de Saint-Leu-la-Forêt.
En 1809, Napoléon Ier décide de faire de l'ancienne abbaye une maison d'éducation de la Légion d'honneur. L'abbaye est aménagée par l'architecte Antoine-François Peyre. Il conserve la salle capitulaire, aujourd'hui salle de Dessin, fait construire une nouvelle chapelle à l'emplacement de l'ancienne, transforme les cellules en dortoirs. L'école est inaugurée le 1er juillet 1811 ; Napoléon Ier et Marie-Louise lui rendent visite le 5 août suivant.
La même année, il fait construire une nouvelle sacristie indispensable au service canonial au flanc sud du chœur, selon un axe oblique imposé par la présence des anciens bâtiments abbatiaux. Jacques Cellerier mène le gros œuvre en érigeant un parallélépipède rectangle couvert d'un berceau en plein cintre et éclairé par deux lunettes demi-circulaires dans l'axe longitudinal,. Dominique Vivant Denon préconise que le caveau impérial qui avait été recouvert de peinture rapidement dégradée par l'humidité soit revêtu de marbre pour ses murs et de porcelaine blanche couverte d'abeilles d'or pour ses voûtes.
En 1811, Napoléon Ier demande la réalisation d'un appartement au rez-de-chaussée de la maison d'éducation, « pour les grandes cérémonies ». Il demande que les noms des rois qui avaient eu leur sépulture à Saint-Denis soient gravés sur des tables de bronze ou de marbre. Après avoir hésité à faire installer à nouveau les monuments funéraires des rois, il renonce à cette idée, finalement mise en œuvre sous la Restauration. Opposé à ce que l'on donne à la décoration un aspect trop funéraire, Napoléon Ier fait enlever les ajouts de marbre noir ou blanc. Par ailleurs, après la visite effectuée par le comte Jean-Pierre de Montalivet, ministre de l'Intérieur, le 2 mai 1811, et à l'inspiration de Dominique Vivant Denon, un projet de décoration pour la nouvelle sacristie est arrêté : dix toiles encastrées dans des compartiments réservés entre les colonnes doriques, célèbrent l'histoire de Saint-Denis. Ce programme est destiné au regard des chanoines-évêques et des visiteurs de marque. Napoléon y apparaît comme le continuateur des rois des premières dynasties. Il compte effacer les traces des violences et du désordre révolutionnaires tout en écartant le souvenir des Bourbons.

### XIXesiècle

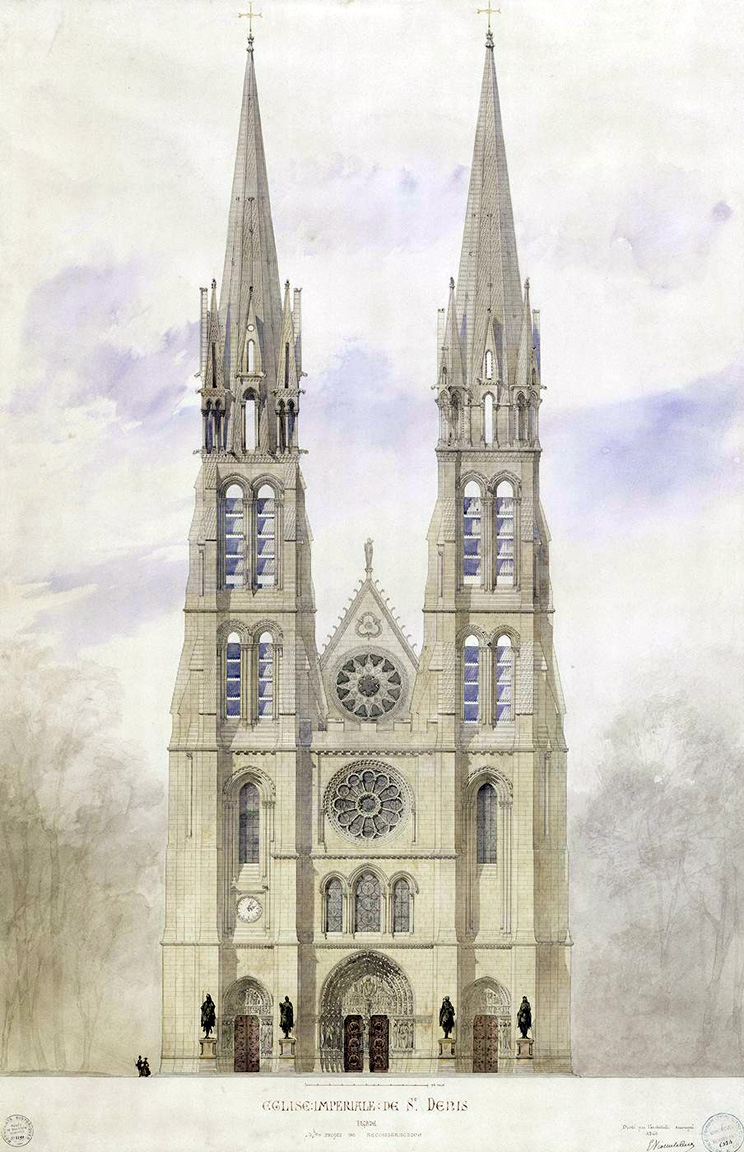
Projet de Viollet-le-Duc pour la reconstruction de la façade de l'église.

Le musée des monuments français d'Alexandre Lenoir est supprimé par une ordonnance de Louis XVIII le 24 avril 1816 qui est confirmée le 18 décembre 1816 quand le couvent des Petits-Augustins est attribué à l'école des Beaux-Arts. La liquidation du musée a duré plusieurs années et la restitution des pièces de mobilier, les tombeaux et les vitraux qui y étaient déposés s'est faite dans un grand désordre dans la basilique réhabilitée. Le 19 janvier 1817, Louis XVIII fait ramener les restes de ses prédécesseurs, récupérés dans les fosses, dans la crypte de la basilique, où ils sont rassemblés (car la chaux a empêché leur identification) dans un ossuaire scellé par des plaques de marbre sur lesquelles sont inscrits les noms des personnages inhumés. L'ossuaire est situé dans la crypte, dans l'ancien caveau où se trouvait jusqu'en 1793 le corps de Henri de La Tour d'Auvergne (sous l'ancienne chapelle de Notre-Dame-la-Blanche). Les funérailles royales de Louis XVIII y prennent place le 23 septembre 1824.
Par la suite, les travaux de restauration sont lancés, pour aboutir à l'état que nous connaissons aujourd'hui, notamment sous la direction d'Eugène Viollet-le-Duc — qui a par ailleurs entrepris la restitution de la cathédrale de Notre-Dame de Paris, elle aussi profanée. Trois architectes dirigent à la restauration de la basilique de 1813 à 1879. De 1813 à 1819, Jacques Cellerier est le premier à réutiliser le style gothique depuis l'achèvement de la cathédrale Sainte-Croix d'Orléans. La basilique Saint-Denis se voit ainsi dotée d'une chapelle gothique richement décorée.
À la suite de vents violents en 1842 et 1843, des lézardes apparaissent dans la tour nord, reconstruite sous la direction de François Debret (1813–1846) après avoir été frappée par la foudre en 1837 (Menaçant la stabilité de l'édifice, la flèche sera par la suite déposée en 1847). Cette restauration controversée précipite la chute de Debret et à la suite de cette mésaventure, il parut évident que l'École des Beaux-Arts ne formait pas des architectes capables d'intervenir sur les bâtiments anciens. De là découlera l'idée d'une formation spécifique pour les architectes qui se destinent à intervenir sur les monuments historiques classés à cette époque. La responsabilité de François Debret semble en fait difficile à juger par manque de preuves archéologiques et il se peut qu'il ait été victime de la querelle des Anciens et des Modernes. En 2018, une exposition « La splendeur retrouvée de la basilique Saint-Denis » retrace ces rénovations où dans un esprit romantique et novateur une large place est donnée à la polychromie, aujourd'hui disparue, dans les décors.
Eugène Viollet-le-Duc (1846–1879) prend en main l'édifice, chargé par le gouvernement de réparer les erreurs de ses devanciers, et le sauve sans doute de la ruine, en achevant la restauration et en gommant une partie des interventions de François Debret, jugées fantaisistes. Il réorganise les tombes royales, les ramenant dans l'église haute pour les remettre, autant que possible, à la place que chaque monument avait occupé autrefois, telles qu'elles se trouvent actuellement. Il fait appel au ferronnier d'art Pierre François Marie Boulanger pour réaliser de nombreux travaux de serrurerie et de ferronnerie, pour restaurer et compléter la crête en plomb au sommet des combles et forger deux crosses de suspension selon ses dessins. C'est l'enduit qu'a fait apposer Viollet-le-Duc qui rend la façade de la Basilique si noire, avec le temps[réf. nécessaire]. Viollet-le-Duc projette également de reconstruire la façade occidentale, comme en témoigne un dessin de janvier 1860. Mais trop coûteuse, cette dernière opération ne peut être menée à bien avant sa mort. Il fait reparaître les parties romanes de la crypte masquées par des placages modernes, rétablit l'ancien niveau de la nef et de l'abside.
Sous le Second Empire, Napoléon III décide que la basilique Saint-Denis abriterait sa sépulture, celle de son épouse et de ses successeurs, à la différence des autres princes de la famille impériale auxquels serait affectée la crypte de l'église Saint-Augustin. Ce nouveau caveau impérial n'est pas celui prévu par Napoléon Ier, l'ancienne chapelle d'Hilduin dont Louis XVIII fit un caveau royal. En 1859, il fait donc aménager par Eugène Viollet-le-Duc un nouveau caveau impérial situé à l'ouest du précédent, sous le maître-autel. Cette très grande chapelle souterraine est démolie en 1952.

### XXesiècleetXXIesiècle

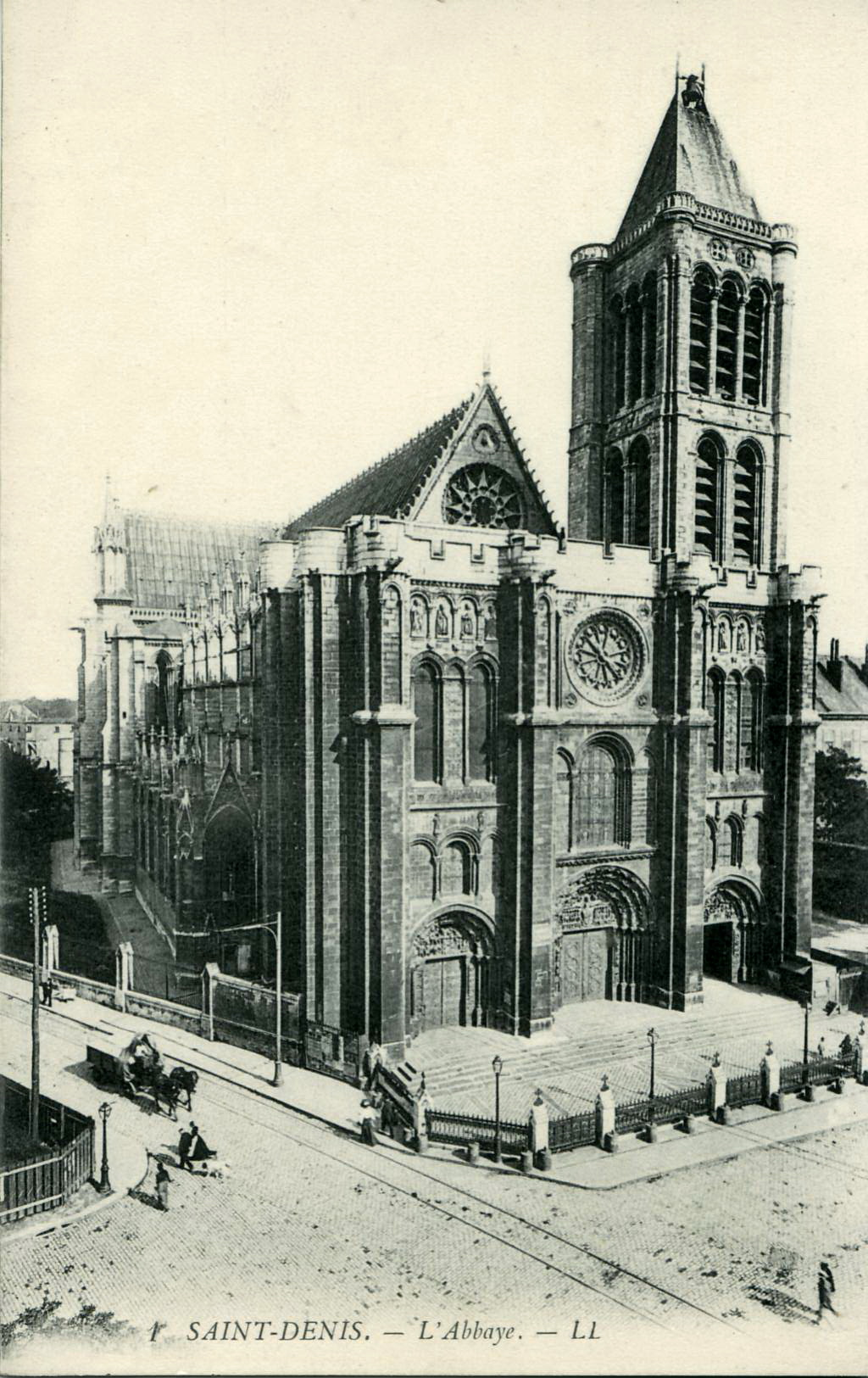
La basilique, au début du XXe siècle.

Un ensemble de fouilles sont conduites par Sumner McKnight Crosby (en), de 1939 à 1977, par Jules Formigé puis par Édouard Salin et Olivier Meyer depuis la seconde moitié du XXe siècle.
Le 9 octobre 1966, la basilique est promue cathédrale lors de la création du diocèse de Saint-Denis. Le bâtiment est universellement connu comme « basilique de Saint-Denis » : même s'il n'a pas le titre de basilique mineure, il réunit bien les caractéristiques de cette appellation qui désigne dès le VIe siècle une église construite hors les murs et avec une destination funéraire (sanctuaire élevé sur la tombe d'un saint).
Au début du XXIe siècle, des inquiétudes sont exprimées sur l'entretien de la basilique. Si elle a bénéficié de plusieurs campagnes de restauration depuis le XIXe siècle et si plusieurs vitraux ont fait l'objet de nettoyage au début du XXIe siècle, la dégradation de la nécropole n'avait alors pas été interrompue pour autant.
Ainsi, malgré la réfection du chevet, le maire de Saint-Denis Didier Paillard déplore à l'occasion des Journées du patrimoine de 2006 l'absence de projets de réfection de la façade sud, qu'il chiffre à (14 millions d'euros), de la pierre et des portails romans de la façade ouest, alors que des 31 vitraux devenus trop fragiles ont déposés en 1997 puis remplacés en 2003 par des fac-similés en polycarbonate,. De plus, sous l'effet des travaux de prolongement de la ligne 13 du métro, qui ont profondément modifié le cours de rivières souterraines, le sanctuaire royal est miné par une série d'infiltrations dont l'action se conjugue à la dissémination des sels de salpêtre et à la pollution moderne. La solidité des caveaux est gravement compromise et nombre de monuments funéraires sont détériorés sous l'effet de l'humidité. Les ossuaires de tous les rois de France scellés en 1817 par des plaques de marbre sont victimes de graves infiltrations. Par ailleurs, les cercueils de la crypte des Bourbons sont particulièrement détériorés. Certains sont posés sur de simples tréteaux, d'autres ont été brisés et éventrés sous l'effet de l'humidité, laissant apparaître des ossements. La crypte n'est pas du tout mise en valeur, la grille d’accès en est fermée, il n’y a aucun éclairage ou information destinée au public.
En outre, aucun plan de sauvetage n'a été programmé pour préserver un site qui, par ailleurs, n'avait plus bénéficié depuis vingt ans des crédits budgétaires qui lui permettraient de financer la reprise d'un chantier de fouilles pourtant jugées prometteuses par de nombreux historiens. Les chantiers de fouilles archéologiques du sous-sol sont alors arrêtés depuis les années 1990. Des sarcophages mérovingiens, comme le cercueil intact de la reine Arégonde, n'ont pas fait l'objet d'études approfondies. Les spécialistes souhaiteraient pouvoir accéder au sous-sol de l'entrée où se trouve la tombe du roi Pépin le Bref, père de Charlemagne. Certains archéologues ont proposé d'utiliser les caméras utilisées par les égyptologues pour étudier les nécropoles royales des pharaons et les Pyramides d'Égypte. Enfin, le projet d'inscrire la basilique Saint-Denis et sa nécropole royale au patrimoine mondial de l'UNESCO semble bloqué, alors que la basilique est la première église au monde construite dans le style dit gothique.
Toutefois, des travaux de restauration de la façade occidentale ont été lancés en 2012 et achevés en 2015 pour (3,15 millions d'euros,. Comprenant la réinstallation de l'horloge, le décrassage de la façade et la restauration des sculptures du tympan, la restauration redonne son authenticité aux trois portails sculptés. Cette restauration a été placée sous la direction de Jacques Moulin, architecte en chef des Monuments historiques. Parallèlement, la Direction régionale des affaires culturelles d'Île-de-France a également lancé la restauration des vitraux du déambulatoire, le réaménagement du chœur liturgique (en association avec le diocèse pour le mobilier liturgique), la remise en place dans la basilique d'anciennes boiseries néogothiques auparavant stockées en réserve et la poursuite de la restauration de la façade sud de la nef. Si les 31 vitraux les plus anciens mis en conservation au laboratoire de recherche des monuments historiques y sont restaurés, leur fragilité ne permet pas de les reposer, de nouveaux vitraux sont réalisés à l'identique par des maître-vitriers. L'ensemble de l'opération de 2,2 millions d'euros est financée par le Ministère de la Culture dans le cadre du plan France relance. La restauration de la rose sud du transept, qui était étayée depuis 2006, est achevée en 2020, puis celle du chœur et des vitraux en 2023.
La basilique est aussi le lieu de diverses manifestations. En 2012 puis en 2018, elle accueille des migrants demandant la régularisation de leur situation administrative. En 2024, elle reçoit une brève visite du roi Charles III.
Le 16 février 2025, l'ordination du nouvel évêque Mgr Etienne Guillet attire près de 5000 personnes, réparties dans la basilique et sur le parvis.

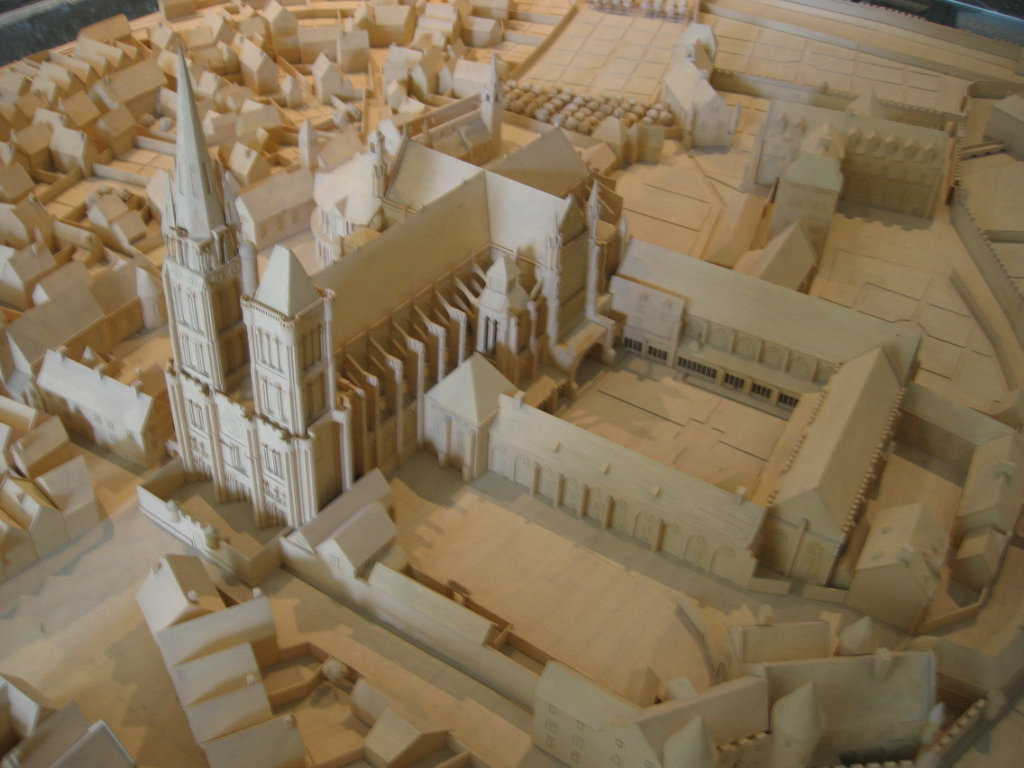
Maquette présentant l'état de la basilique et de l'abbaye vers 1600.
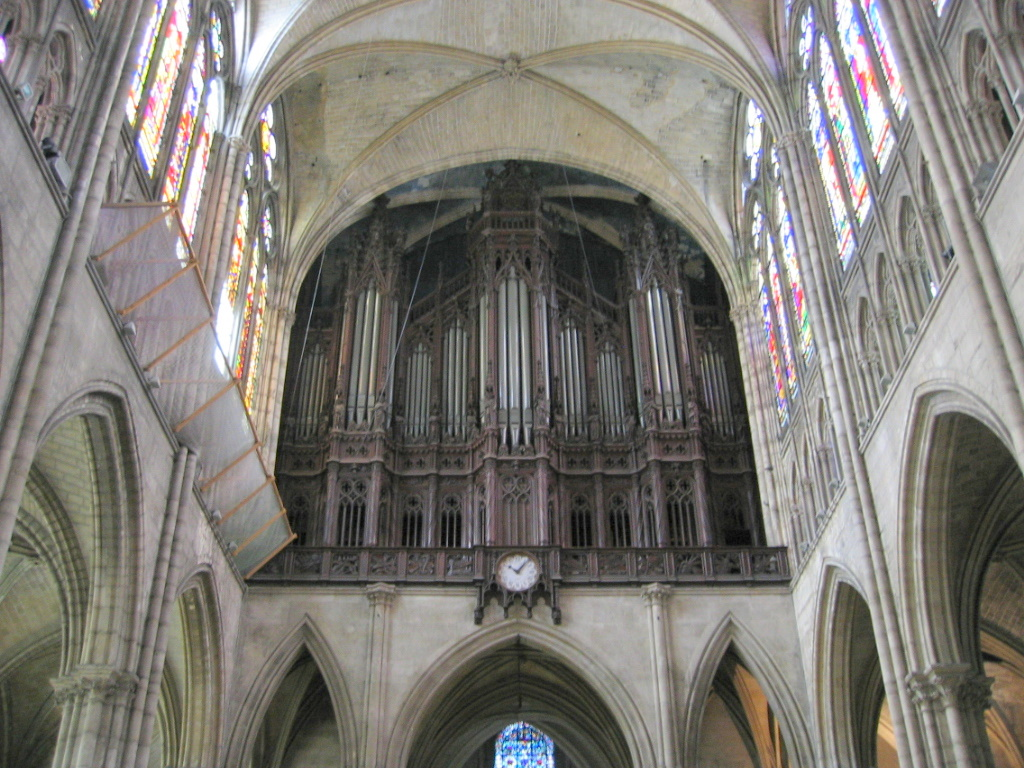
Les Grandes orgues de la basilique.
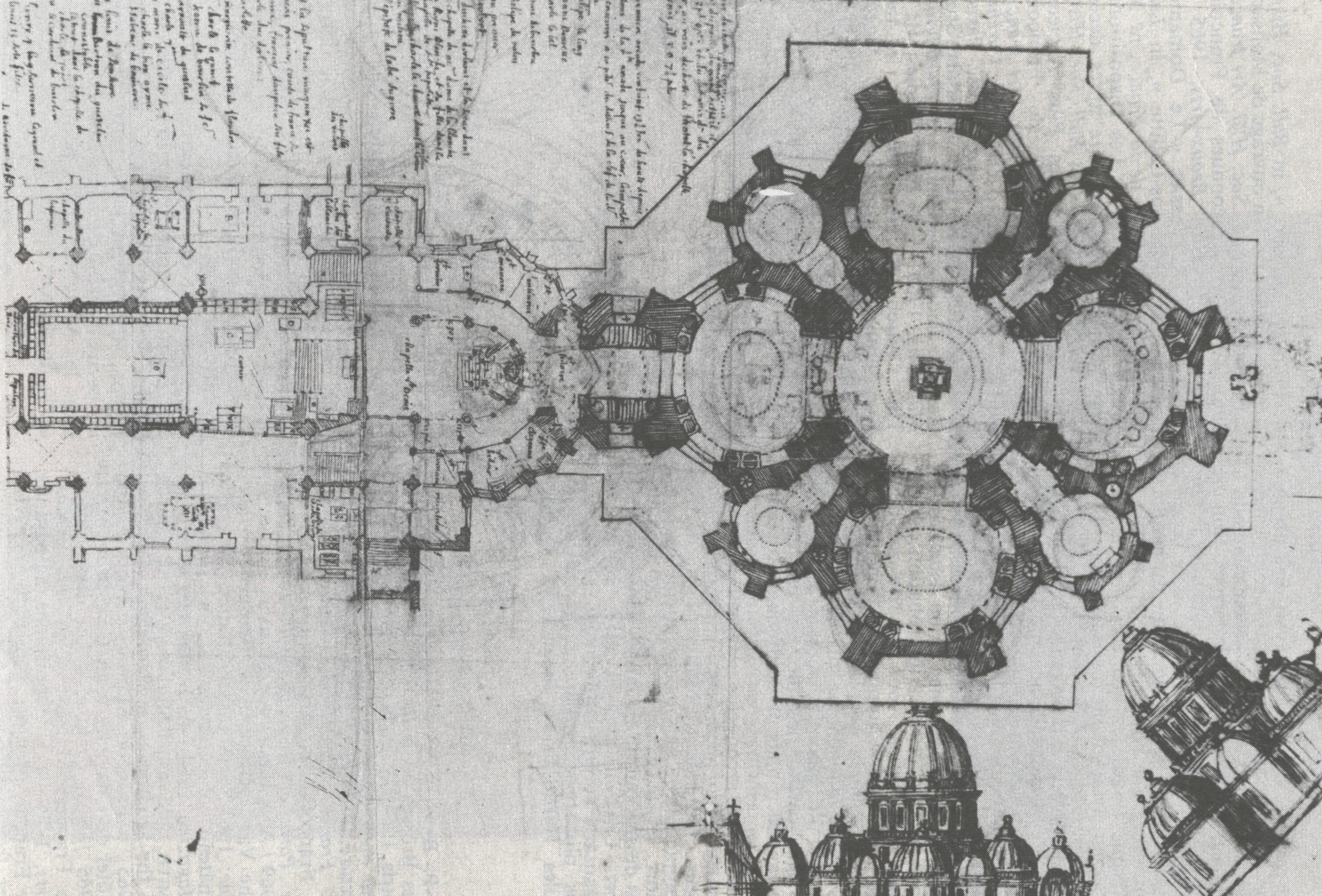
Le projet de François Mansart pour la chapelle des Bourbons.

### Reconstruction de la tour et de la flèche Nord

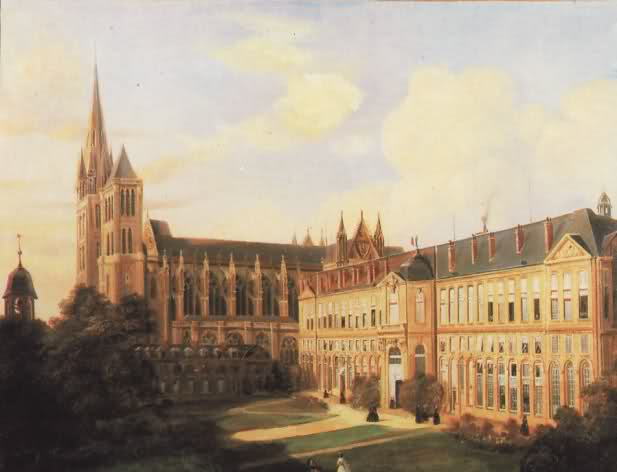
Vue du sud-ouest sur les deux tours et la flèche de la basilique Saint-Denis et sur la maison d'éducation de la Légion d'honneur.

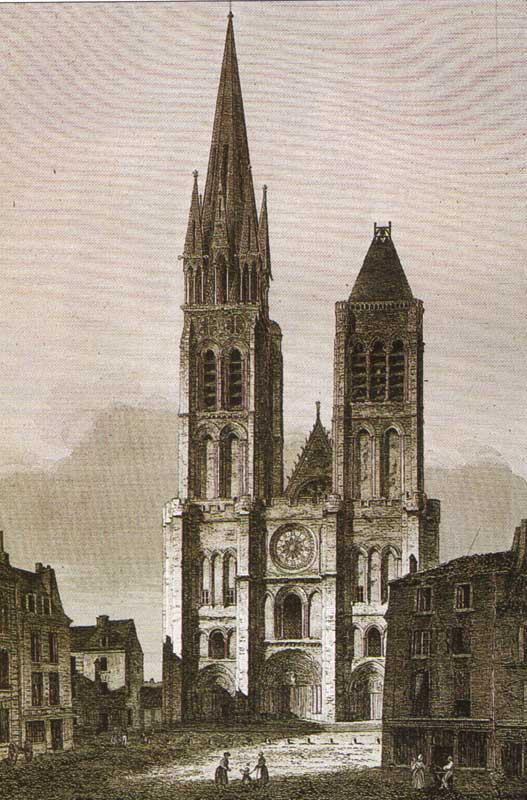
La basilique Saint-Denis avant le démontage de la tour nord.

En 1992, sous l'impulsion de l'ancien maire communiste de Saint-Denis Marcelin Berthelot, est constitué un Comité pour la reconstruction de la tour et de la flèche nord. Jusqu'à son démontage en 1847, la flèche nord était en effet le symbole de la ville de Saint-Denis. Les promoteurs du projet, annoncé lors d'une conférence de presse à la mairie en mars 2013, annoncent que sa faisabilité technique et son modèle économique sont en cours d'étude.
En 2012, dans la foulée du très important chantier de restauration de la façade et de ses trois portails alors engagé, il est envisagé que la flèche de Saint-Denis, haute de 90 m, pourrait à nouveau s'élever vers le ciel,,.
Mais ce projet de rétablissement de la flèche divise les spécialistes. En effet, la reconstruction à l'identique est contestée par une partie des professionnels de la conservation monumentale, qui voient là à la fois une entorse à la charte de Venise, une négation de l’histoire et une falsification de l'œuvre, à l'instar des très vifs débats qui ont accompagné la reconstruction de l'église Notre-Dame de Dresde, ou celle du château de Berlin,,
Si, dans ce cas particulier de Saint-Denis, Olivier de Rohan-Chabot ou Stéphane Bern promeuvent le projet de reconstruction de la tour et de la flèche disparues il y a près de deux siècles, d'autres personnalités tout aussi concernées par la sauvegarde du patrimoine, comme Alexandre Gady ou Didier Rykner y sont énergiquement opposées. Ce dernier, depuis 2013, fait inlassablement valoir ses arguments au travers de La Tribune de l'Art, trouvant notamment disproportionnés des investissements de prestige pour des opérations non indispensables, alors que d'autres monuments, en France, menacent de s'écrouler faute d’entretien, ou sont même démolis.
En 2015, le remontage de la flèche prend un nouvel élan lors des Journées du patrimoine : alors en visite à la basilique Saint-Denis, le président de la République François Hollande, accompagné de la ministre de la Culture Fleur Pellerin et de différents élus locaux, « marque son intérêt pour le projet ». Après un feu vert de l'État en mai 2016, le projet est annoncé le 1er juillet 2016 par le maire de Saint-Denis Didier Paillard. Les travaux pourraient durer dix ans et seraient entièrement financés par les visites de chantier, sur le modèle de la construction du château de Guédelon.

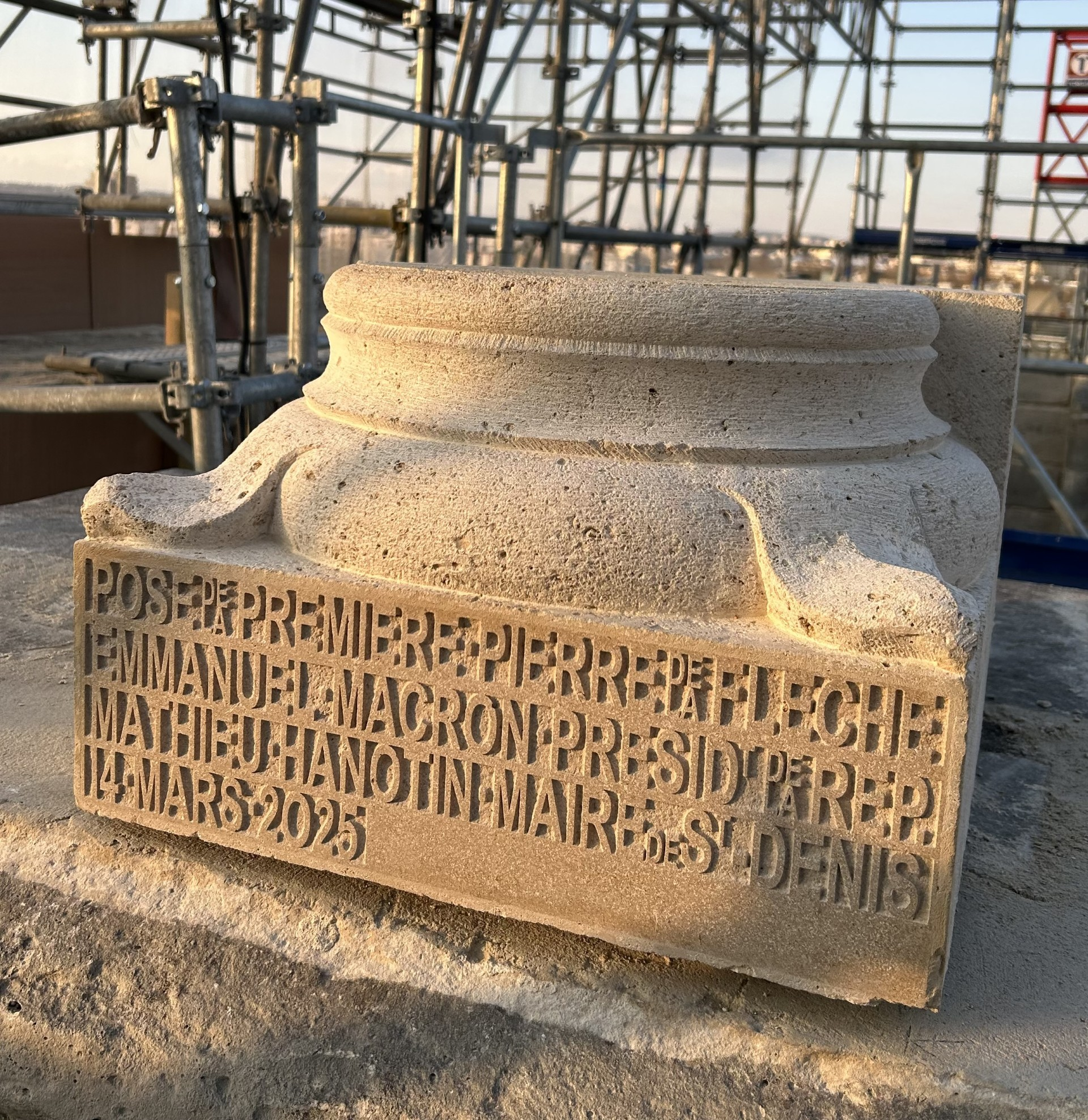
Première pierre de la reconstruction de la flèche.

Après les réserves émises le 30 janvier 2017 par la Commission nationale des monuments historiques au regard des principes généraux de restauration des monuments et de l'ancienneté du démontage de la flèche, la nouvelle ministre de la culture Audrey Azoulay demande des études complémentaires et pose trois conditions :
- faire la preuve du caractère exceptionnel du chantier en matière d'utilité sociale, d'adhésion et de participation populaire ;
- s'assurer que le massif occidental de la basilique pourra supporter sans dommage le chantier, et le poids de la tour reconstruite ;
- un autofinancement de l'opération par les recettes des visites du chantier et du mécénat[82].

Estimant ces conditions remplies, François Hollande se rend une seconde fois sur place le 11 mars 2017 pour soutenir le projet. Le 17 mars 2018, Françoise Nyssen, ministre de la Culture, valide le lancement du projet : le chantier est alors prévu pour démarrer en 2022 et durer dix ans. Entre-temps, tailleurs de pierre et autres artisans effectueront des travaux préparatoires et organiseront des ateliers éducatifs avec l'association Suivez la flèche.
En décembre 2020, le maire Mathieu Hanotin et le président du conseil départemental Stéphane Troussel annoncent que le projet bénéficie, de la part du fonds de solidarité et d'investissement interdépartemental des départements d'Île-de-France, d'un soutien de 20 millions d'euros, soit la moitié du budget total estimé pour la reconstruction. En 2021, une accélération du chantier est décidée, afin d'enrichir la candidature de Saint-Denis au titre de Capitale européenne de la culture pour 2028. En 2023, dans le cadre de la consolidation des fondations du massif occidental comprenant la tour nord, des fouilles sont réalisées en amont de la reconstruction. Le 29 avril 2024, l'association Suivez la Flèche lance une cagnotte dont l'objectif total est de 700 000 € afin de lancer les travaux pour la reconstruction de la flèche de la basilique. Ils lancent également un site internet avec une représentation 3D du résultat final sur l'édifice. Le chantier de reconstruction de la flèche débute pour une durée prévue de cinq ans après l'inauguration du chantier en présence de la ministre de la Culture Rachida Dati, le 14 mars 2025.

## Description élémentaire et détaillée de la basilique

### Matériaux
La basilique est construite en calcaire lutétien qui provient des anciennes carrières de Paris et surtout de Carrières-sur-Seine (anciennement Carrières-Saint-Denis). Les sculptures anciennes des portails sont en « liais », un calcaire lutétien plus dur et plus fin que les autres,.

### Façade

Vues extérieures de la basilique Saint-Denis
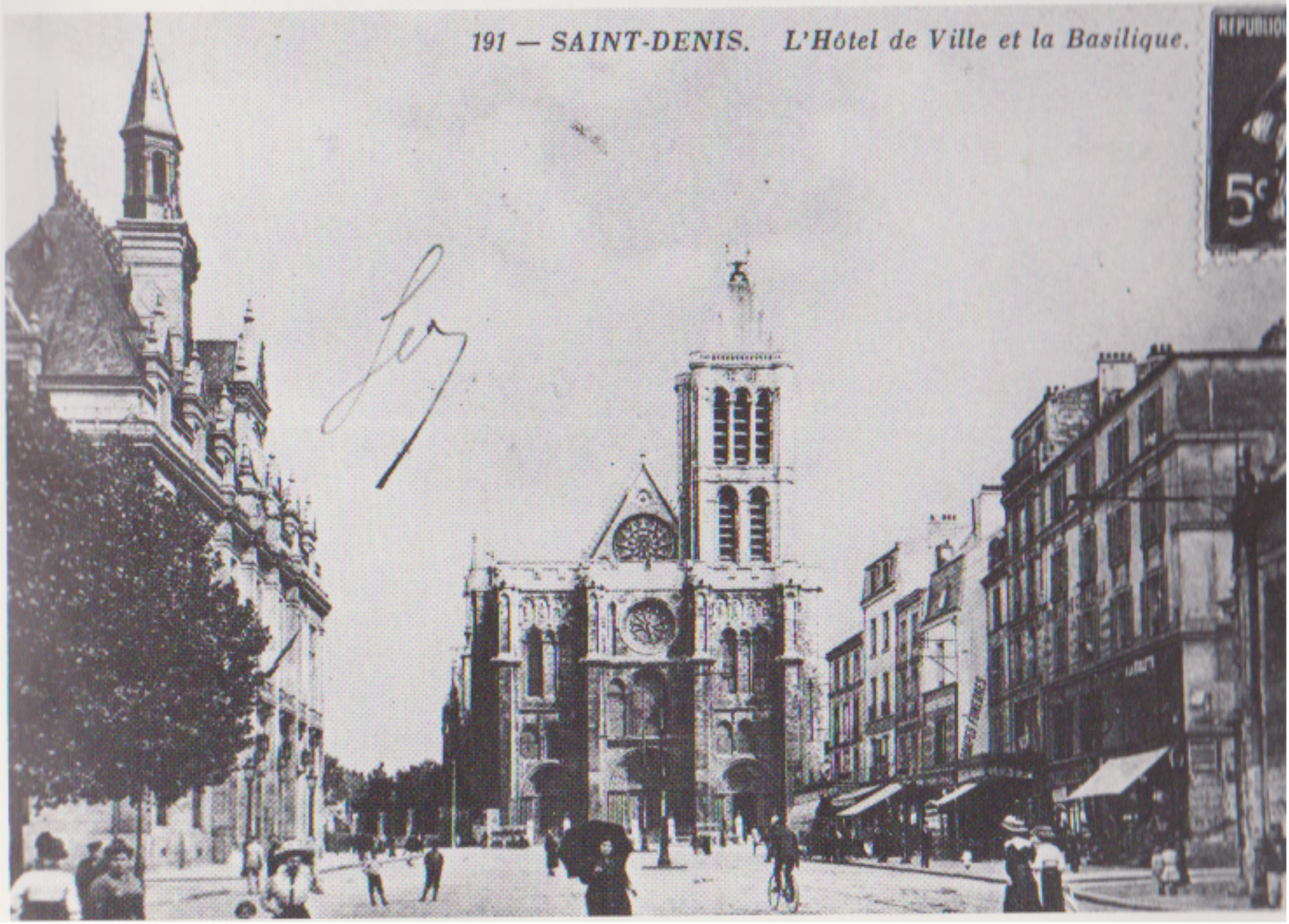
La basilique Saint-Denis après la destruction de la tour nord.
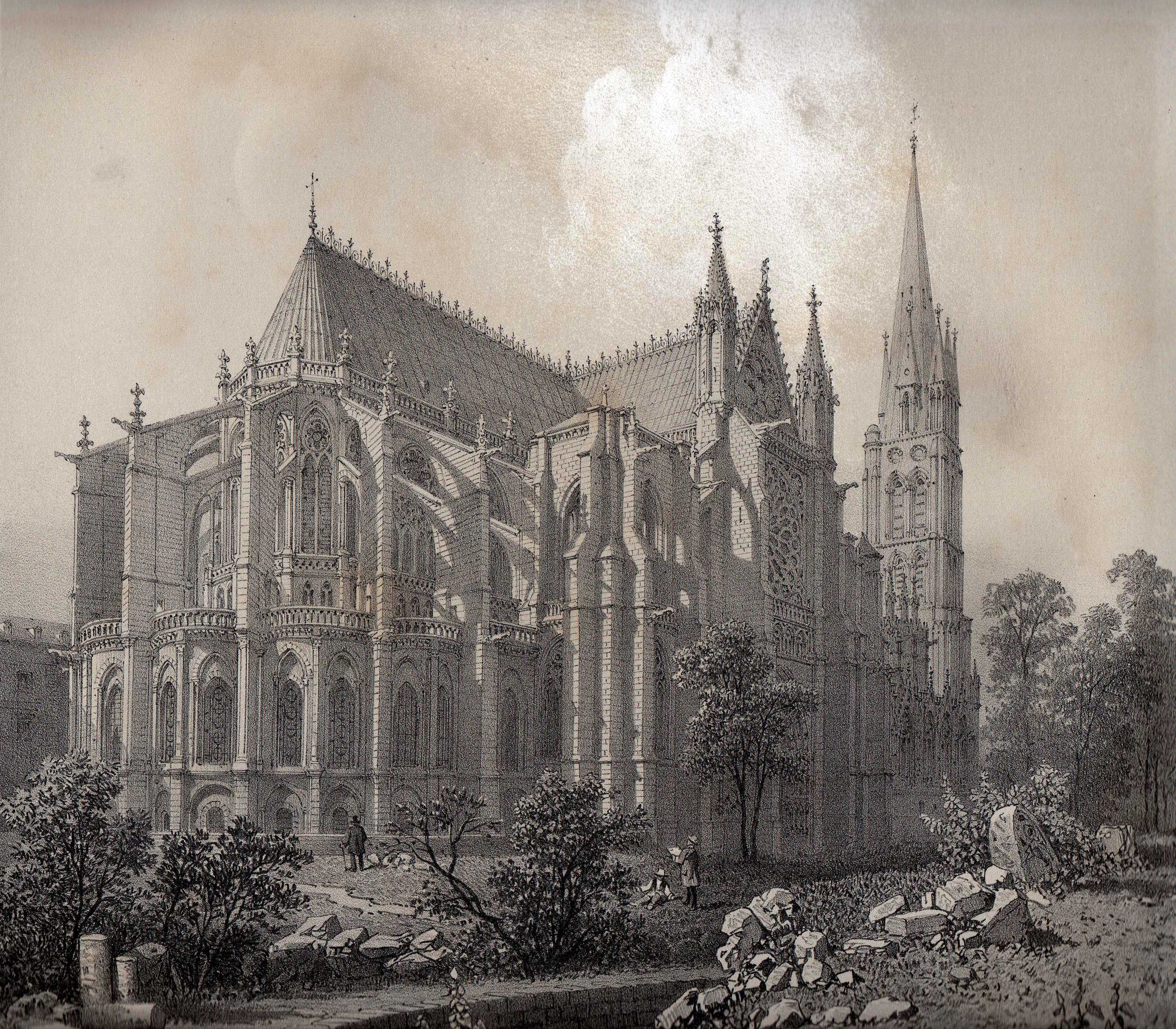
Église de l'abbaye de Saint-Denis (abside et façade septentrionale), lithographie de Félix Benoist vers 1850.
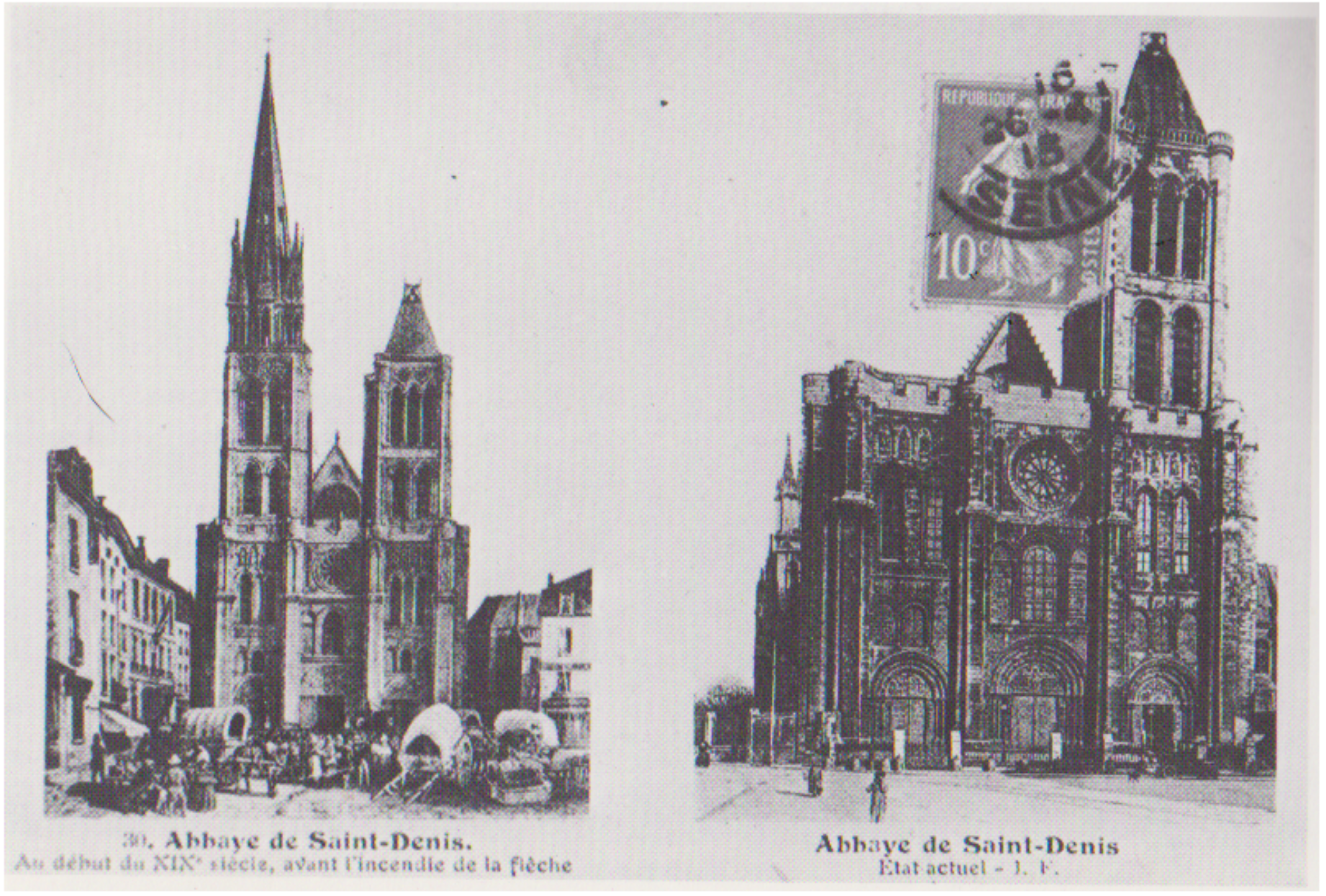
Église de l'abbaye de Saint-Denis avant et après l'incendie de la flèche.
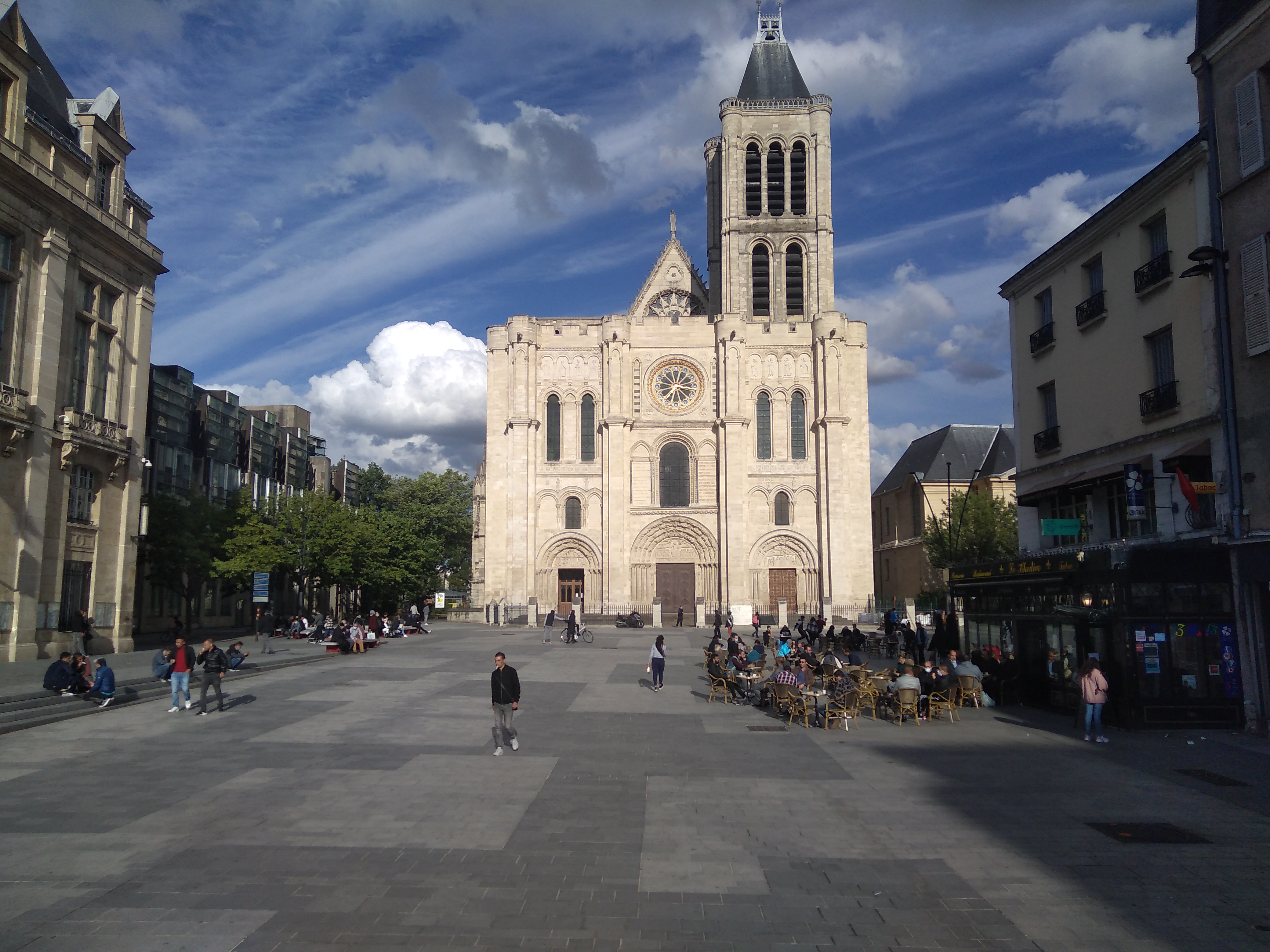
Vue depuis le parvis (rue de la République).
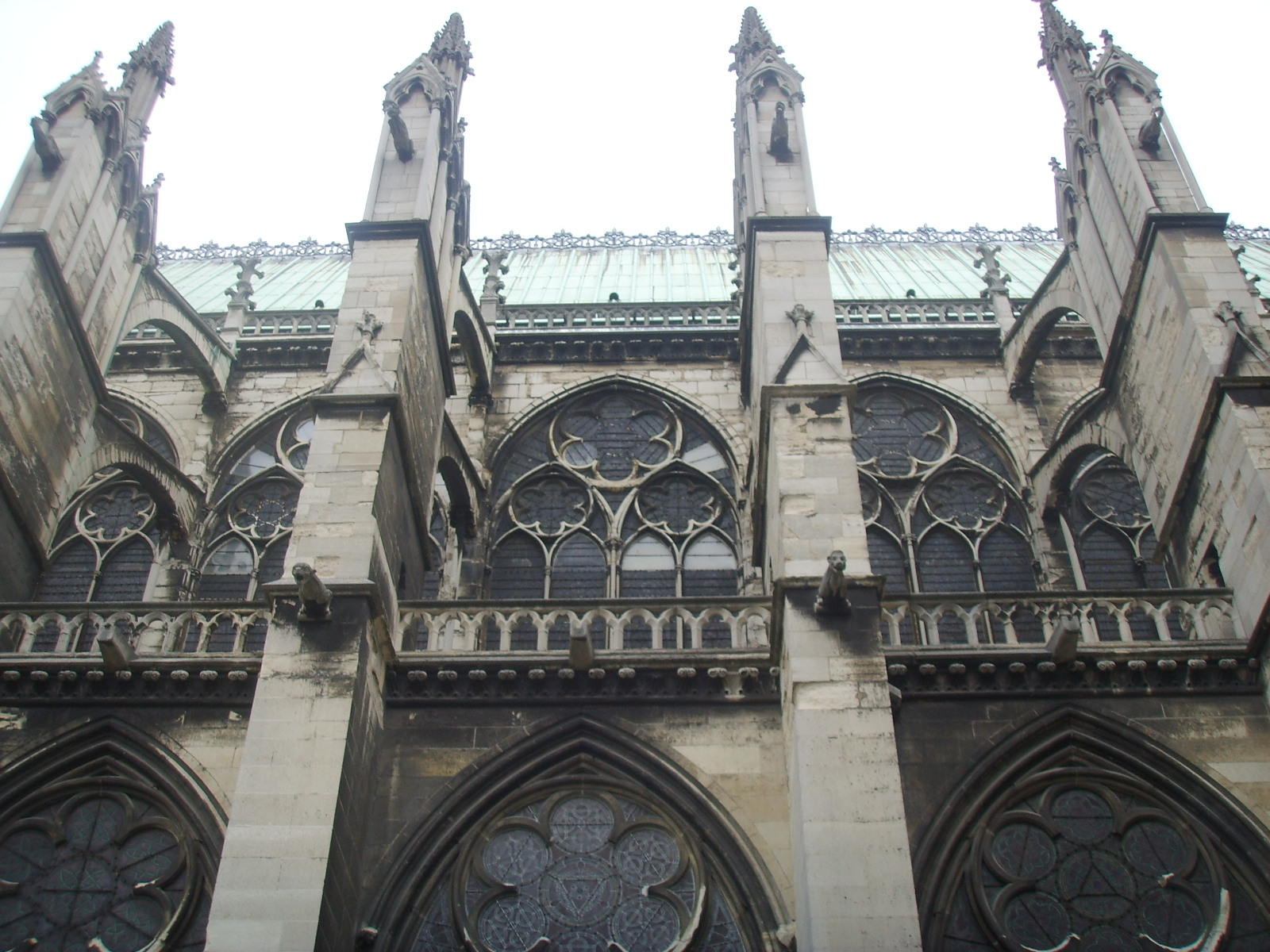
Vue latérale de la basilique.

Portails de la basilique Saint-Denis
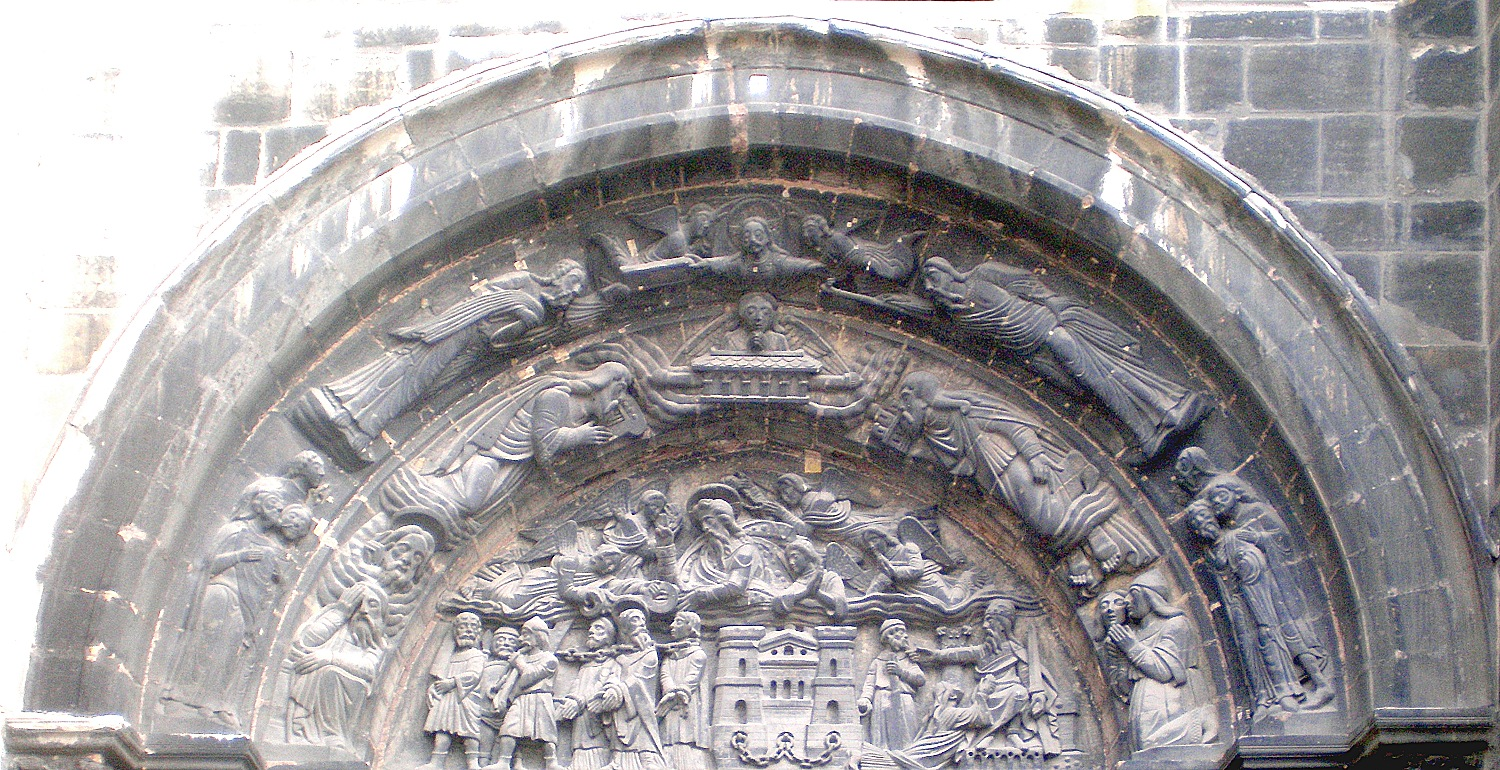
Tympan gauche.
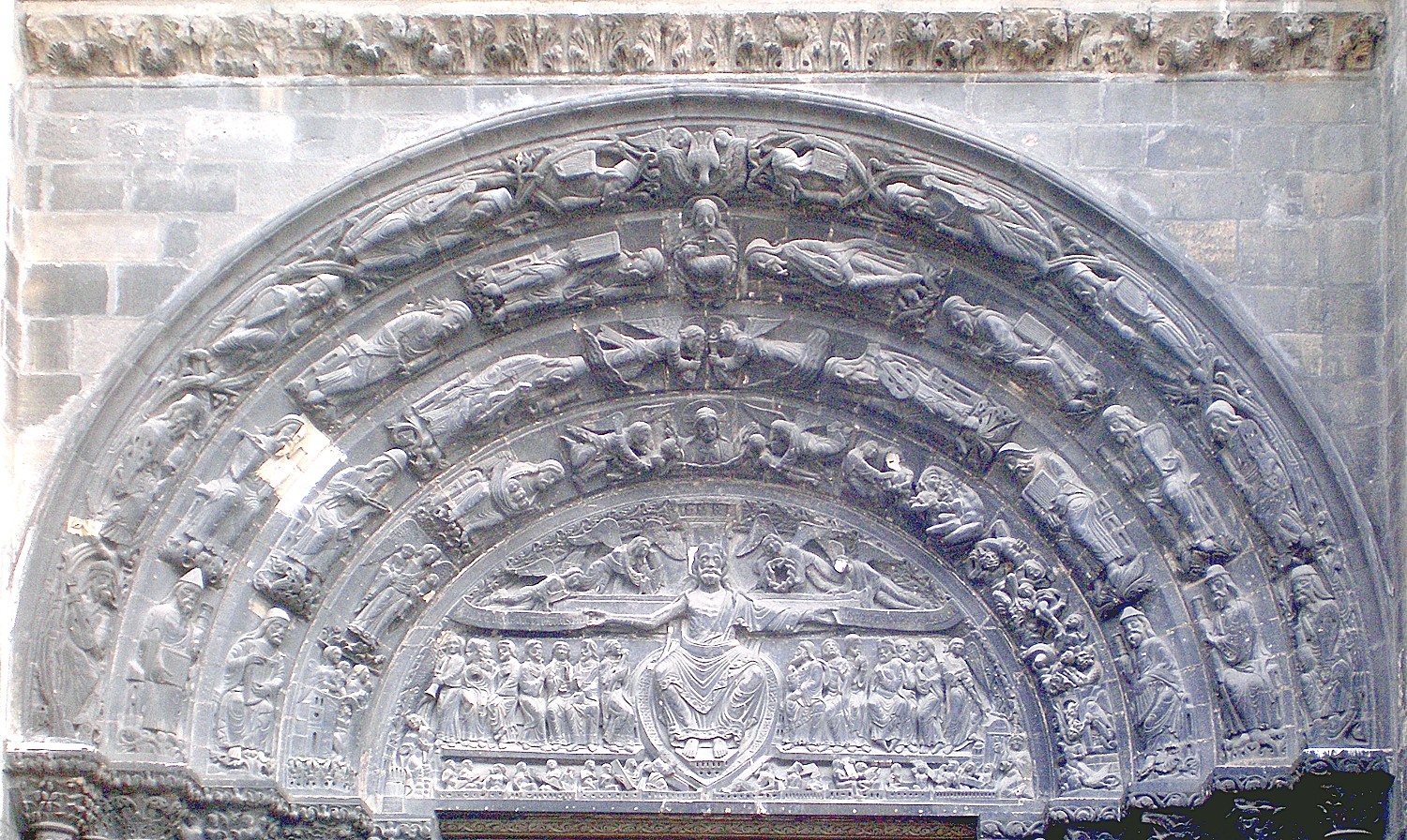
Tympan central.
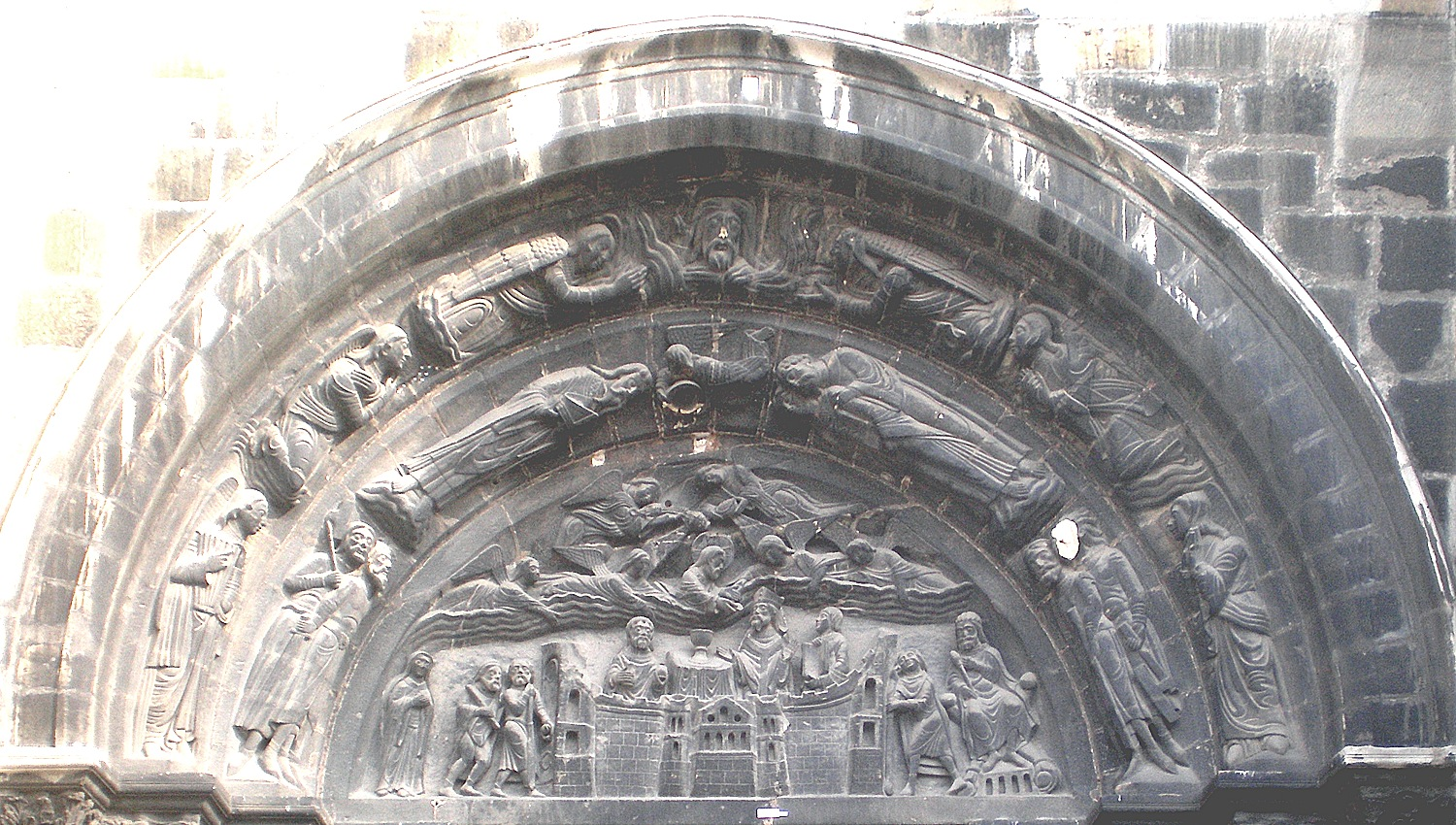
Tympan droit.

La façade révèle une époque de transition : le plein cintre des porches et des arcades est caractéristique de l'architecture romane, la structure verticale en trois parties et la rosace portent singulièrement le gothique en eux. Suger a en effet opté pour la façade harmonique (Saint-Denis constitue le premier exemple de son utilisation en Île-de-France mais le démontage de la tour nord en 1847 a rompu cette harmonie) rappelant celui des abbatiales normandes mais en intégrant pour la première fois une rose au-dessus du portail central surmonté d'une baie à trois arcs. Les deux portails latéraux sont surmontés de deux niveaux de baies à trois arcades.
La façade, couronnée par une courtine crénelée, est percée de trois portails dont les ébrasements étaient ornés de statues-colonnes. Consacrés en 1140, ces portails sont les premiers portails royaux de l'art gothique, mais l'étendue des modifications et restaurations effectuées au cours des siècles rend plus difficile l'identification de leur apparence d'origine.
La porte centrale du XIXe siècle imite fidèlement les portes de bronze d'origine sur lesquelles étaient figurées la Passion et la Résurrection.

#### Portail central
Le tympan du portail central montre un Jugement dernier : le premier registre figure la résurrection des morts qui émergent de leurs sarcophages. Le second registre représente le Christ en mandorle adossé à sa croix, les bras écartés tenant deux phylactères (celui de droite invite les Bienheureux « Venite benedicti Patris mei » (« Venez à moi, les bénis de mon Père »), celui de gauche rejette les Damnés « Discedite a me maledicti » (« éloignez-vous de moi, les maudits »)). Le Christ trônant est entouré des apôtres et aux extrémités, deux anges, l'un tenant une épée de feu et l'autre un olifant ainsi que deux vierges, encadrent la scène. Au registre supérieur, deux anges tiennent les instruments de la Passion, deux autres soutiennent le patibulum. Suger s'est fait représenter en prière aux pieds du Sauveur, dont il implore la clémence. Le Jugement se poursuit sur la voussure intérieure : le buste du Christ, reposant sur un nuage, sépare à gauche des scènes du paradis (deux anges portant les âmes des bienheureux, puis un ange serrant dans ses bras deux âmes et Abraham portant en son sein trois âmes), et à droite, des scènes infernales (pécheurs tourmentés par des démons et des monstres). Les trois autres voussures représentent les vingt-quatre vieillards de l'Apocalypse tenant des instruments de musique. Quatre Vierges sages et les Vierges folles paraissent respectivement sur le piédroit de droite et de gauche.
Ce tympan a été largement restauré par François Debret au milieu du XIXe siècle. En particulier, presque toutes les têtes, qui avaient disparu, ont été refaites. La grande figure du Christ, par exemple, garde dans l'ensemble sa pose originelle ainsi que la disposition stylisée des draperies, bien que celles-ci aient été retaillées, mais elle porte une tête moderne, souvent critiquée, et le torse a été retaillé du côté droit, ce qui réduit la silhouette ; en outre les restaurateurs ont comblé la blessure au flanc causée par Longin, qu'ils ont dû prendre pour un dégât du temps ; les parties restantes permettent toutefois de constater l'intérêt nouveau des sculpteurs du XIIe siècle pour l'anatomie et leur sens des volumes.

#### Portails latéraux
Le tympan du portail de gauche, sculpté au XIXe siècle, représente le départ de saint Denis avec ses deux compagnons ; il semble qu'il ait été orné au XIIe siècle d'une mosaïque relative au couronnement de la Vierge.
Le tympan du portail de droite est consacré à la dernière communion, des mains du Christ même, de saint Denis et de ses compagnons. Ses piédroits représentent le calendrier dont les mois sont figurés par les travaux agricoles. Celui de gauche représente leur martyre et, sur ses montants, les signes du zodiaque.

### Chœur et nef

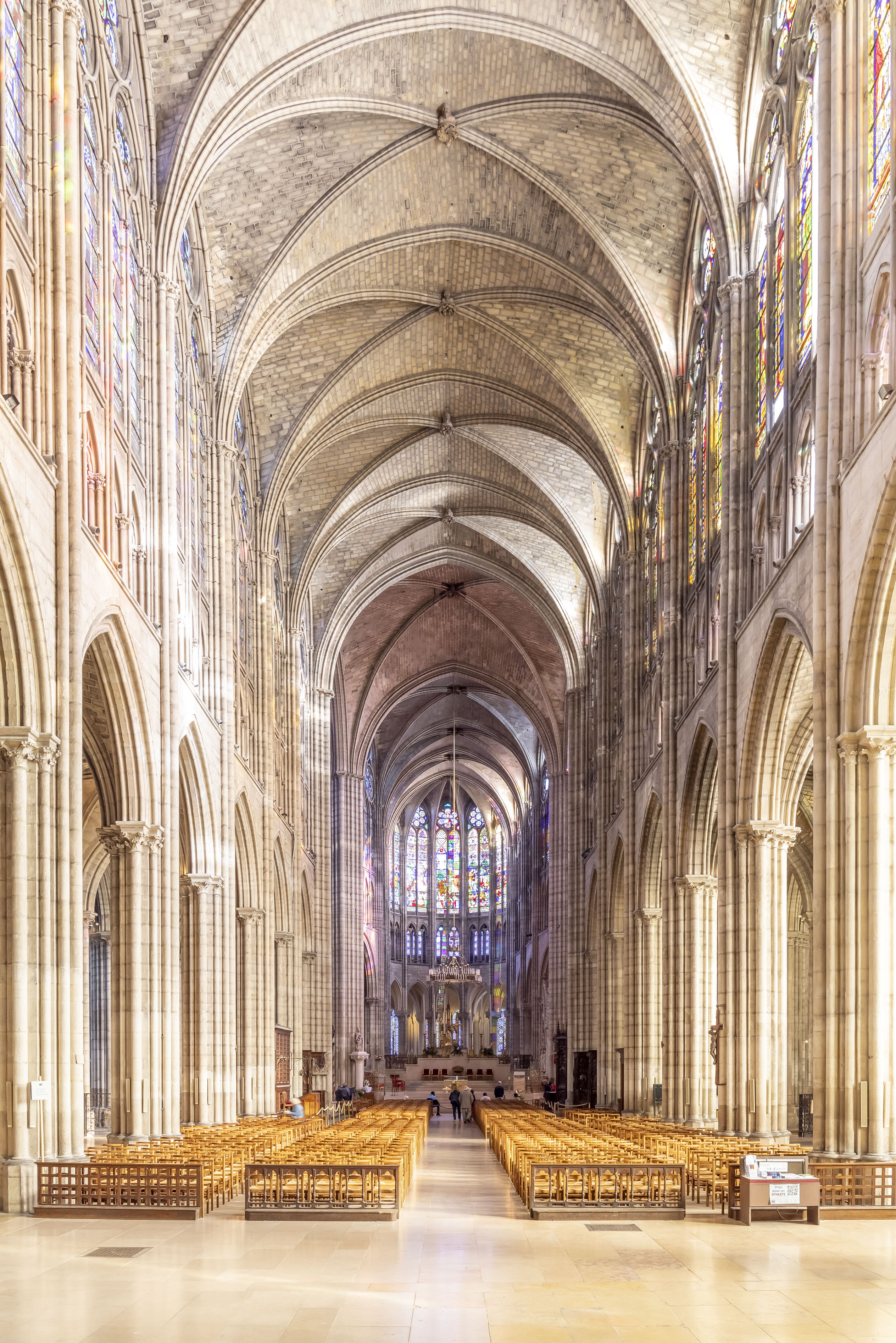
Nef de la basilique Saint-Denis.

La basilique mesure 108 mètres de long, 39 mètres de largeur et 29 mètres de haut. Afin de donner une impression de hauteur plus forte, les maîtres d'œuvre ont notamment utilisé des piliers formés par plusieurs colonnettes engagées, chacune correspondant aux nervures des différents arcs de la voûte. Conformément au souhait de Suger, le chevet édifié de 1140 à 1144 est légèrement surélevé pour que le regard du pèlerin soit attiré dès son entrée dans l'édifice par les reliques de saint Denis. Le transept est large de 39 mètres. La tour sud s'élève à 58 mètres.
La basilique est baignée de lumière grâce à une verrière importante (les vitraux de la basilique deviennent deux fois plus importants) qui obéit à une iconographie rigoureuse (vie de saint Denis et des papes, vies des rois et reines de France dans la nef), ce qui lui vaut d'être surnommée jusqu'au XVIIIe siècle « Lucerna », la lanterne.

### Vitraux

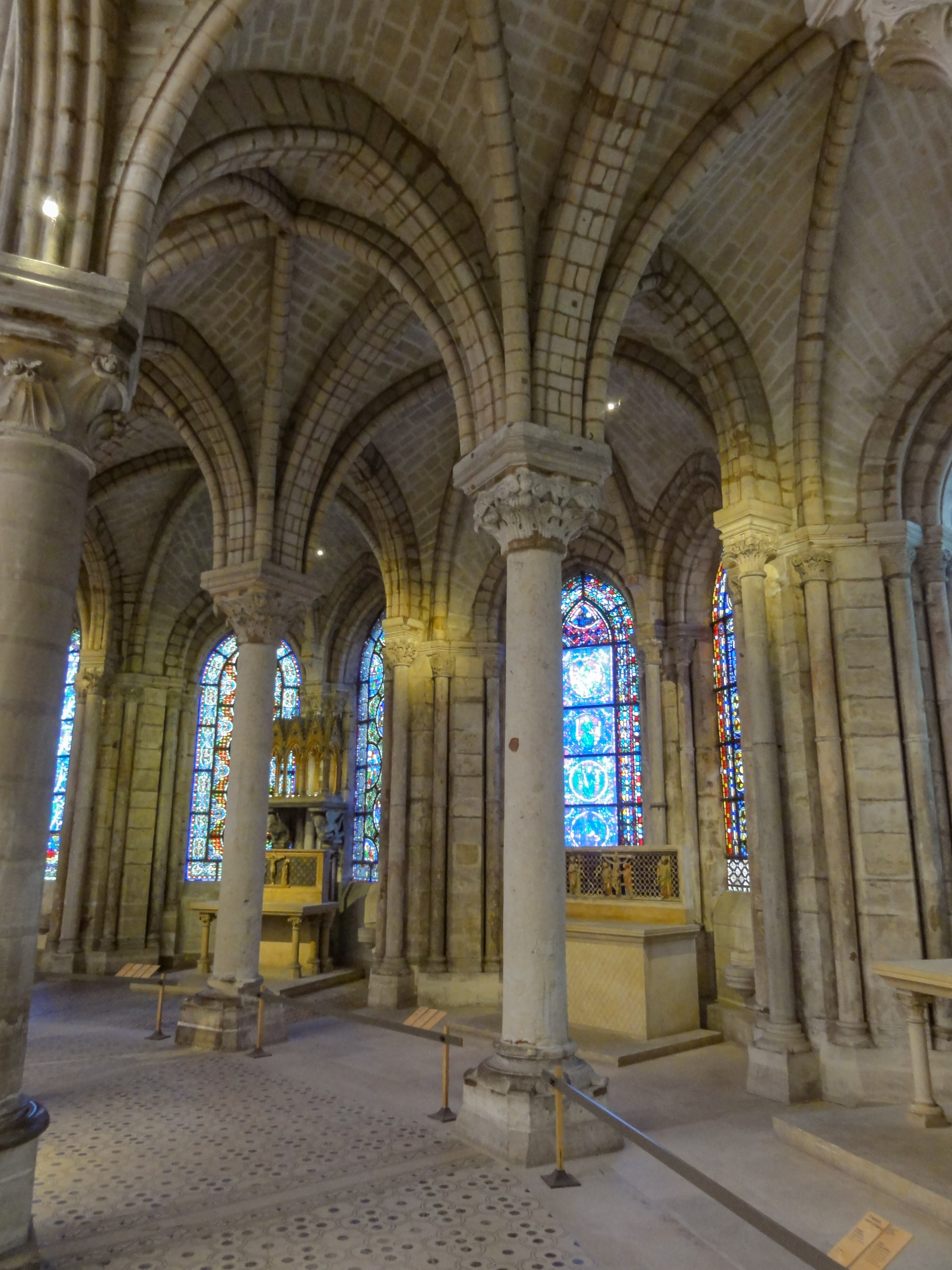
La verrière du déambulatoire (XIIe siècle) en restauration.

Les verrières de Saint-Denis sont parmi les plus importantes du Moyen Âge en raison de leur précocité d'exécution et de leur symbolique. Actuellement, la plupart des vitraux actuels datent du XIXe siècle. La basilique conserve dix verrières médiévales incomplètes dont certains éléments ont été dispersés dans différents musées et églises à la suite de la Révolution française. Des vitraux du XIIe siècle, il ne subsiste que cinq verrières et quelques éléments démontés, en 1997, en vue de leur restauration.

Vitraux de la basilique Saint-Denis
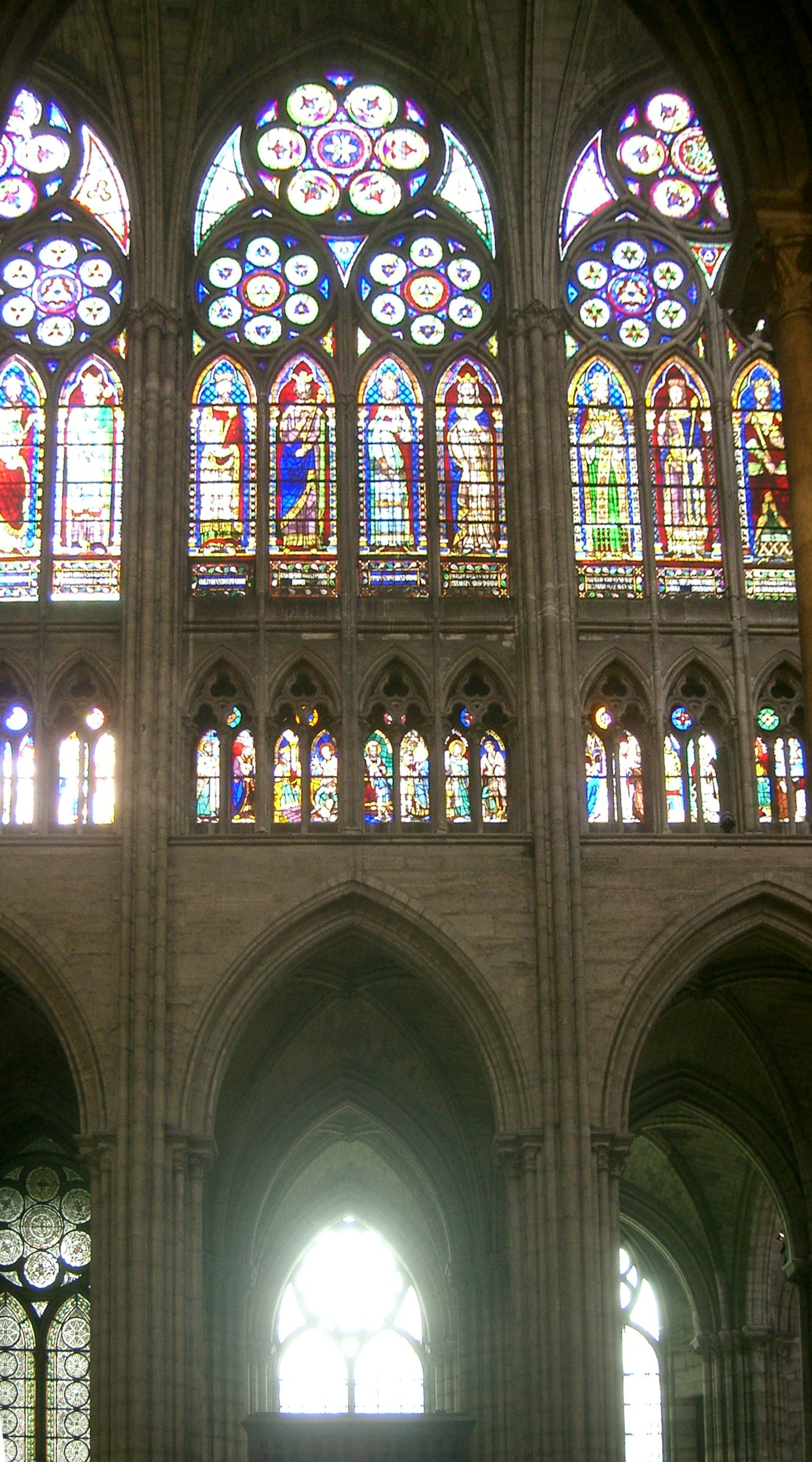
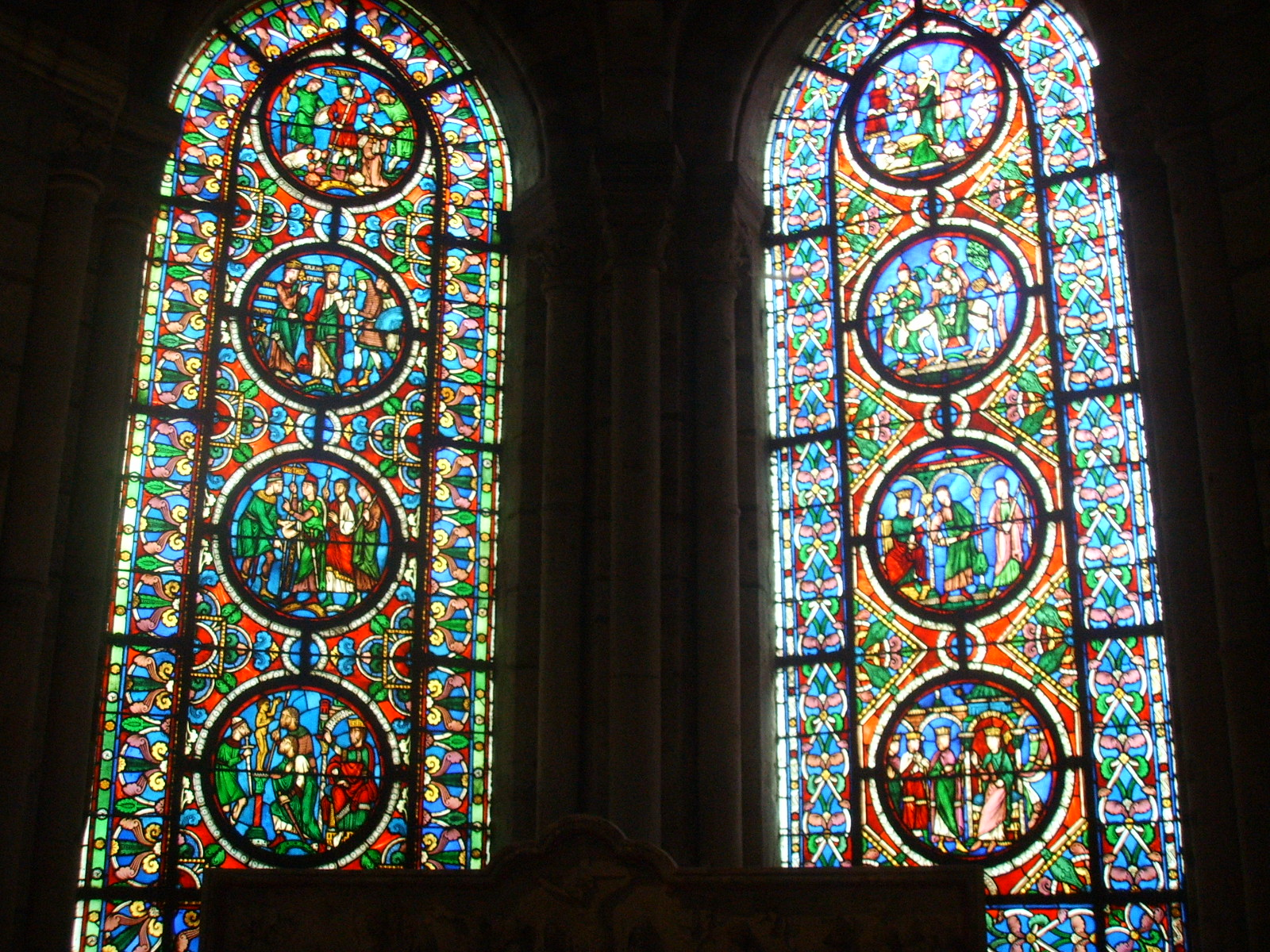
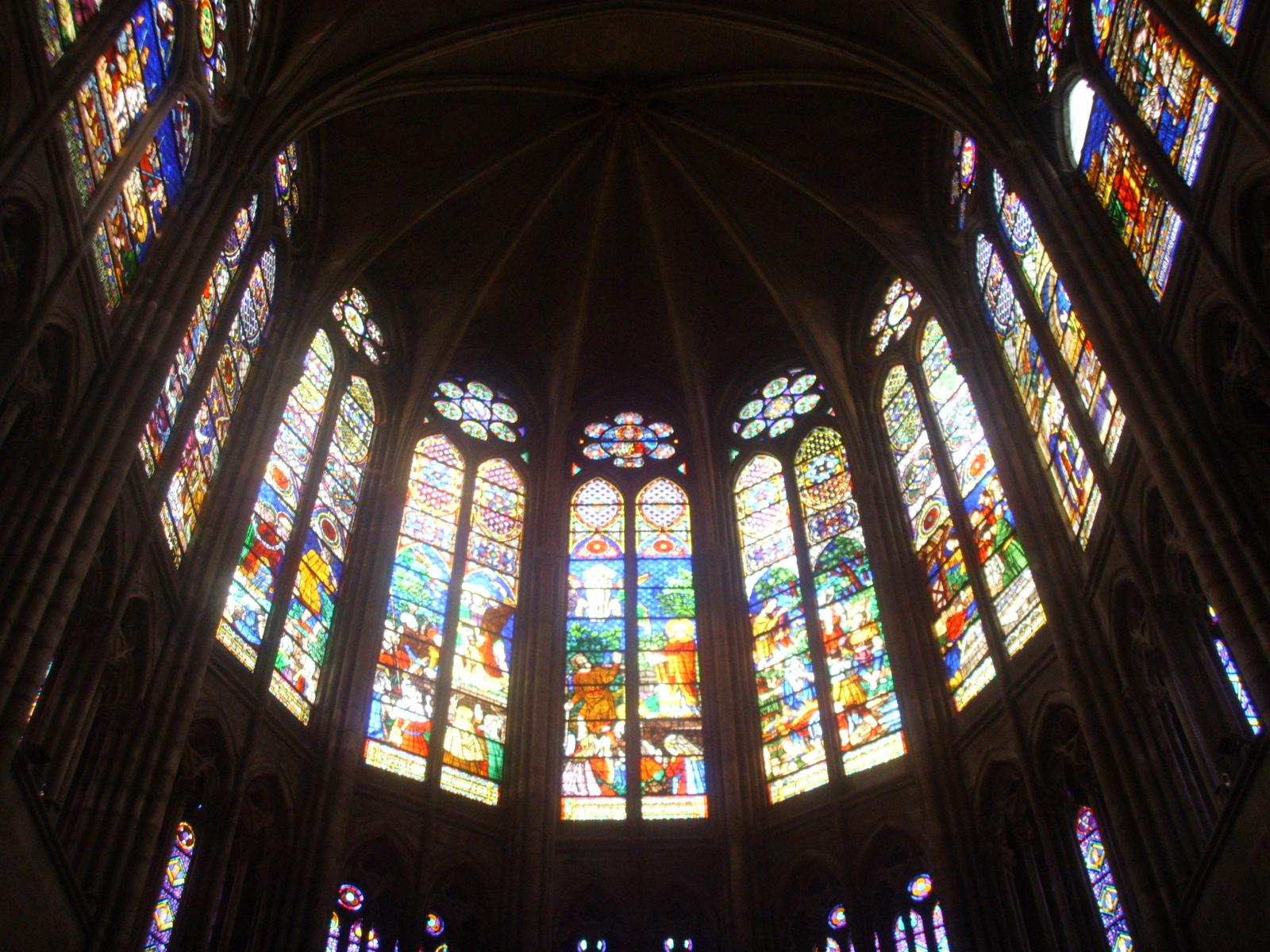
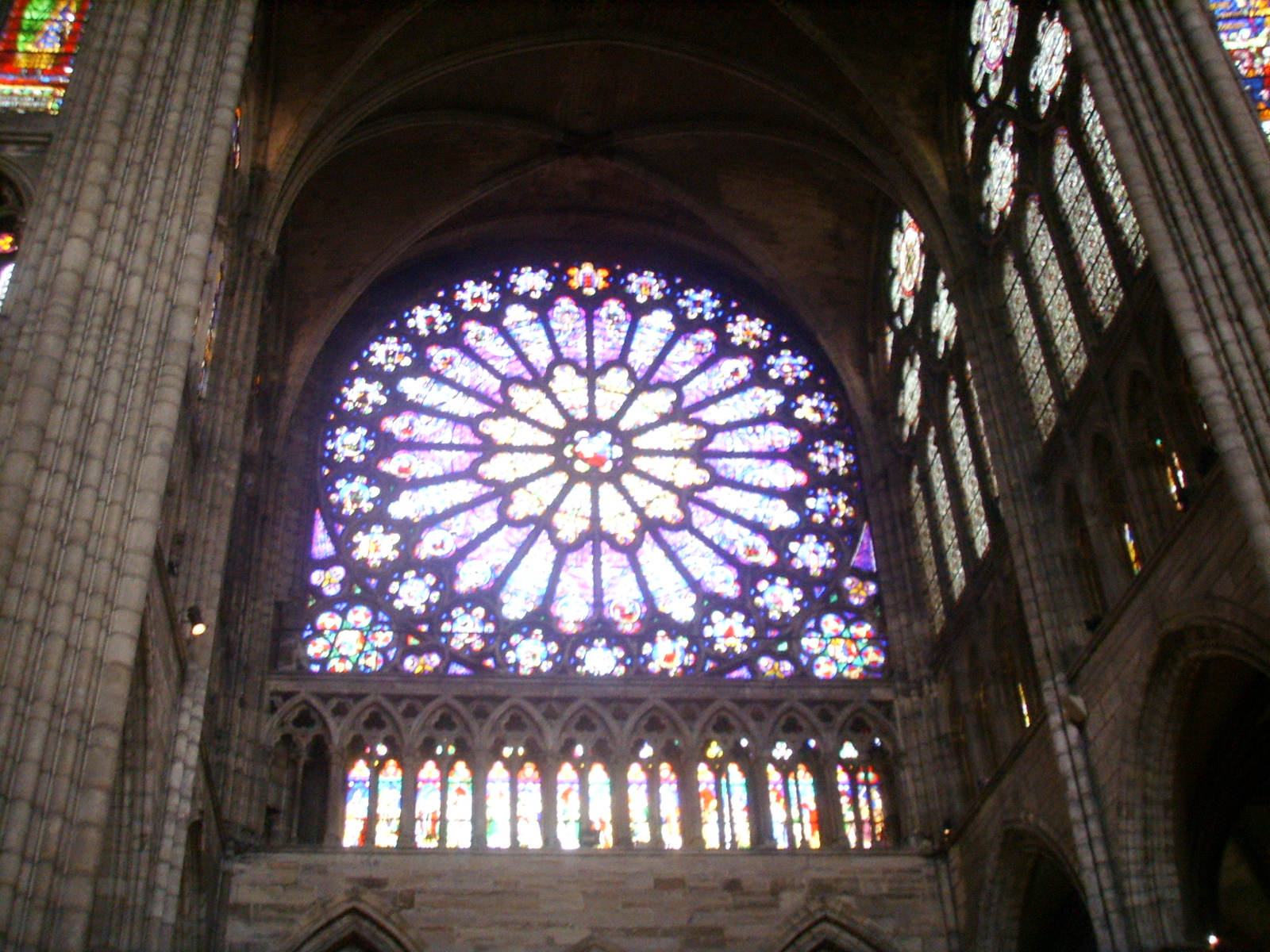
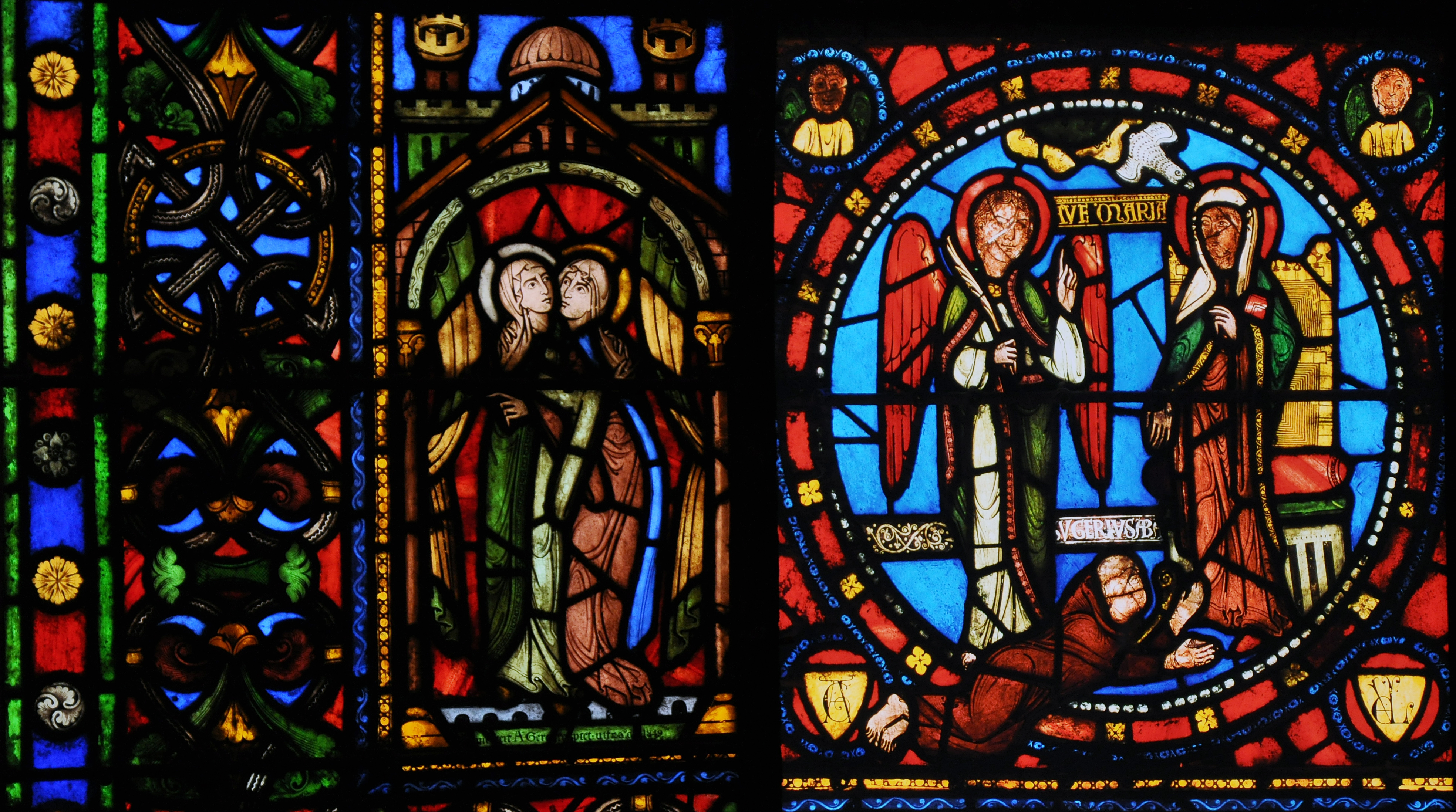

### Orgue de Cavaillé-Coll

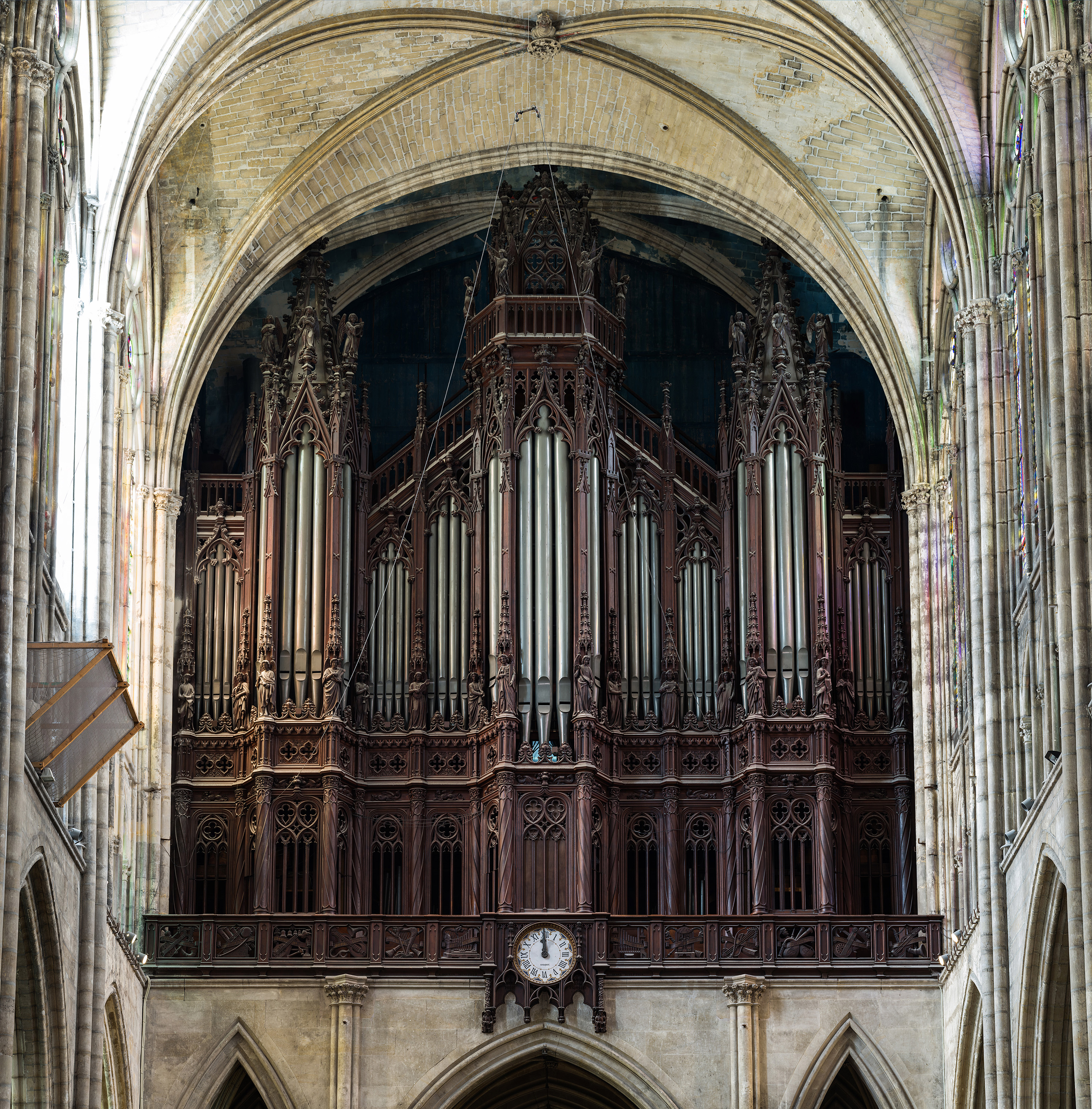
Orgue de la basilique Saint-Denis, par Aristide Cavaillé-Coll, 1840.

Outre les nombreuses œuvres d'art liées à la nécropole, la basilique abrite également le premier orgue construit par Aristide Cavaillé-Coll en collaboration avec son père et son frère. Cet instrument, conçu entre 1834 et 1840 par ce facteur d'orgues alors âgé de vingt-trois ans, comporte un nombre considérable d'innovations qui en font un prototype unique au monde, ouvrant l'ère de l'orgue romantique bien qu'il s'inscrive encore largement dans la tradition de l'orgue classique français. Doté de soixante-neuf jeux répartis en trois claviers et pédalier sur quatre plans sonores manuels, il a été conservé presque intégralement dans son état d'origine, et est sans doute l'un des plus beaux instruments de France. Le buffet et la partie instrumentale sont classés par les Monuments historiques au titre d'objet mobilier.
Pierre Pincemaille, organiste titulaire de 1987 à 2018, organise sur cet instrument de nombreux concerts entre 1989 et 1995 puis entre 2014 et 2017.

## Trésor de Saint-Denis

Quelques éléments encore existants du trésor de Saint-Denis
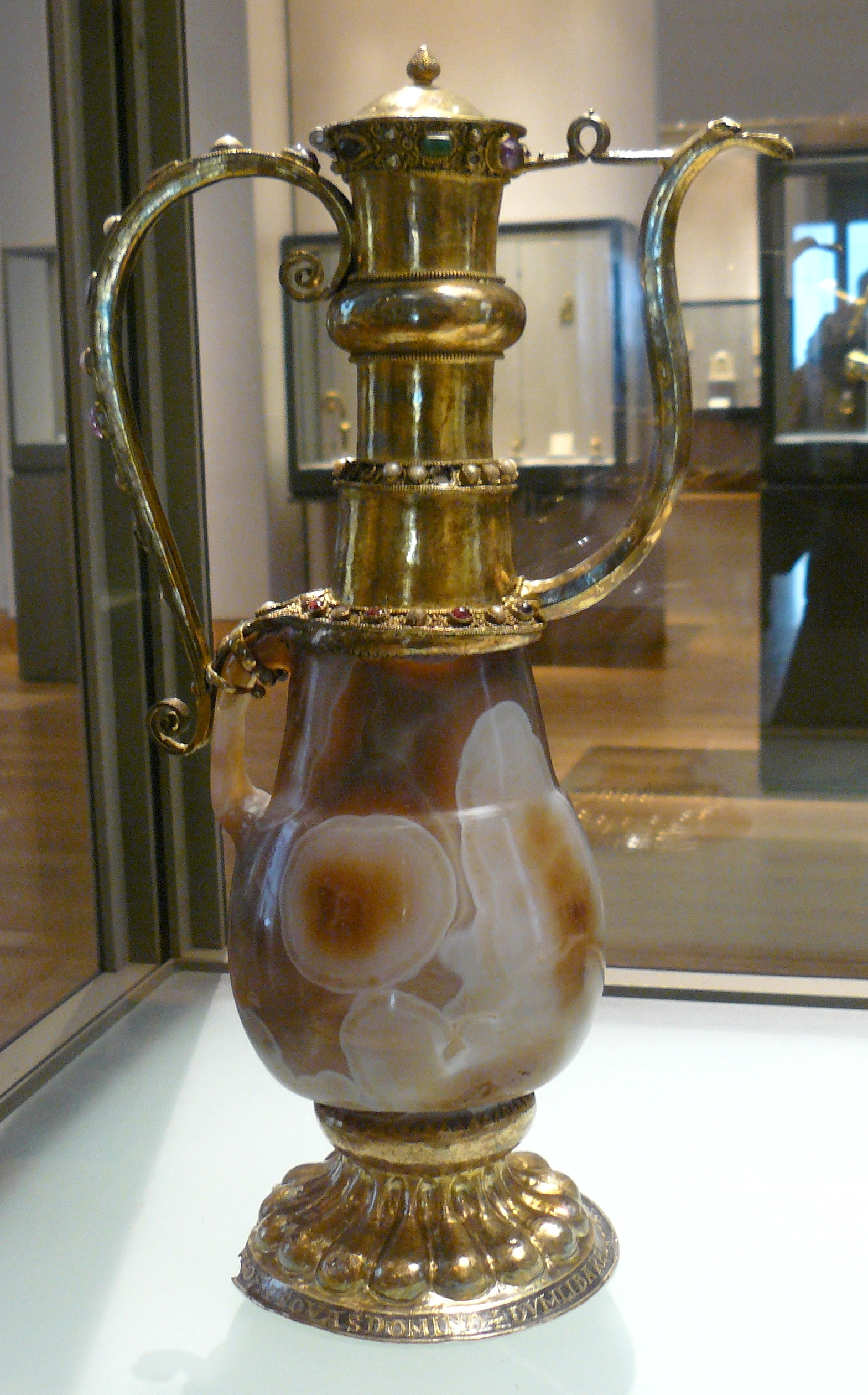
Aiguière de sardoine.
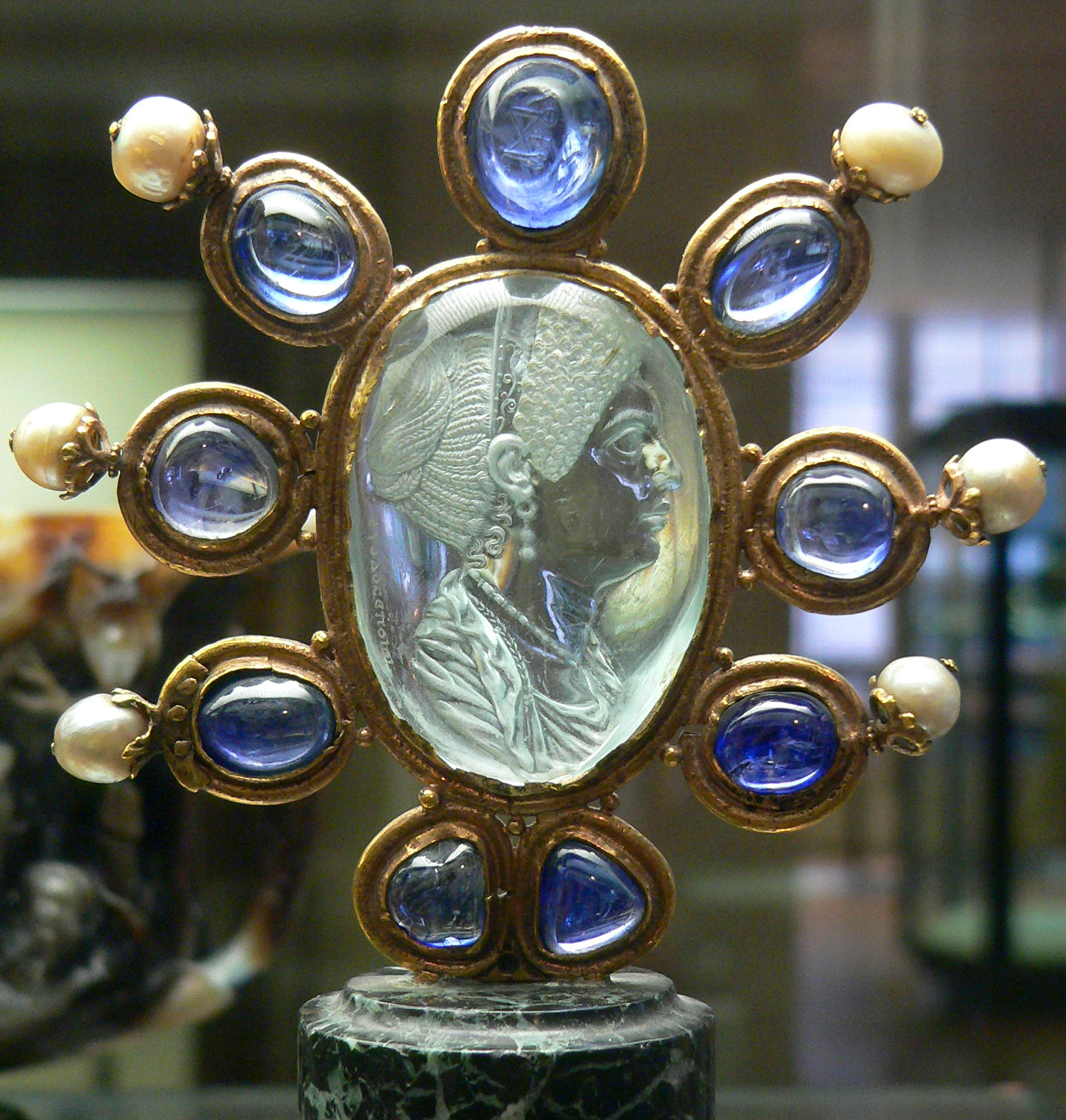
Élément de l'escrain de Charlemagne, intaille antique en Aigue-marine représentant Julia Titi.
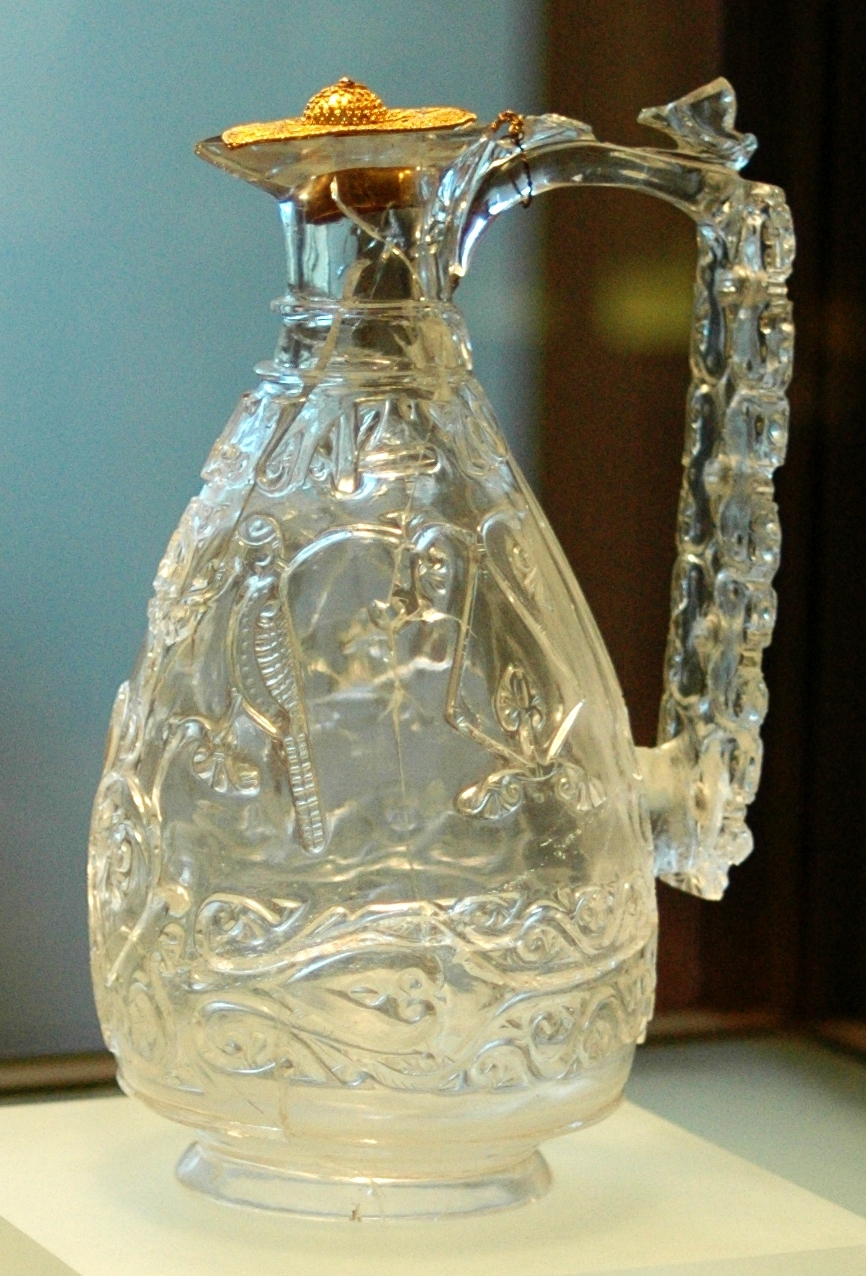
Aiguière aux oiseaux.
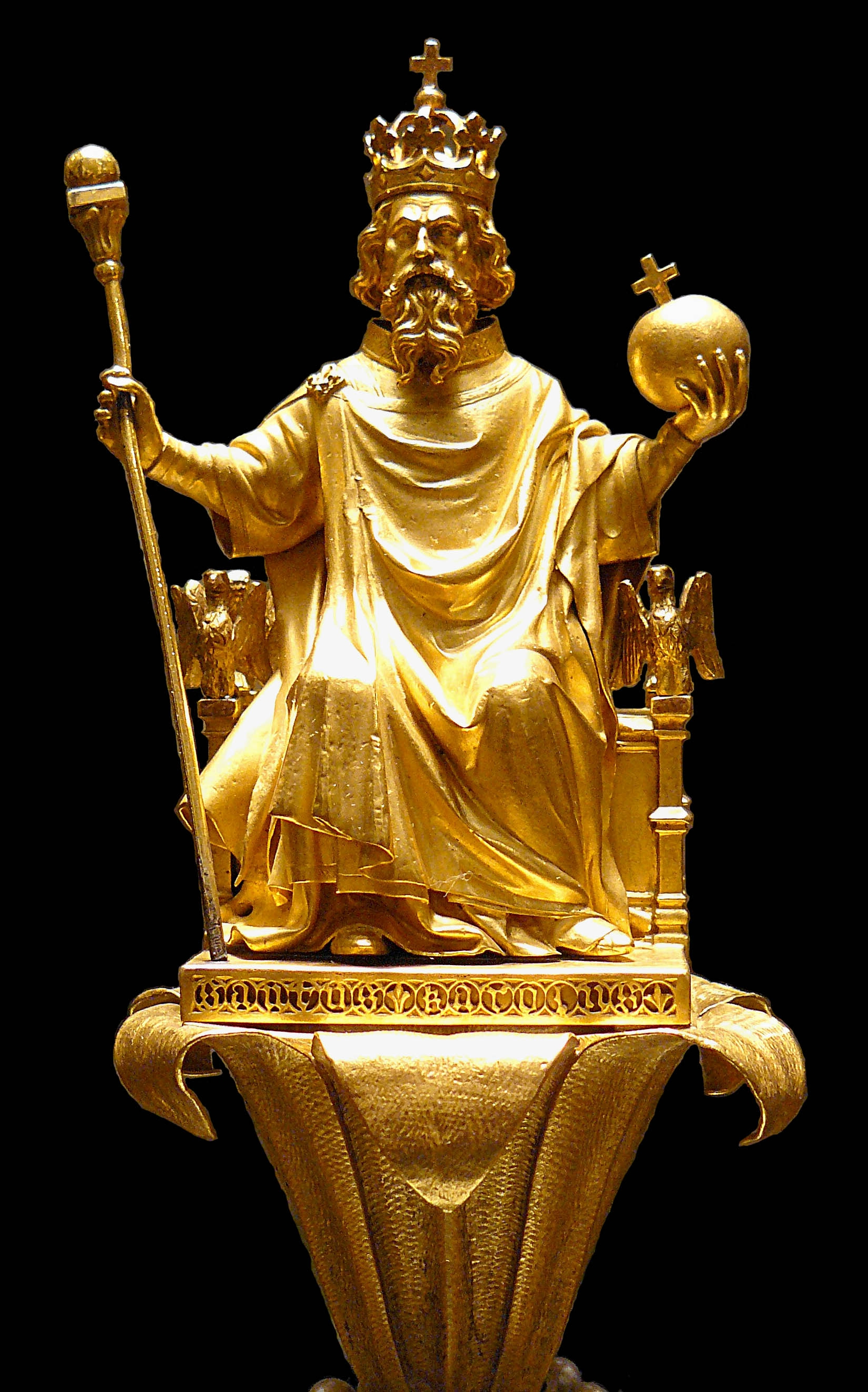
Sommet du sceptre de Charles V.
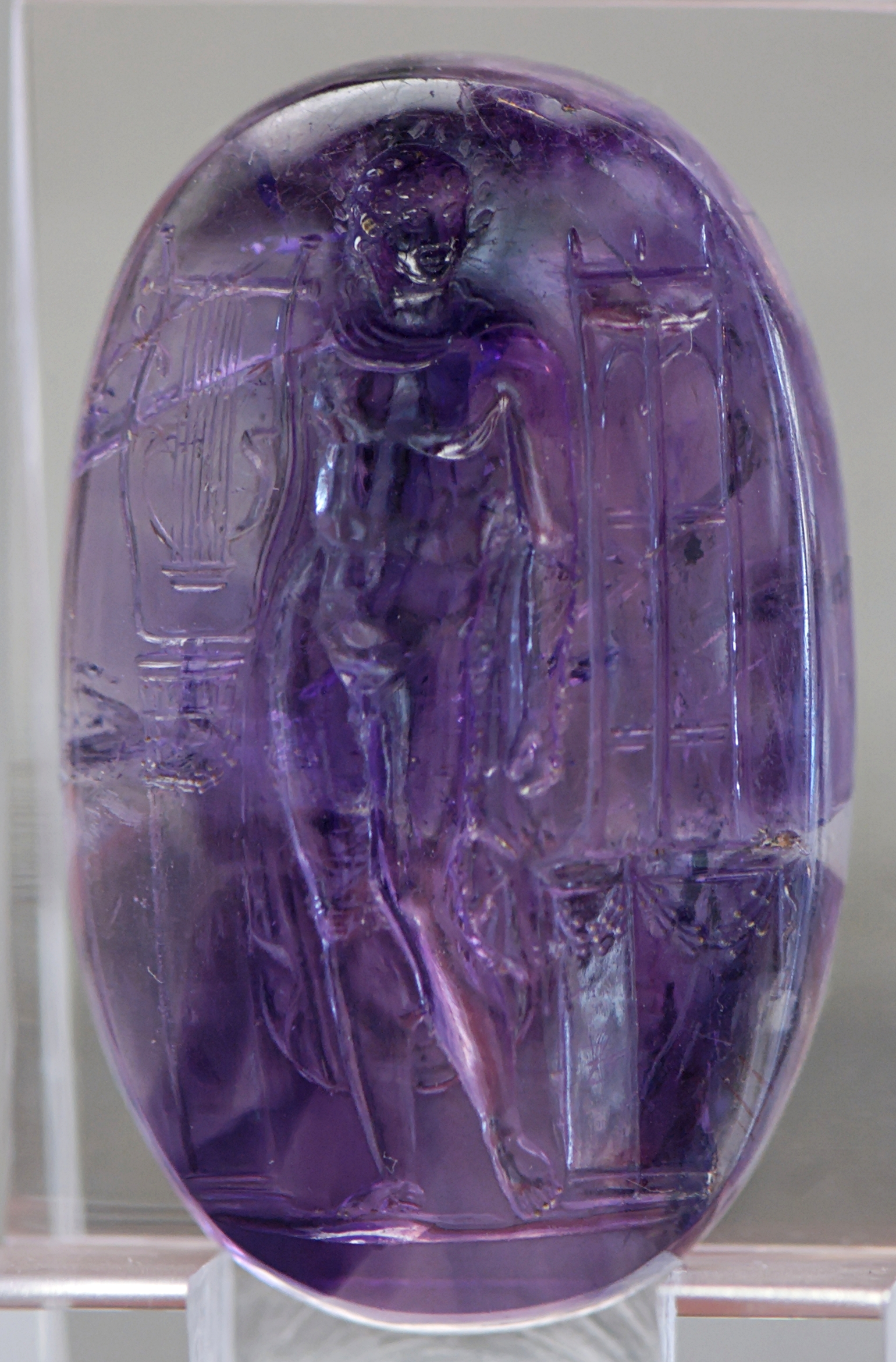
Néron en Apollon, améthyste.

### Constitution du trésor
Le monastère, de par sa renommée, fut à la tête d'un trésor, dont l'un des grands contributeurs fut Suger. Du fait de son statut de nécropole des rois de France, définitivement acquis sous les Capétiens directs, la basilique fut l'occasion pour les meilleurs artistes d'œuvrer à la fois pour la royauté française et l'Église catholique. Les rois enrichirent progressivement le trésor qui était sans doute le plus riche d'Occident avec celui de Saint-Marc de Venise et qui attirait avant la Révolution beaucoup de visiteurs français et étrangers. Le trésor était dans un bâtiment d'un étage, sur le flanc sud de la basilique : il fut détruit au début du XIXe siècle.
En 1706, Dom Félibien représenta dans un ouvrage les cinq armoires du trésor (à la veille de la révolution, il y avait huit armoires). Si la tombe de Saint Louis, ouvrage d'orfèvrerie, a été détruite par l'envahisseur anglais lors de la guerre de Cent Ans, la plupart des atteintes au patrimoine de cette église sont beaucoup plus récentes. De fait, périodes de dégradations et de restaurations se succèdent depuis la Révolution française qui dispersa et détruisit la majeure partie des pièces du trésor.
Le trésor de l'église contenait les regalia, objets symbolisant la souveraineté et utilisés lors du sacre, dont de nombreux sceptres et couronnes. Les deux couronnes du sacre du roi et de la reine étaient des pièces particulièrement prestigieuses.

### Couronnes du trésor
Le 14 août 1193, le roi Philippe II Auguste épousa en secondes noces Ingeburge de Danemark. Le lendemain, elle fut sacrée ; pour l'occasion le roi porta couronne. En 1223, le roi légua par un testament (conservé à l'abbaye) sa couronne ainsi que celle de la reine au trésor de saint Denis. Peu après Louis VIII et Blanche de Castille furent couronnés à Reims avec ces deux couronnes. Le roi ne respecta pas les volontés de son père et décida de récupérer les deux couronnes en dédommageant l'abbaye. En 1226, Louis IX monta sur le trône. En 1261, ce dernier décida de rendre définitivement à l'abbaye de Saint-Denis les deux couronnes indiquant par un texte qu'elles étaient faites pour le sacre des rois et des reines, et que les jours de fête solennelle elles fussent suspendues par des chaînettes au-dessus de l'autel matutinal. Ce fut ainsi que ces deux couronnes du roi et de la reine furent intégrées au trésor de l'église.
L'inventaire du trésor de 1534 en donne une description précise de la couronne du roi : elle était d'or massif et pesait avec l'ensemble des pierres du bonnet et des chaînes d'argent près de quatre kilogrammes. Cette couronne possédait une coiffe intérieure de forme conique et qui était surmontée par un rubis de 200 carats. C'est le roi Jean II le Bon qui fit réaliser cette coiffe de couleur cramoisie. En 1547, Henri II fit refaire un nouveau bonnet doublé de satins. En 1590, le duc Charles de Mayenne s'empara de la couronne et la fond pour en tirer de l'argent et financer la Ligue catholique.
Par la suite, ce fut la couronne de reine qui était quasiment identique qui servit pour les sacres. Ces deux couronnes furent appelées successivement « Couronnes de Charlemagne ».
Une autre couronne royale était dite abriter une épine de la couronne de Jésus-Christ et constituait avec le Saint Clou une des pièces principales du trésor de l'église. Au Moyen Âge, on l'appelait Sainte Couronne puis on prit l'habitude de l'appeler Couronne de saint Louis. Elle servit pour le sacre de Jean II et celui d'Anne de Bretagne et fut détruite avec les autres couronnes du trésor, comme celle dite de Charlemagne, celle de Jeanne d'Évreux et celle d'Henri IV.

### Autres pièces célèbres du trésor

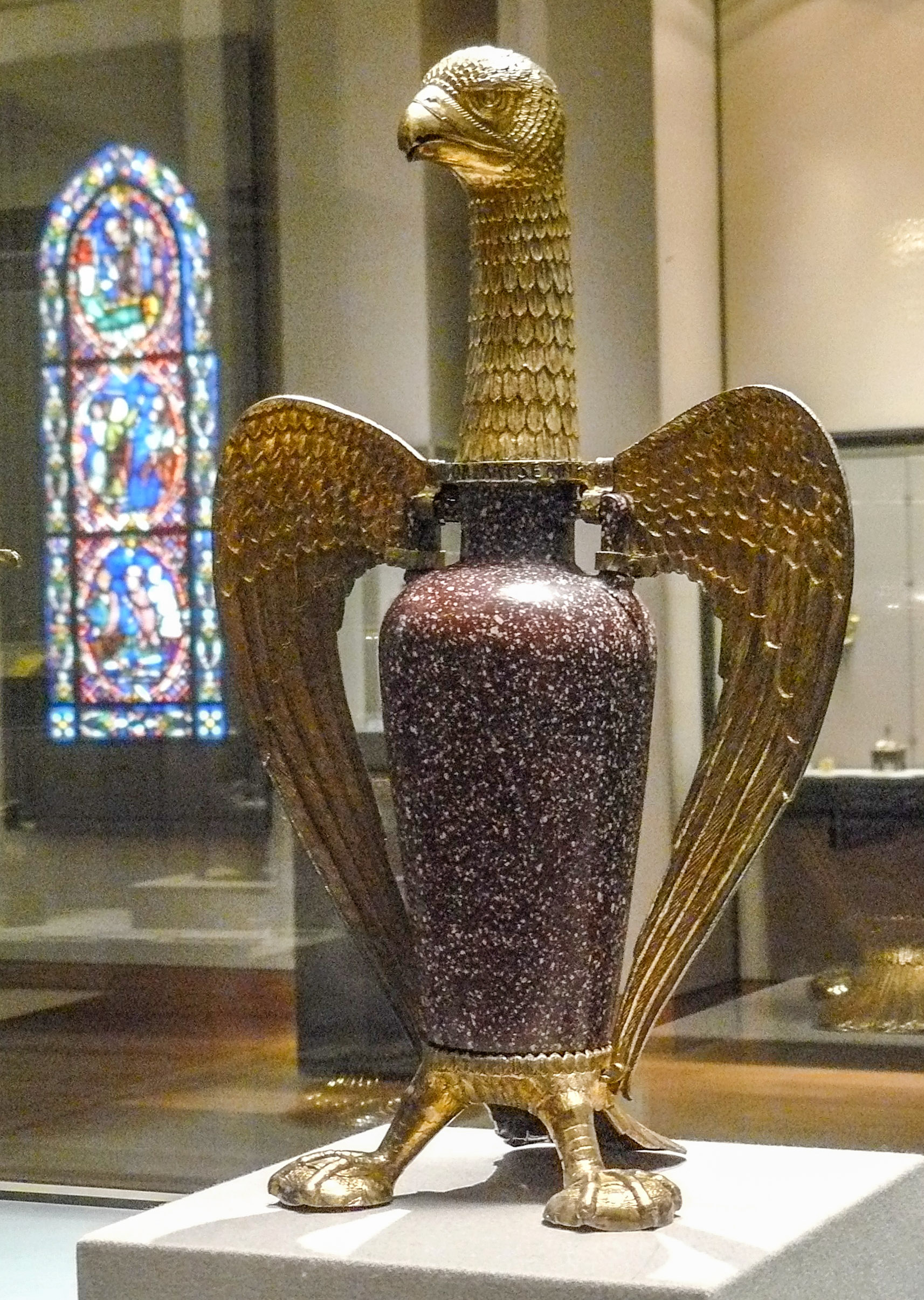
L'aigle de Suger.

Souvent constituée de parties antiques réutilisées, d'éléments de différentes époques assemblés, restaurés et modifiés au cours du temps, la classification proposée ici est purement indicative :
- Les antiques :
  - Un certain nombre d'intailles ou camées des collections royales (Cabinet des médailles ou musée du Louvre) ;
  - Coupe des Ptolémées (Cabinet des médailles).

- Époque carolingienne ou assimilée :
  - Trône de Dagobert (Cabinet des médailles) ;
  - Grande croix d'orfèvrerie (2 m) posée sur un piédestal en émaux (Cabinet des médailles) portant un Christ en or, cloué par trois saphirs, dont la Plaie était de saphir et de grenats (le Christ fut retiré par les ligueurs en 1590) ;
  - Pièces en ivoire du jeu d'échecs de Charlemagne (Cabinet des médailles) ;
  - Sommet de l'escrain de Charlemagne, intaille antique de Julie (Cabinet des médailles) ;
  - Olifant d'ivoire, dit de Roland (Cabinet des médailles) ;
  - Retable en triptyque, or et émaux (disparu) ;
  - Patène de serpentine aux dauphins (Cabinet des médailles).

- Les vases de Suger :
  - Navette de Saint-Éloi (Cabinet des médailles) ;
  - Aigle de Suger (musée du Louvre) ;
  - Vase en cristal d'Aliénor (musée du Louvre) ;
  - Aiguière de sardoine (musée du Louvre) ;
  - Aiguière aux oiseaux (musée du Louvre) ;
  - Calice de Suger (National Gallery of Art de Washington).

- Les insignes royaux :
  - Joyeuse (épée) et éperons (musée du Louvre) ;
  - Sceptre de Charles V (musée du Louvre) ;
  - Couronne de sacre de Louis XV (musée du Louvre) ;
  - Sceptre à la rose des reines de France (disparu pendant les guerres de Religion) ;
  - Sceptre de saint Louis (en argent doré, datant de vers 1300, doté d'un sommet en forme de feuillage et était en argent doré).

### Autel matutinal

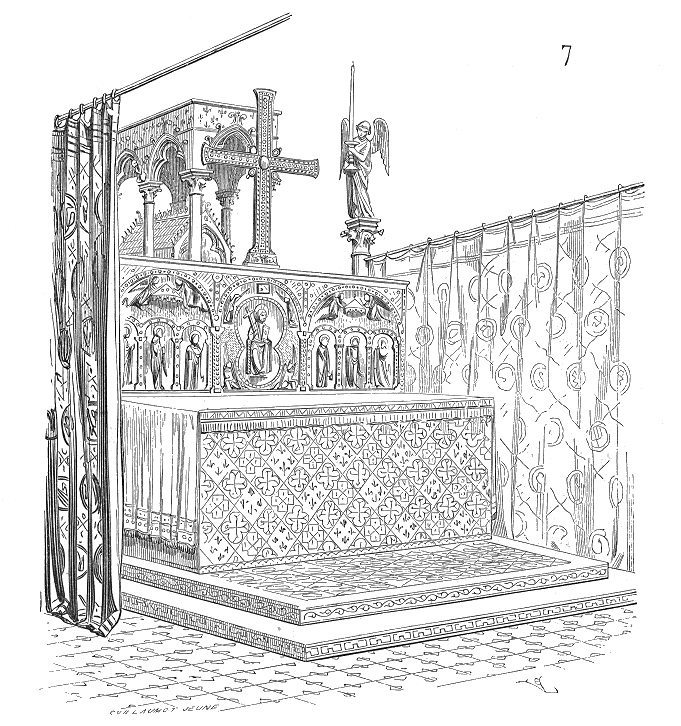
L'autel matutinal.

L'autel matutinal de l'église était célèbre pour sa splendeur. Une peinture du Maître de Saint Gilles permet de se le représenter précisément. La messe de Saint Gilles constitue une source de premier ordre sur l’organisation de l'espace entourant l'autel matutinal à la fin du Moyen Âge. On y trouvait une succession spectaculaire d’autels, de croix monumentales et de tombes, marquant l’axe du chœur liturgique.
Selon la tradition dyonisienne, c'est le pape Étienne II qui aurait consacré le 28 juillet 754 l'autel majeur ou grand autel, dédié aux apôtres Pierre et Paul. Charles II le Chauve l'avait orné par devant du fameux panneau d'or repoussé et gemmé que Suger fit compléter sur les trois autres côtés. Au-dessus de la table d’autel s'élevait la célèbre croix dite de « saint Éloi ».
Suger le désignait comme autel des saints martyrs « sanctorum martyrium altaria », autel du Saint Sauveur « sancti Salvatoris altare », ou autel principal « principale beati Dionysii altare ».
À la suite d'un remaniement, sans doute au XVe siècle, le panneau d'or de Charles II le Chauve qui ornait le devant de l'autel, fut monté en retable. Charles VI offrit à l'abbaye la châsse de Louis IX. Elle fut montée en 1398 sur le ciborium derrière l'autel majeur. Une balustrade en bois sculpté fermait le chœur élevé au-dessus de la crypte. Deux portes étaient situées derrière l’autel ; l'une permettait d'accéder à la chapelle Saint-Démètre de la crypte et l'autre au chœur supérieur.

### Lapidaire
La vasque du cloître des moines de Saint-Denis avait un diamètre d'environ 3.80 mètres ; cette œuvre de la fin du XIIe siècle était située dans le pavillon du lavabo du cloître abbatial. Elle servait à la fois de lieu d'ablutions pour les moines et de point de ravitaillement en eau. Ce célèbre lavabo était constitué d'un bassin circulaire, d'une vasque supportée par des colonnettes et d'une fontaine. La vasque, bombée, permettait l'évacuation de l'eau par une série d'orifices ornés de figures de face ou de profil évoquant des divinités ou des héros antiques, répartis régulièrement sur tout le pourtour.
Lors de la Révolution française, elle est sauvée par Alexandre Lenoir (1761–1839) qui l'exposa dans son musée des Monuments français installé dans le couvent des Petits-Augustins, à Paris. Sous le Premier Empire, il fut envisagé d'intégrer cette vasque dans la nouvelle fontaine des Invalides où elle aurait cohabité avec le lion de Saint Marc de Venise, mais l'architecte Guillaume Trepsat n'utilisa finalement pas le lavabo des moines.
Depuis 1954, la vasque est déposée dans l'orangerie abbatiale, réserve lapidaire de la basilique.
D'autres vestiges ont pu être découverts lors de fouilles archéologiques de 1990. Il s'agit de claveaux sculptés vers 1150, aujourd'hui conservé à la réserve lapidaire de la basilique, provenant du cloître médiéval de l'abbaye, démolis au milieu du XVIIIe siècle pour laisser à la placer à un nouvel ensemble de bâtiments conventuels d'architecture classique.
Des dalles funéraires des moines et abbés, inhumés dans le cloître médiéval, rien ne subsiste, sinon le relevé des inscriptions effectué par dom Félibien lors de la reconstruction des bâtiments conventuels par Robert de Cotte. On trouve dans le cimetière de la Légion un couvercle de sarcophage, de style mérovingien, probable reste d'un des tombeaux mentionnés dans le chœur ou dans l'église Saint Jean voisine. En marbre jaspé, taillé en forme de toit, il est sculpté de motifs d'écailles. Une inscription du XIVe siècle le relie à la dévotion à Saint Jean-Baptiste, bien implantée à l'abbaye.

## Considérations religieuses

### Nécropole de la basilique

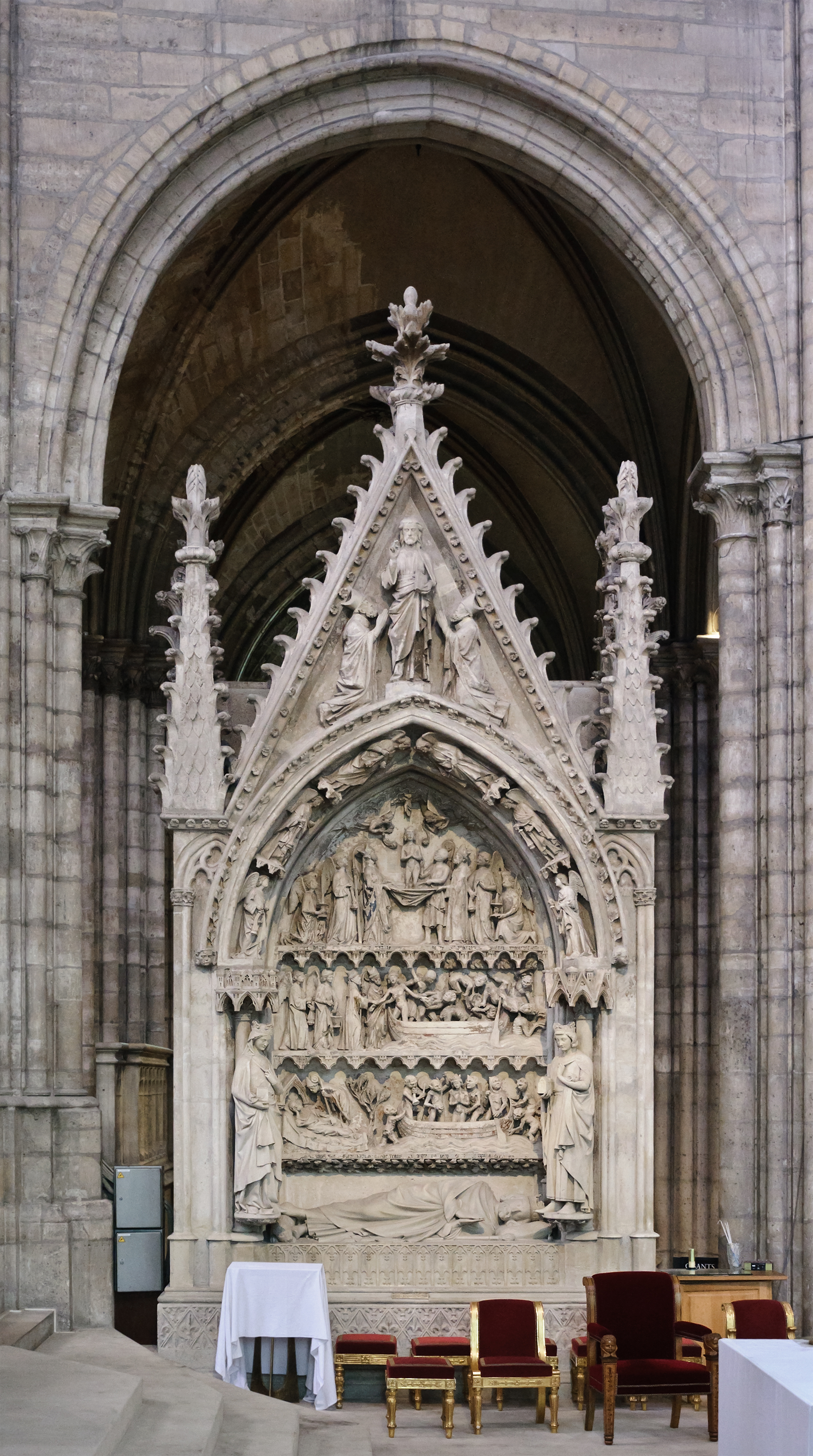
Tombeau de Dagobert Ier, XIIIe siècle, restauré au XIXe siècle.

Dès le Bas-Empire romain, un cimetière gallo-romain est attesté sur le site de Saint-Denis. Au IVe siècle, un mausolée fut élevé à l'emplacement du maître-autel actuel et fit déjà l'objet d'un culte. Puis, vers 475, sainte Geneviève acheta les terres alentour et fit construire une église pour y abriter la sépulture de saint Denis, premier évêque de Paris martyrisé au IIIe siècle.
Cette église est devenue une nécropole royale dès les origines de la royauté française puisque la reine Arégonde, bru de Clovis Ier, y repose. Dagobert Ier fut le premier roi à se faire inhumer en ce lieu ; son gisant est placé dans le chœur central et c'est le seul à être positionné sur le côté et regardant en direction des reliques de saint Denis.
La nécropole royale de Saint-Denis abrite les tombes de nombreux souverains francs et français, depuis Dagobert Ier jusqu'à Louis XVIII. Cette nécropole se trouve dans la basilique Saint-Denis. Mais si quelques rois mérovingiens puis carolingiens y établirent leur dernier séjour, c'est avec les Robertiens et les Capétiens que la nécropole royale installée dans l'église de Saint-Denis acquiert son statut définitif de lieu de rassemblement des sépultures royales. Ainsi les rois capétiens, à l'exception de Philippe Ier, Louis VII et Louis XI, y reposèrent tous. Progressivement, la nécropole reçut les sépultures non seulement des rois et reines, mais aussi des membres de la famille royale, ainsi que de grands serviteurs du royaume que les rois voulaient honorer en les autorisant à reposer auprès d'eux.

### Sacre des reines de France
Les sacres des reines de France eurent lieu en général à la basilique. Selon le Cérémonial du sacre des rois de France, de Pons Augustin Alletz paru à Paris en 1775, l'église a vu 29 princesses sacrées reines de France. Moins ritualisé, le sacre de la reine n'était pas systématique et pouvait avoir lieu des années après son accession au trône. Participant à la dignité royale, mais à un degré moindre que son époux, la reine communiait sous les deux espèces, était ointe (à deux endroits seulement et pas avec le baume de la Sainte ampoule), dotée d'un petit sceptre et d'une couronne. Mais, exclue de la fonction souveraine, elle ne prêtait pas serment, ne recevait ni les signes de l'autorité ni les habits sacerdotaux. Le sacre reflète bien la dualité de son statut : soulignant son caractère royal qui la place au-dessus de la société, il marque aussi les limites de sa position d'exception, signifiant qu'elle n'est pas investie du pouvoir.
On peut citer les sacres à la Basilique Saint-Denis de :
- Anne de Bretagne, le 8 février 1492, sacrée et couronnée reine de France à Saint-Denis, elle est la première reine couronnée dans cette basilique et sacrée[119], « ointe, chef et poitrine », par André d'Espinay, archevêque de Bordeaux[120] ;
- Marie Tudor, le dimanche 5 novembre 1514 ;
- Claude de France, le dimanche 10 mai 1517 ;
- Éléonore de Habsbourg, le dimanche 5 mars 1531 ;
- Catherine de Médicis, le lundi 10 juin 1549 ;
- Élisabeth d'Autriche, le dimanche 25 mars 1571 ;
- Marie de Médicis, le 13 mai 1610 (dernière reine sacrée à Saint-Denis).

### Dépendances de l'ancienne abbaye
- 1129 : prieuré d'Argenteuil, à la suite du concile de Saint-Germain-des-Prés tenu à la demande de l'abbé Suger, cette abbaye féminine devient un prieuré d'hommes rattaché à l'abbaye de Saint-Denis[121], qui y développe l'agriculture et le vignoble.
- 1320 : ferme de l'Esterne, hors les murs de Paris.

### Revenus de l'ancienne abbaye
Dès l'année 832, l'abbaye avait en Cotentin et en Bessin des dépendances qui devaient lui fournir chaque année des cétacés fournissant du lard (baleines, marsouins, cachalots, etc.).

### Abbés du monastère
Le premier abbé mentionné est Dodon en 627, jusqu'à Dom François Verneuil en 1792.

### Curés
- 19..- 1912 : Père Ferdinand, ancien vicaire du père Alphonse Martin Larue à l'église Saint-Gilles de Bourg-la-Reine, du 21 janvier 1877 au 6 janvier 1880, mort le 19 octobre 1912, curé de la Basilique Saint-Denis[123] ;

## La basilique dans la ville
L'Eglise catholique est affectataire de la basilique dans son intégralité. Cependant, par convention avec le Centre des monuments nationaux, celui-ci exploite une partie muséale comprenant les bras du transept, le chœur haut, le déambulatoire et la crypte. Cette partie muséale est séparée de la nef et des bas-côtés par un garde-corps en fer forgé, son accès est payant aux conditions habituelles des monuments nationaux, et fermé pendant les offices. La nef, la croisée des transepts, les bas-côtés et les chapelles latérales restent ouverts au public gratuitement. Si la plupart des offices sont célébrés dans la nef et le chœur, le responsable du culte catholique peut à tout moment utiliser les parties habituellement à l'usage du musée.
La basilique est un bâtiment emblématique de la ville de Saint-Denis, qui s'est construite autour. Elle partage son parvis avec l'hôtel de ville, et a donné son nom à la station de métro voisine Basilique de Saint-Denis. De par son emplacement, elle est visible dans l'axe de la rue de la République, principale artère commerçante de Saint-Denis, depuis les abords du Stade de France, ou encore dans l'axe du canal Saint-Denis.
La basilique Saint-Denis est une église paroissiale et accueille des offices catholiques quotidien. En tant que cathédrale, elle accueille également des rassemblements de catholiques venus de tout le département de Seine-Saint-Denis.
Enfin, la basilique Saint-Denis est un lieu de mémoire pour une partie des mouvements royalistes en France. Chaque année, le 21 janvier, jour anniversaire de la mort de Louis XVI, une messe en sa mémoire y est célébrée par le Mémorial de France à Saint-Denys.

### Musée

Monuments funéraires exposés dans le musée de la basilique Saint-Denis
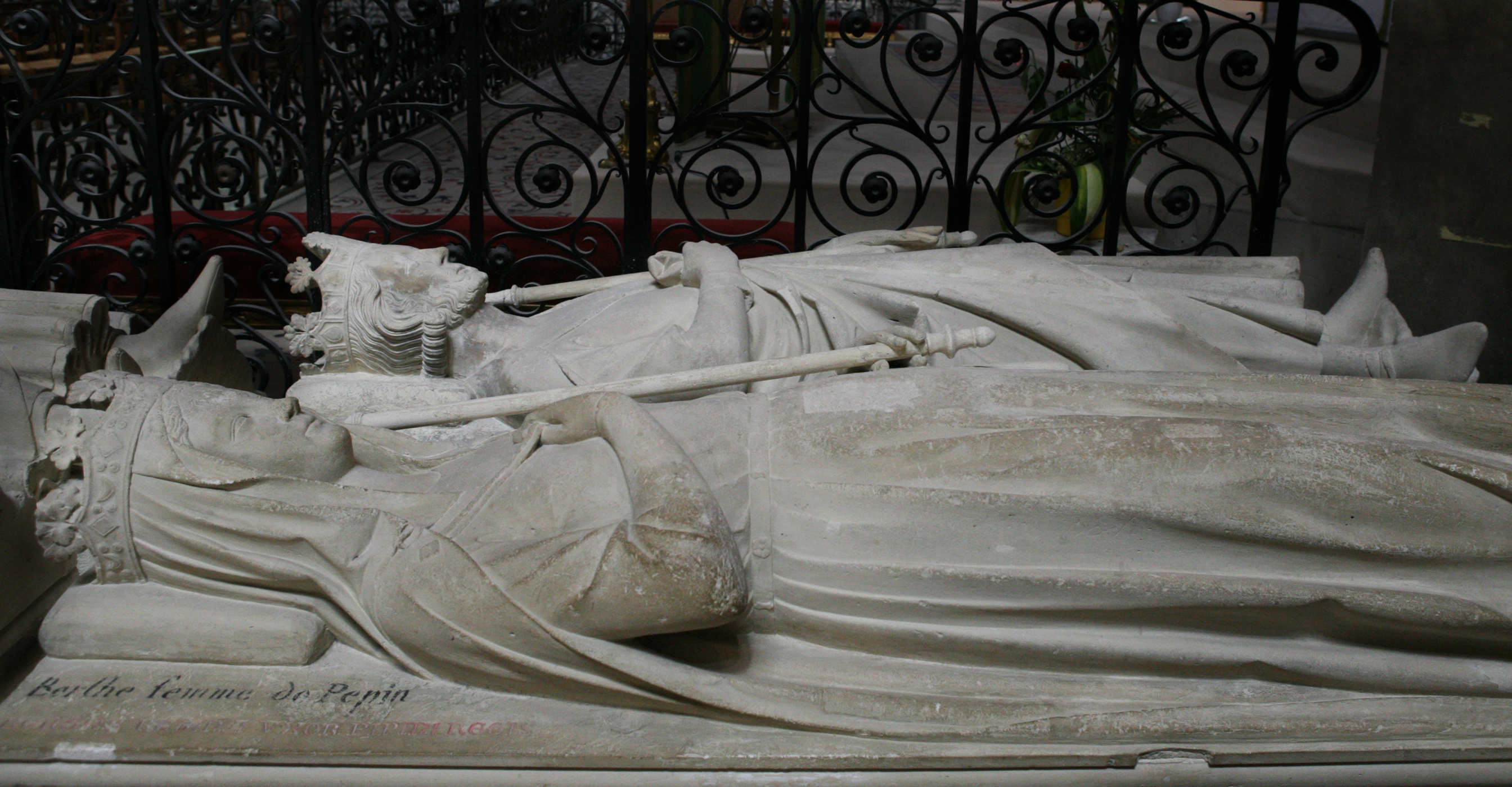
Gisants de Pépin le Bref et Bertrade de Laon.
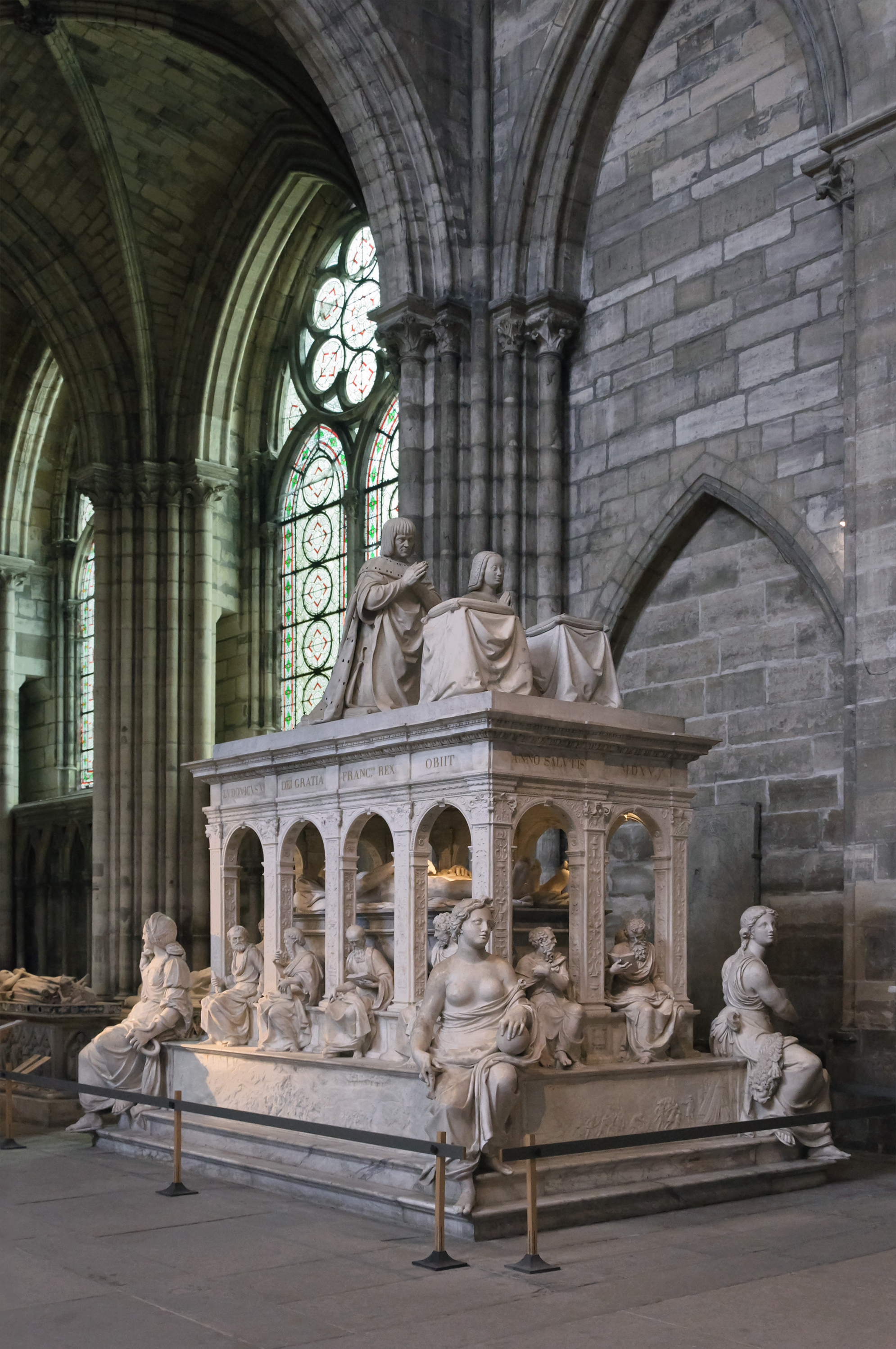
Tombeau de Louis XII et d'Anne de Bretagne.
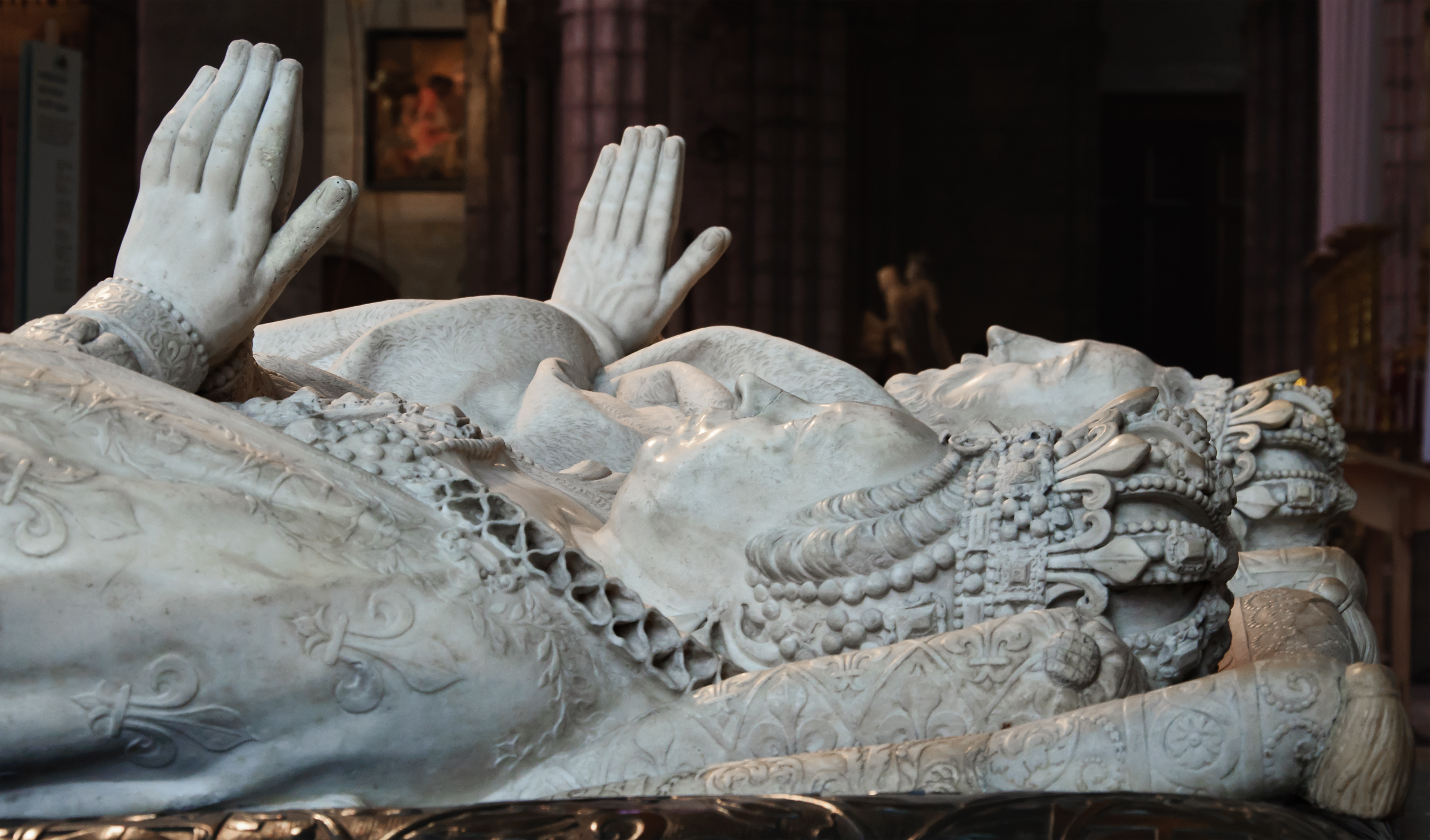
Gisants de Henri II et Catherine de Médicis, rehaussés par le « drapé mouillé »[Note 7]
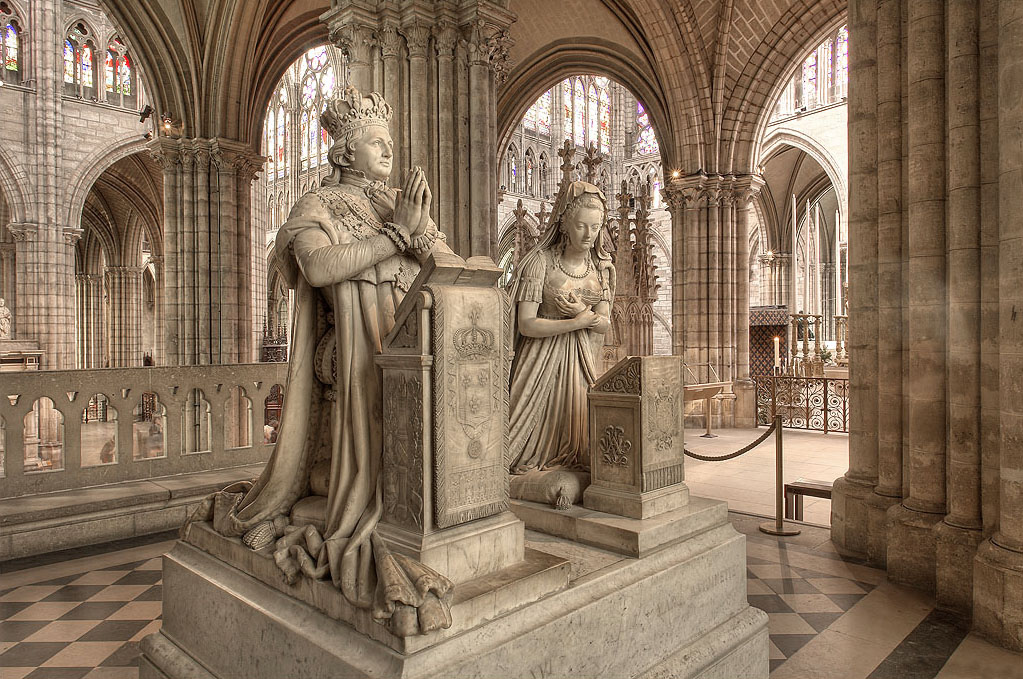
Monuments funéraires (non leurs tombes) de Louis XVI et Marie-Antoinette, par Edme Gaulle et Pierre Petitot en 1830.

Au niveau des transept, chœur et déambulatoire sont exposés les tombeaux des rois et reines de France, ainsi que de plusieurs de leurs serviteurs. On y remarque particulièrement les mausolées de Louis XII et Anne de Bretagne, de François Ier et Claude de France, de Henri II et Catherine de Médicis. La crypte archéologique de la basilique contient quant à elle les tombeaux les plus anciens du monument, de l'époque mérovingienne pour la plupart, et la sépulture supposée de saint Denis.
Par ailleurs, le dépôt lapidaire de la basilique regroupe dans l'ancienne orangerie et dans le jardin se trouvant à l'est du chevet de nombreuses pièces qui pourraient être mises en valeur dans le cadre d'un espace d'exposition. Le contenu du dépôt lapidaire pourrait constituer le noyau de la constitution d'un musée de l'abbaye et d'un centre d'interprétation semblables à ceux existant à l'abbaye de Westminster.

#### Le transept sud
La commande de Saint-Louis datée de 1263 est composée de 16 gisants, dont il en reste 14. Le souverain veut montrer par là que la dynastie capétienne est l'héritière des Mérovingiens et des Carolingiens.
Au temps des Valois, le gisant de Charles V le Sage correspond au premier portrait officiel dans l'histoire de la sculpture funéraire. C'est aussi un chef-d'œuvre de la sculpture médiévale.
Le tombeau de François Ier est présenté dans un imposant arc de triomphe qui témoigne du style antique en regain à la Renaissance. Ce tombeau est installé avec celui de Claude de France et de trois de leurs enfants, onze ans après la mort du roi survenue en 1547.

#### La crypte

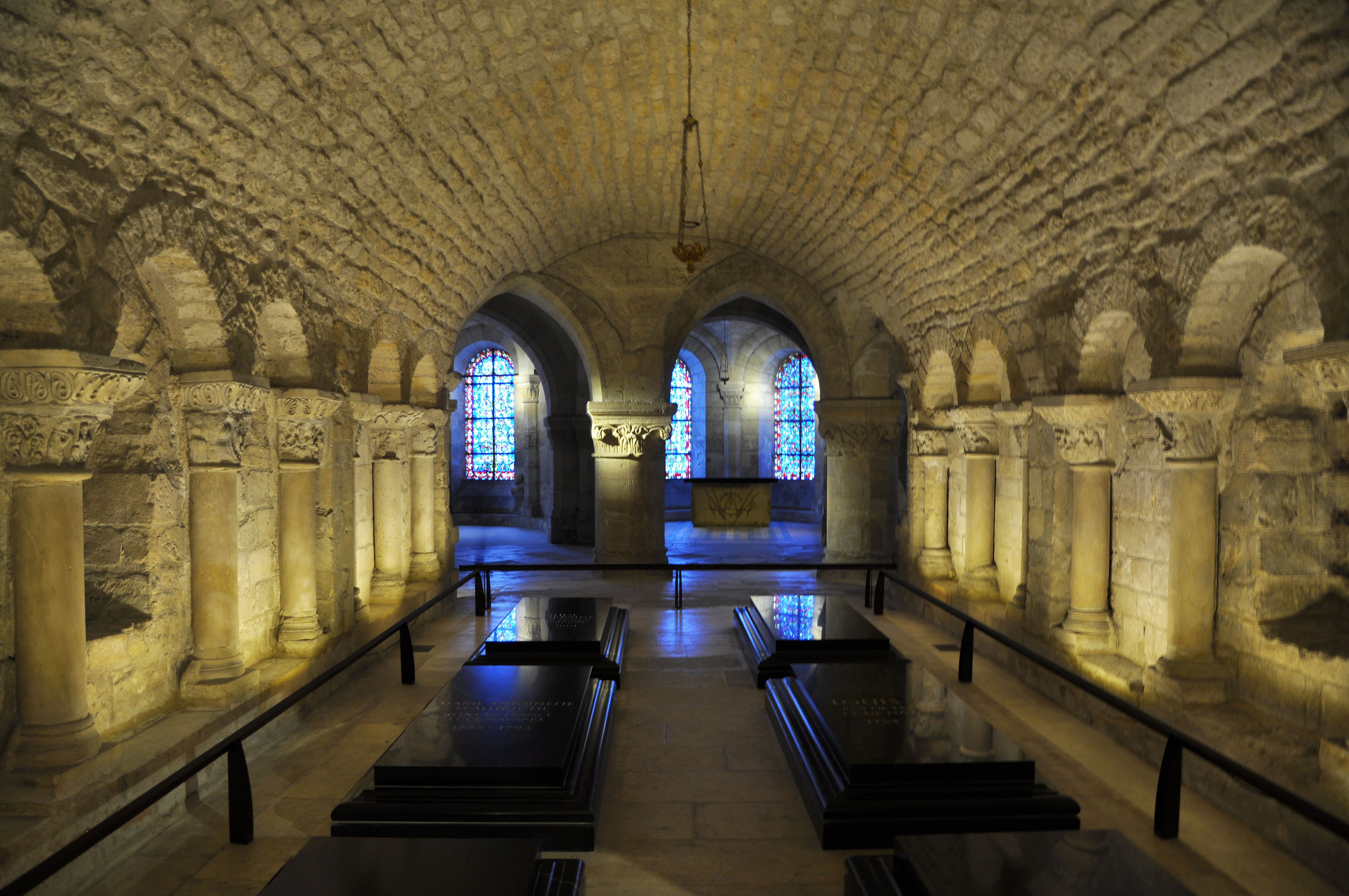
Crypte, caveau des Bourbons.

La chapelle des Bourbons contient des cénotaphes datés du XIXe siècle et le cœur de Louis XVII, pour regrouper au même endroit cette dynastie.
La crypte de Suger conserve plusieurs chapiteaux dédiés notamment à la vie de saint Benoît. L'une des chapelles du déambulatoire abrite le sarcophage de la reine Arégonde, épouse du roi Clothaire, morte entre 580 et 590 et première reine enterrée à Saint-Denis.
La crypte archéologique présente les vestiges des premiers édifices, elle abritait les sépultures de saints martyrs Denis, Rustique et Eleuthère.
Le caveau des Bourbons renferme les restes de Louis XVI et de Marie-Antoinette, transférés du cimetière de la Madeleine à Paris par Louis XVIII, dernier roi inhumé dans la basilique en 1824.
L'ossuaire des rois contient les ossements exhumés des tombes royales à la Révolution française, rassemblés par Louis XVIII.

#### Le transept nord

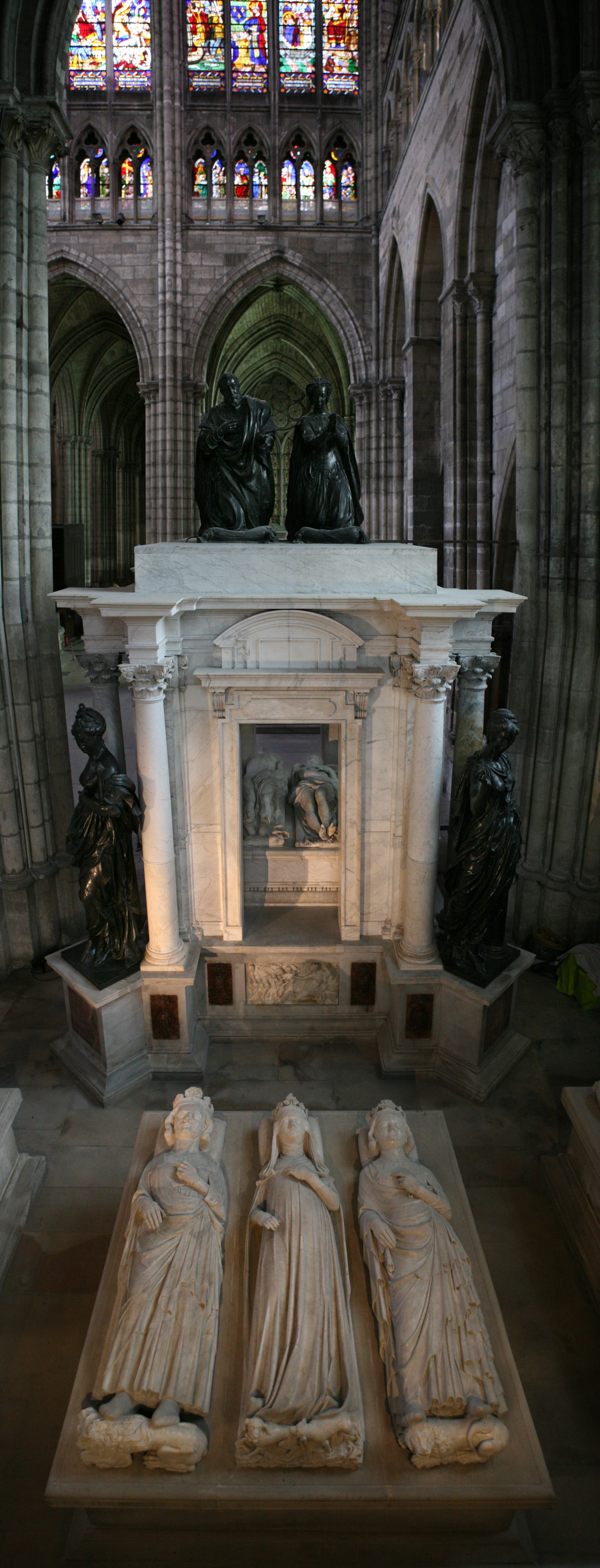
Tombeaux de Henri II (roi de France) et Catherine de Médicis, Philippe V le Long, Jeanne d'Évreux et Charles IV.

Les vitraux situés en hauteur dans l'abbatiale sont des créations du XIXe siècle. Il y a notamment deux roses remarquables. Ces vitraux remplacent les vitraux médiévaux dont le plomb a été fondu pendant la Révolution française.
Un tombeau en marbre de Carrare identifie, dans sa partie supérieure, Louis XII et Anne de Bretagne vivants et en prière. À l'intérieur du tombeau, ils sont représentés morts, nus et décharnés.
Un tombeau monumental réalisé entre 1560 et 1573 est octroyé à Henri II et Catherine de Médicis. Il fut élaboré en suivant des pratiques italiennes, notamment dans l'utilisation des différentes couleurs des matériaux. Les vertus placées aux angles du tombeau sont de remarquables sculptures de Germain pilon.
À droite des reliques de saint Denis se trouve le tombeau du roi Dagobert, à la place où le souverain est inhumé en 639.

#### Le chevet
Un mur de lumière continue baigne les chapelles et les grandes surfaces situées au niveau du chevet de la basilique. Il n'y pas de murs entre elles, ce qui accroît la qualité de la présentation des reliquaires des saints martyres. Cette œuvre majeure qui correspond au chevet de l'abbé Suger est édifiée de 1140 à 1144, les parties hautes ayant été reconstruites au XIIIe siècle.
Les gisants de Clovis, son fils Childebert et Frédégonde sont issues au XIXe siècle d'églises parisiennes. Plus largement, à cet endroit sont rassemblés les rois et reines mérovingiens.
Deux rares tombeaux métalliques sont conservés dans le chevet, ils protègent deux enfants de saint Louis morts en bas âge. Cinq verrières présentent les vitraux de l'abbé Suger qui ont été épargnés par la Révolution française. Elles sont ensuite très endommagées puis remontées au XIXe siècle.

#### La chapelle Saint-Louis
La chapelle Saint-Louis présente une copie de l'étendard porté par les armées royales en temps de guerre. Cette œuvre est intitulée « Oriflamme ». Cette chapelle abrite aussi les priants de Louis XVI et Marie-Antoinette, commandés par Louis XVIII à l'occasion du retour des cendres des souverains, et achevés en 1830.

### Visites

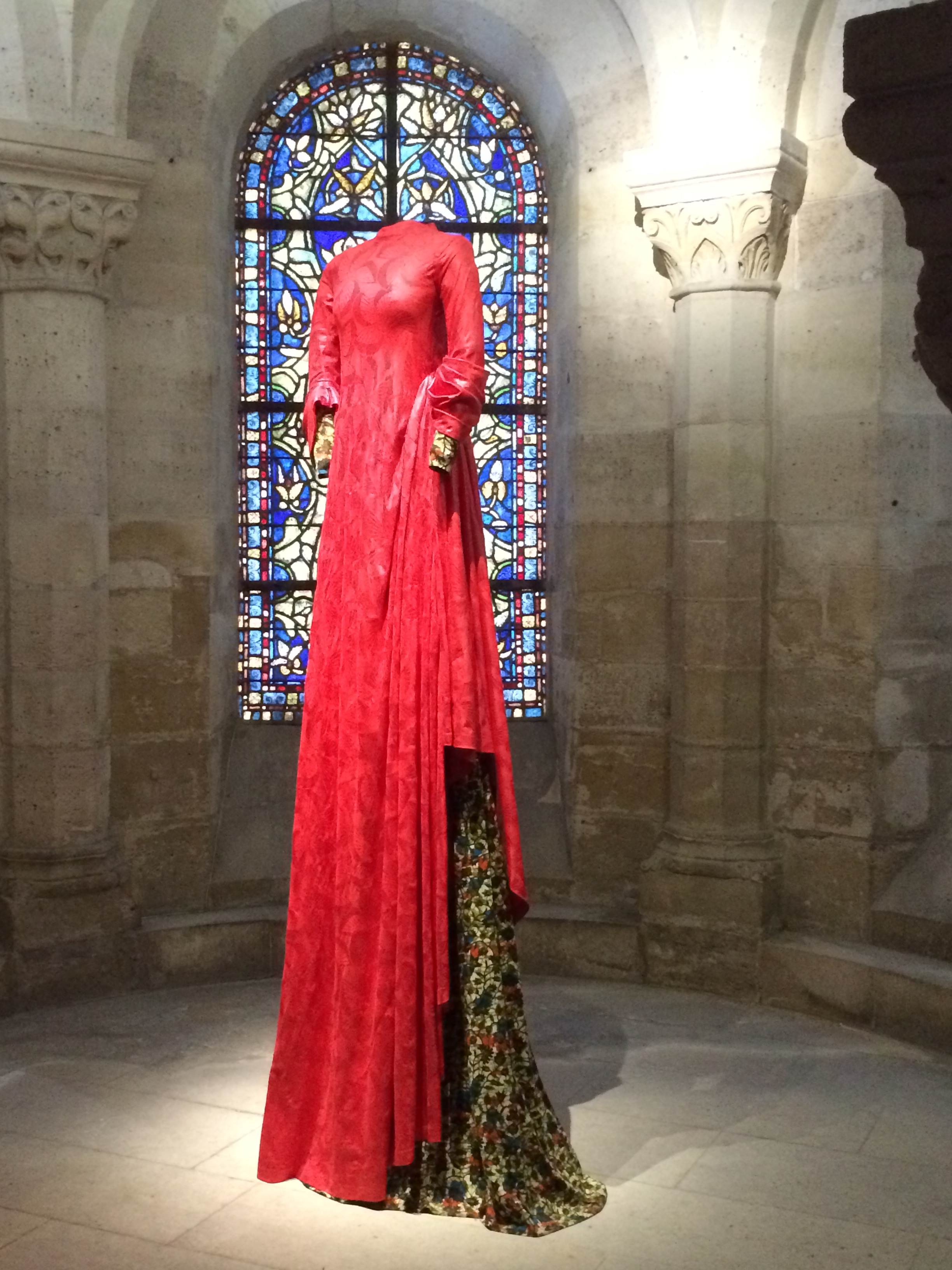
Exposition des robes royales de Lamyne M. à la crypte en 2015-2016.

Jusqu'en 2023, la basilique Saint-Denis reçoit environ seulement 130 000 visiteurs par an (soit le deuxième site de la Seine-Saint-Denis après les plus de 300 000 du Musée de l'Air et de l'Espace du Bourget), soit bien moins que les 19 millions enregistrés par Notre-Dame-de-Paris avant l'incendie de 2019. Sa mise en lumière sur le parcours de la flamme olympique portée notamment par le chanteur Pharrell Williams, puis le concert symphonique de Slimane sur le parvis en prélude de la cérémonie d'ouverture des Jeux olympiques à Paris, lui apporte une hausse de moitié de ses visites, avant-même le lancement des travaux de reconstruction de la flèche. Une coopération entre les deux cathédrales est prévue en 2025 avec l'achat possible d'un billet commun aux deux visites. Des visites libres, commentées et thématisées sont proposées. La visite est possible sauf pendant les offices religieux ainsi que les 1er janvier, 1er mai et 25 décembre.

### Concerts et expositions
Depuis 1968, la basilique accueille annuellement en juin plusieurs concerts de musique classique ou contemporains dans le cadre du Festival de Saint-Denis, dont certaines interprétations font référence comme la Deuxième de Gustav Mahler dirigée par Seiji Ozawa avec Jessye Norman en 1983 ou le Requiem de Giuseppe Verdi dirigé à deux reprises par Riccardo Muti en 1982 et en 2009.
Des expositions comme celles de Lamyne M. et des créations artistiques comme l'éclairage des gisants sont également organisées.
En 2024 et 2025, la basilique accueille un spectacle vivant intitulé La nuit des reines.

### Pèlerinage

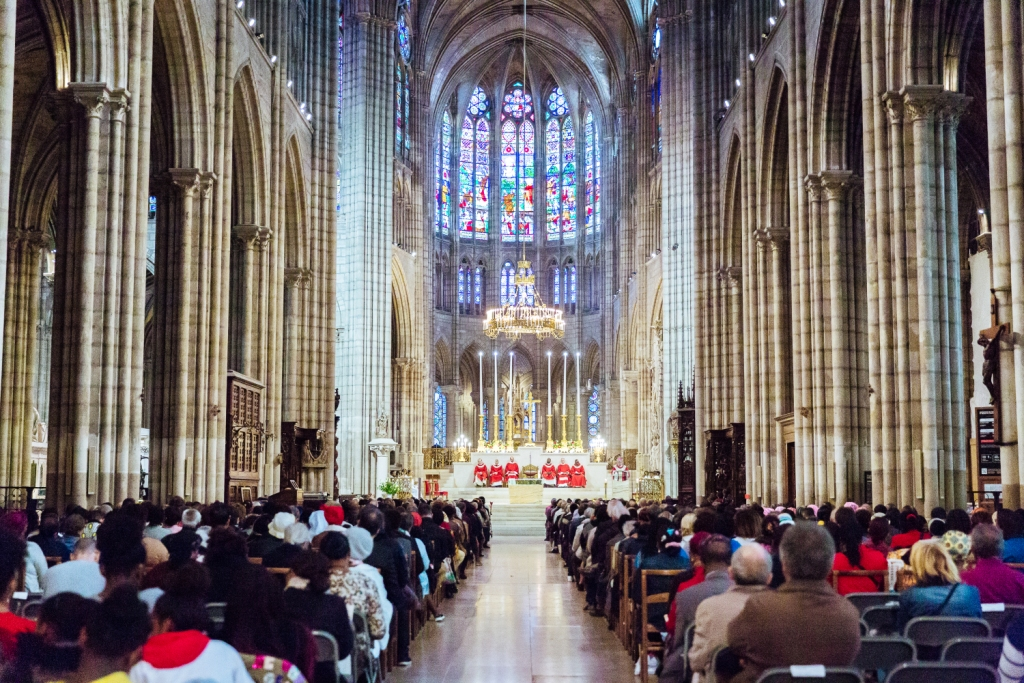
Célébration catholique, fête de Saint-Denis 2019.

Chaque année, les catholiques du diocèse organisent un pèlerinage pour la fête de Saint-Denis. En 2019, ce pèlerinage est parti de l'église Notre-Dame-des-Missions d'Epinay-sur-Seine,.

### Moyens d'accès
- Ligne 13 du métro de Paris par la station Basilique Saint-Denis, également desservie par la ligne 1 du tramway d'Île-de-France.
- Ligne 5 du tramway d'Île-de-France par la station Marché de Saint-Denis (tramway d'Île-de-France).
- Ligne 1 du tramway d'Île-de-France par la station Basilique de Saint-Denis (tramway d'Île-de-France).

### Vidéo
- Vidéos
- Survol des caractéristiques architecturales au drone.

## Dans les arts et la culture
- En 2021, la basilique apparaît dans le clip du titre Derrière le brouillard chanté en duo par Louane et Grand Corps Malade.
- En 1991, Jean Raspail fait se dérouler à la basilique Saint-Denis une partie de l'intrigue de son roman d'anticipation Sire. Il y raconte également, dans une version fondée sur des faits historiques romancés, la profanation des tombes de 1793.